# Église Saint-Vaast de Boran-sur-Oise
Pour les articles homonymes, voir église Saint-Vaast.
L'église Saint-Vaast de Boran-sur-Oise est une église catholique paroissiale située à Boran-sur-Oise, commune de l'Oise.
L'on ignore tout sur les origines de la paroisse, mais elle semble remonter au moins au VIIIe siècle, et l'église actuelle n'est donc pas la première construite sur le même lieu. Ses parties les plus anciennes datent de la période 1180 / 1230 et sont de style gothique primitif : il s'agit de la nef, qui n'a jamais été voûtée, et d'une partie des bas-côtés. La façade avec son élégant portail est un peu plus récente, et la petite construction annexe à l'angle sud-ouest, considérée comme l'ancienne chapelle des fonts baptismaux, a peut-être été ajoutée après coup. Les grandes arcades de la nef avec leurs piliers monocylindriques surmontés de gros chapiteaux de crochets sont d'un bel effet, mais l'église se distingue notamment par son chœur-halle rectangulaire, et la façon particulière dont il se raccorde à la nef : son vaisseau central étant moins large que celle-ci, les grandes arcades butent à leur fin contre les arcades occidentales du chœur, au lieu de retomber sur les tailloirs de chapiteaux.
L'ensemble du chœur comporte trois vaisseaux de deux travées, et a été bâti à l'emplacement du chœur du XIIe siècle, pendant une période comprise entre 1480 et 1550. Les remarquables réseaux flamboyants des fenêtres du chevet pourraient remonter à la fin du XVe siècle, alors que les chapiteaux annoncent déjà la Renaissance et parlent en faveur d'une date au second quart du XVIe siècle : tout n'a apparemment pas été construit en même temps. Le vitrail de la Passion du Christ daterait de 1535.
L'impressionnant clocher avec sa flèche de pierre cumulant à une hauteur de 49 m porte le style de la même époque ; c'est l'une parmi seulement trois flèches du XVIe siècle sur la rive droite de l'Oise. L'église Saint-Vaast forme ainsi un ensemble intéressant, et c'est son clocher qui lui a valu son classement au titre des monuments historiques en date du 12 mars 1942, pour la protéger des occupants. Restaurée au début du troisième millénaire, l'église de Boran-sur-Oise demeure un lieu de culte vivant avec une célébration eucharistique tous les samedis soir, à quelques exceptions près. Elle est affiliée à la paroisse Saint-Louis de Précy-sur-Oise.

## Localisation
L'église Saint-Vaast se situe en France, en région Hauts-de-France et dans le département de l'Oise, sur la rive droite de l'Oise, sur la commune de Boran-sur-Oise, au centre du bourg, place de l'Église / rue de la Comté. La place de l'Église est aujourd'hui un parking, mais c'est à la fois le nom d'une rue qui quitte la place vers le sud-ouest en direction de la RD 924, et elle est contigüe à la place Bourgeois. Les rues principales du village s'y croisent : la rue du Château (RD 118) vers Crouy-en-Thelle, la rue Joseph-et-Joséphine-Courtois (RD 924) vers la gare SNCF et le pont de l'Oise, et la rue de la Comté vers le sud du village. La position de l'église est donc tout à fait centrale. La façade occidentale donne sur la place et est précédée par un petit parvis. Au sud (à droite) de la façade, l'on trouve la mairie qui correspond à l'ancien presbytère. L'élévation sud et le chevet donnent sur le jardin de l'ancien presbytère, qui est aujourd'hui un petit parc municipal, ouvert seulement pendant les heures d'ouverture de l'église. Au nord, des terrains privés jouxtent directement l'église, et l'élévation septentrionale n'est donc pas visible depuis le domaine public.

## Histoire

### Les origines

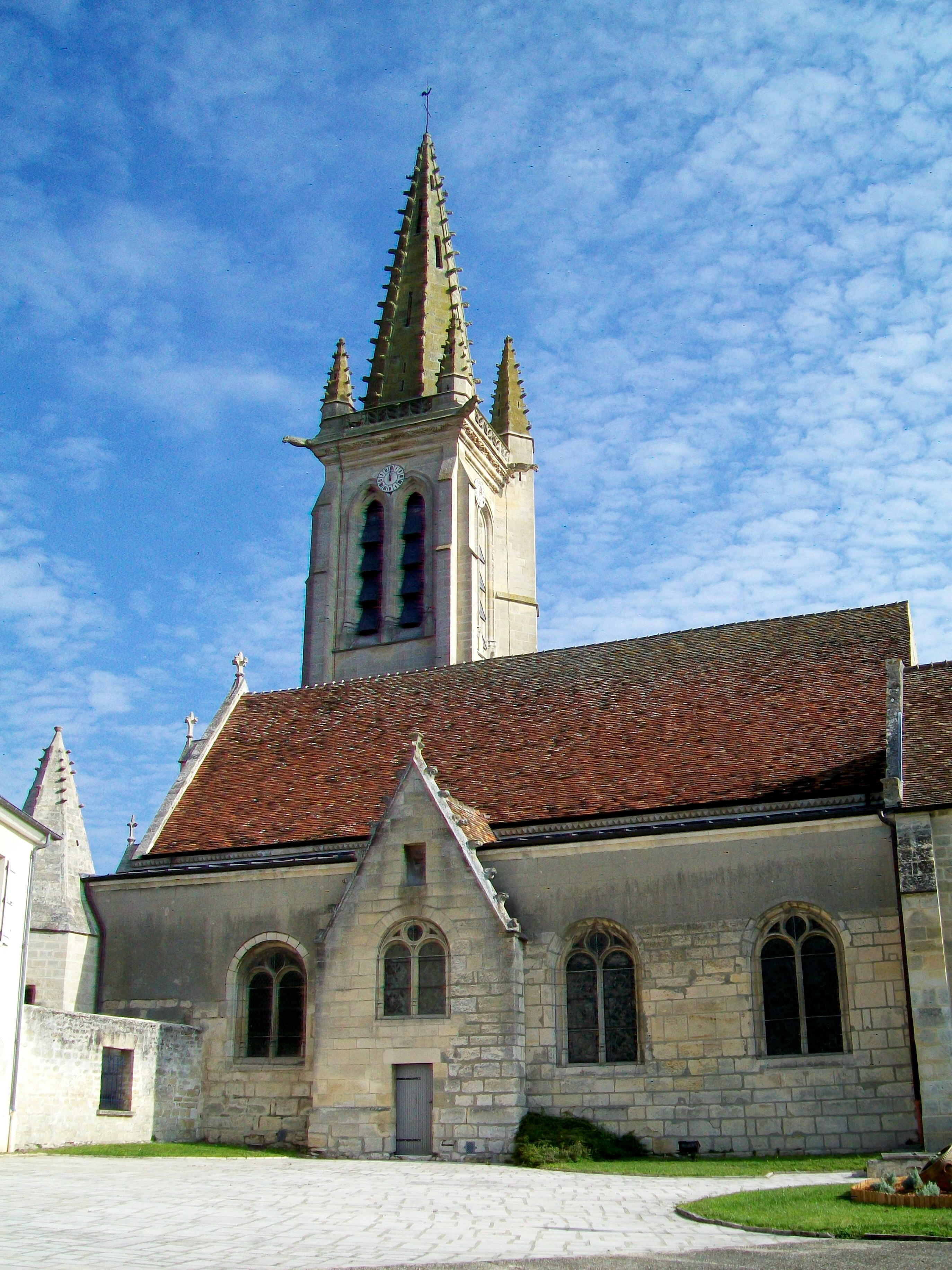
Nef, vue depuis le sud.

En l'absence de monographies ou articles détaillés traitant de l'église Saint-Vaast, il est seulement possible d'évoquer les principaux repères de son histoire. Louis Graves affirme que le bourg appartient vers 670 à un seigneur nommé Ermentée, et il remonterait donc au moins à l'époque mérovingienne. Toutefois Graves se trompe en écrivant que le bourg est cédé à ce moment à l'abbé Godobald de Saint-Denis, qui est abbé en 726 seulement. La mention d'une villa rend probable l'existence d'une chapelle, voire d'une église, dont l'on ignore néanmoins tout. À partir du VIIIe siècle, Boran appartient aux seigneurs de Précy-sur-Oise, avant que n'apparaisse une famille seigneuriale propre à Boran, les de Borrenc, déjà considérée comme ancienne au XIIe siècle. Au XIe siècle, la cure de Boran appartient au prieuré de Saint-Germain-en-Laye, et le service paroissial est assuré par un vicaire. Pour cette époque, l'on peut donc être certain de l'existence de la paroisse de Boran. Son saint patron est saint Vaast d'Arras, qui a été évêque de Beauvais à titre intérimaire pendant une vacance du siège au second quart du VIe siècle, avant de ne devenir évêque d'Arras : ce lien avec Beauvais explique que plusieurs églises de l'Oise sont placées sous son vocable, dont les plus proches sont celles de Saint-Vaast-lès-Mello, Angicourt, Catenoy, et Saint-Vaast-de-Longmont. Au XIIe siècle, la cure de Boran est conférée par l'évêque de Beauvais, ce qui ne change pas jusqu'à la fin de l'Ancien Régime. Il reste dans l'ombre à quel moment le prieuré de Saint-Germain-en-Laye cède la cure à l'évêque, et dans quelles circonstances. Un acte de 1170 cite le nom de Pierre de Borrenc, seigneur de Boran. L'église actuelle n'existe pas encore, mais son chantier débute sans doute à cette époque. Joseph Depoin et Jean Vergnet veulent savoir que la construction de la nef commence en 1195, mais il n'est pas clair s'il s'agit d'une simple supposition, ou d'un renseignement tiré d'une charte ancienne, que cet historien amateur de Boran aurait pu trouver au cours de ses recherches dans les archives,,.

### La construction de l'église

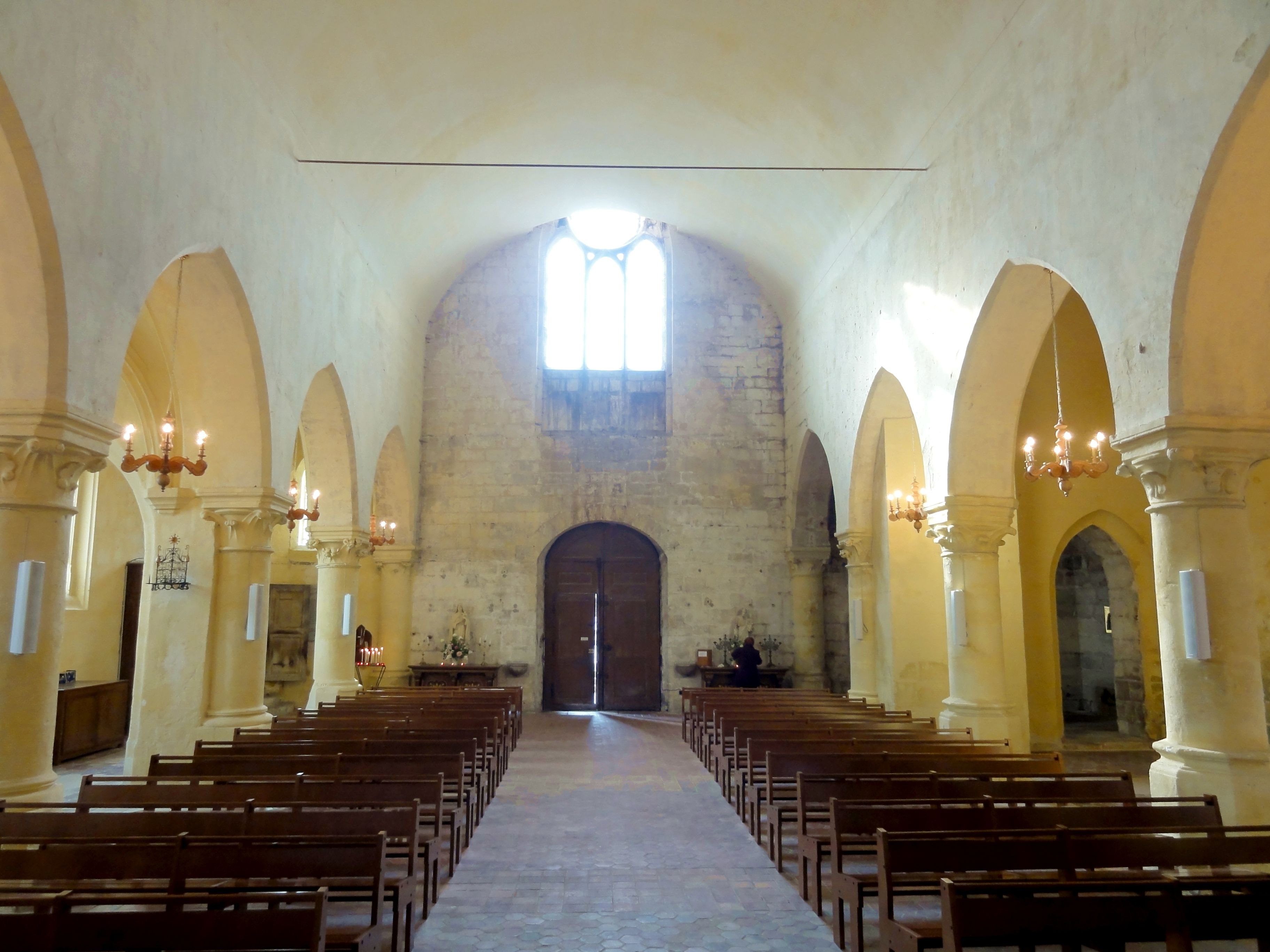
La nef de la fin du.

Sachant que la construction d'une église commence le plus souvent par le sanctuaire, celui-ci est peut-être financé par Pierre de Borrenc. Rien n'en subsiste. En 1222, le roi Philippe Auguste cède la dîme de Boran au chapitre de la cathédrale Saint-Pierre de Beauvais, afin qu'il ne soit plus obligé de rendre hommage à l'église pour le comté de Beaumont, qui vient d'être intégré dans le domaine royal. Avant 1230, voire nettement plus tôt, la nef et les bas-côtés sont achevés, mais la fenêtre de la façade et le portail paraissent un peu plus récents. Une construction annexe, prévue sans doute comme chapelle des fonts baptismaux, est ajoutée à l'angle sud-ouest. — Rien n'est à signaler à propos des deux siècles et demi qui suivent jusqu'au dernier quart du XVe siècle, mais la reconstruction profonde de l'église qui commence à cette époque est probablement la conséquence d'un défaut d'entretien, ou de dommages plus graves, infligés par la guerre de Cent Ans. En premier lieu, le chœur est entièrement rebâti dans le style gothique flamboyant, peut-être encore sans les voûtes, car l'iconographie des chapiteaux est déjà influencée par la Renaissance. Roger Gosselin pense que ces travaux auraient été financés par l'évêque de Beauvais. Le droit d'usage veut que les décimateurs paient pour le chœur et le transept : à moins de disposer d'un document prouvant le contraire, il serait plus logique que le chapitre prenne en charge les frais. Le vitrail de l'axe du chevet portant la date de 1535, l'on peut être certain que le nouveau chœur est alors terminé. Le mur gouttereau du bas-côté sud et les fenêtres des deux bas-côtés sont refaites par la suite. Elles présentent le remplage flamboyant tardif, et Louis Graves se trompe en les assimilant aux fenêtres du chœur. Finalement, un nouveau clocher majestueux est édifié à l'emplacement de la première travée du bas-côté nord, ce qui n'est pas l'emplacement ancien du clocher, puisqu'une grande arcade de la nef subsiste devant celle du clocher,.

### La période révolutionnaire

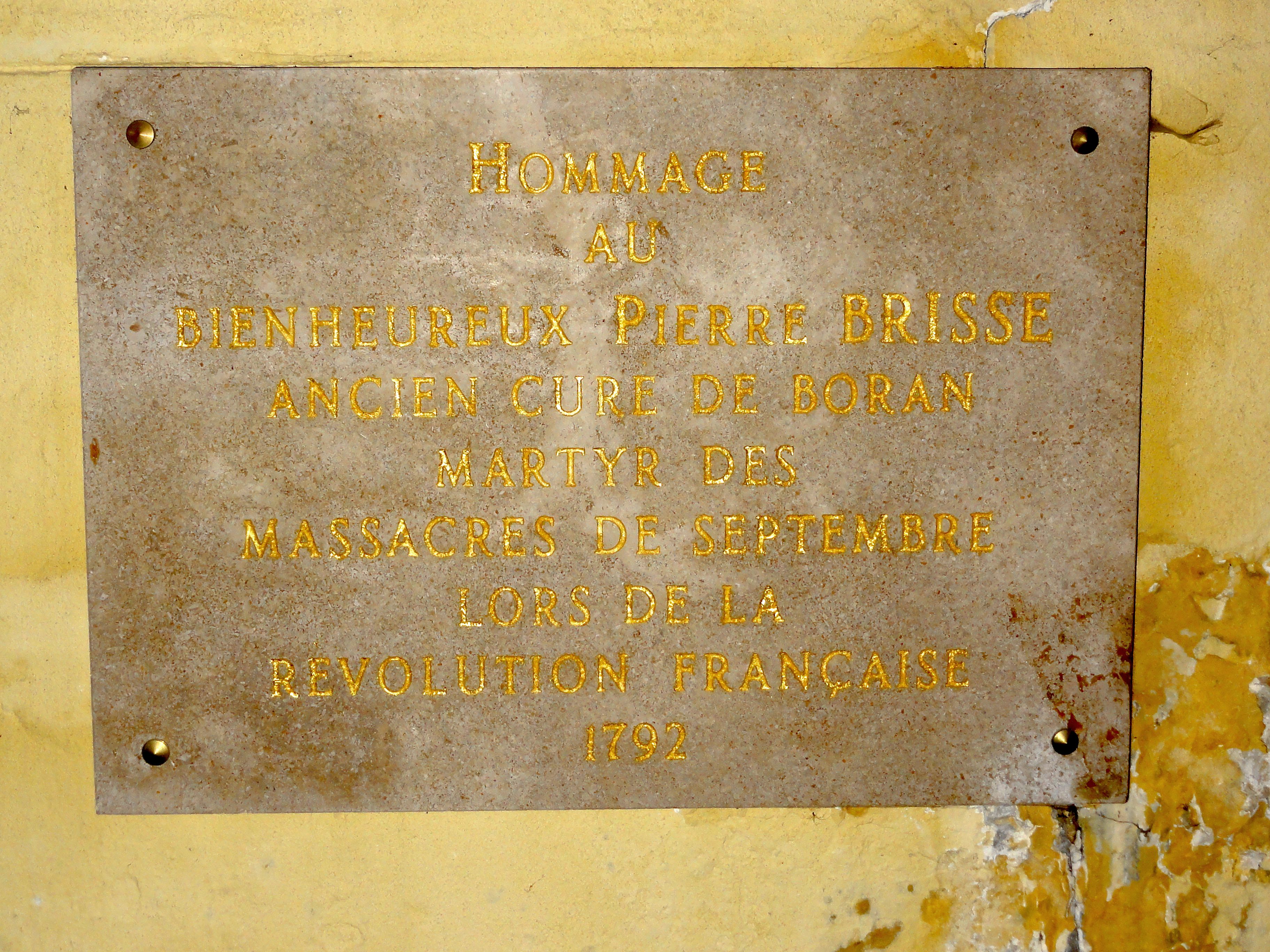
Plaque commémorative pour le bienheureux Pierre Brisse.

Sur le plan de la hiérarchie ecclésiastique, la paroisse de Boran-sur-Oise dépend du doyenné de Beaumont-sur-Oise, qui fait partie de l'archidiaconé de Clermont du diocèse de Beauvais. La Révolution française met un terme à ces structures séculaires, et apporte son lot de vandalisme. Ironie du destin, 1789 est l'année qui voit la réfection de l'ensemble des fenêtres, ferrures et serrures. Le déroulement des faits à la période révolutionnaire n'a pas encore fait l'objet de recherches publiées, et Joseph Depoin et Jean Vergnet se limitent à insérer dans leur ouvrage l'inventaire de l'église de l'an II. Or, Boran n'est apparemment pas à l'abri de révolutionnaires fanatisés, comme c'est le cas de certains villages reculés. En témoigne le tragique destin du curé Pierre Brisse (né en 1733 à Brombos), qui a été déporté et tué pendant le massacre de la prison des Carmes, le 3 septembre 1792. Il a été béatifié le 17 octobre 1926 avec les 190 autres victimes des Massacres de Septembre, mortes pour leur foi : tout ce qu'on leur reprochait est d'avoir refusé de prêter serment à la constitution civile du clergé. Une plaque commémorative entretient la mémoire de l'abbé Pierre Brisse. — Au moment du Concordat de 1801, le diocèse de Beauvais est rattaché au diocèse d'Amiens. Il n'est rétabli qu'en 1822, mais son découpage est désormais identique aux limites du département de l'Oise. Boran dépend donc de nouveau du diocèse de Beauvais, contrairement à une grande partie de l'ancien doyenné de Beaumont.

### La paroisse et l'église depuis le début duXIXesiècle

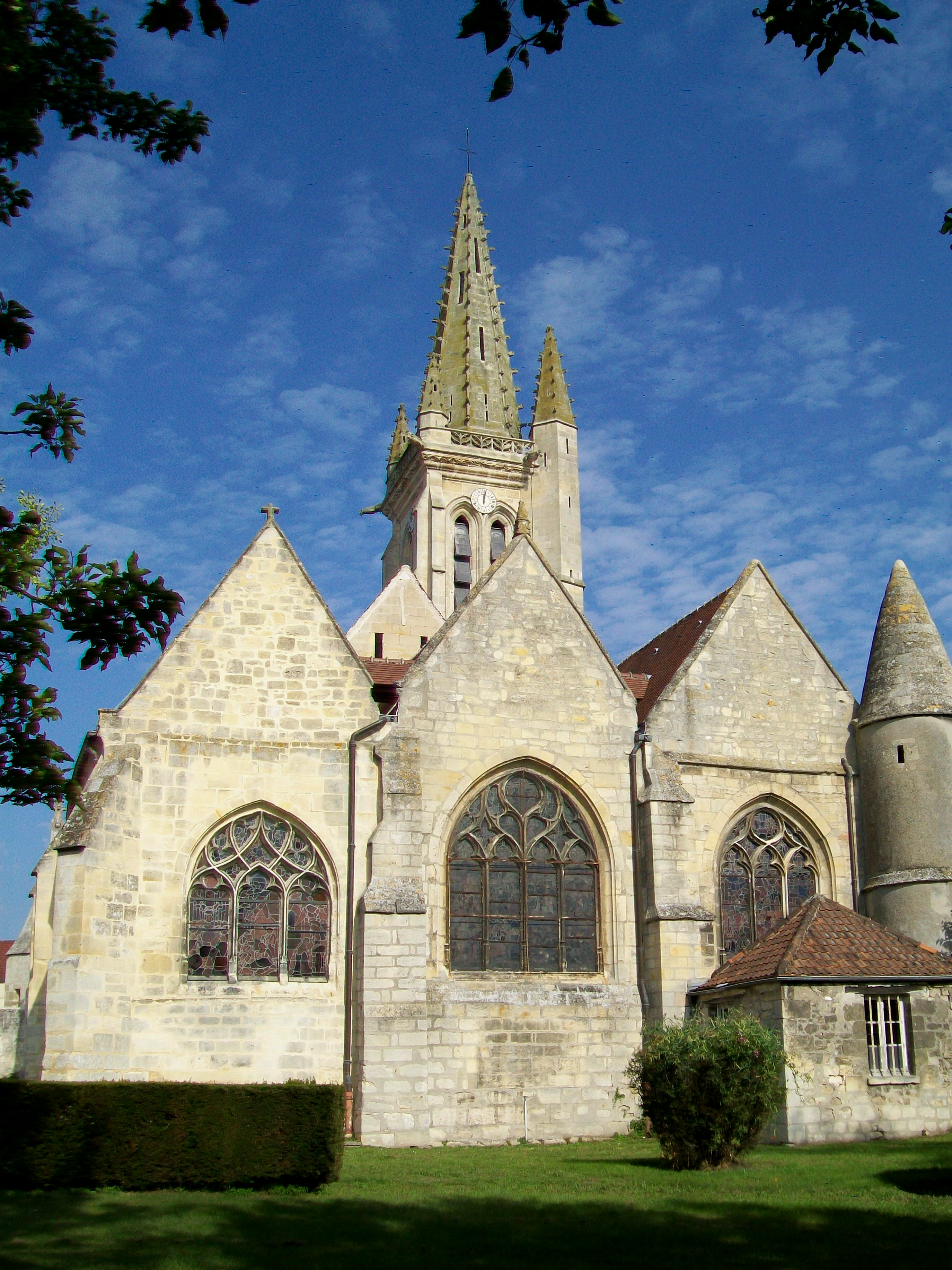
Vue du chevet.

Tout l'intérieur de l'église est recouvert de badigeons crémeux en 1835, opération qui est financée par M. de Sancy et Mme Rollier, en cédant aux tendances de leur époque. L'on sait par Louis Graves que les deux groupes de trois fines colonnettes flanquant le portail occidental avaient été enlevées : celles que l'on voit actuellement ont été installées en 1908. Le porche est ajouté en 1915. Des doutes subsistent sur l'apparence intérieure de la nef au XIXe siècle. Louis Graves écrit qu'elle est lambrissée, ce qui pourrait signifier que le bois n'était pas encore recouvert d'une couche de plâtre pour suggérer une voûte en berceau en pierre. Mais rares sont les descriptions d'églises de cet auteur qui ne comportent pas quelques détails erronés. Eugène Müller écrit en 1897 que de petites fenêtres hautes sont alignées sur les axes des piliers, et Joseph Depoin et Jean Vergnet reprennent ses termes en 1924, mais une photographie de Félix Martin-Sabon datée de 1896 montre la nef dans sa configuration actuelle. Les erreurs grossières n'étant pas coûtumières chez l'abbé Müller, il pourrait s'agir de la transposition dans le présent de la configuration ancienne, dont le chanoine aurait pu trouver les traces en visitant les combles. En effet, des grandes nefs sans fenêtres hautes étaient difficilement concevables aux XIIe et XIIIe siècles,,,. L'église est classée au titre des monuments historiques par arrêté du 12 mars 1942. Le motif de ce classement en plein milieu de la Seconde Guerre mondiale est de préserver le clocher, dont la destruction avait été demandée par les aviateurs allemands basés sur le terrain d'aviation de Bruyères-sur-Oise. Ceci n'empêche pas que l'église souffre des dommages de guerre, qui ne sont malheureusement pas précisés par Roger Gosselin. L'église est rapidement réparée, mais l'angle sud-est du chœur est fragilisé. Ici commence la restauration de l'église en 2002, qui s'achève en 2009 avec l'ancienne chapelle baptismale,,.
Le service paroissial est depuis longtemps assuré par le curé de Précy-sur-Oise, qui dessert également l'église de Blaincourt. Depuis le 26 mai 1996, les trois communautés forment officiellement la paroisse Saint-Louis de Précy-sur-Oise, l'une des quarante-cinq paroisses nouvellement définies du diocèse. Depuis la retraite du père Carlos Speybroeck le 1er septembre 2011, aucun curé n'a été nommé à la paroisse, qui est la plus petite du diocèse. Elle est, dans les faits, réunie à la paroisse de Gouvieux. Des messes dominicales anticipées sont célébrées en principe tous les samedis à 18 h 30, sauf pendant les mois de juillet et août, et sauf le dernier samedi des mois impairs (messe à Blaincourt).

## Description

### Aperçu général

Plan de l'église.

Assez régulièrement orientée, avec une légère dérivation de l'axe de l'édifice vers le sud-est du côté du chevet, l'église répond à un plan presque symétrique, et se compose de deux parties bien distinctes : la nef avec ses bas-côtés, et le chœur avec ses deux collatéraux ou chapelles latérales. S'y ajoute une petite chapelle heptagonale à l'angle sud-ouest de la façade, longtemps considérée comme une lanterne des morts, mais représentant plus vraisemblablement l'ancienne chapelle des fonts baptismaux. Son apparence est celle d'une tour d'un seul étage, coiffée d'un flèche de pierre. La nef est recouverte d'une fausse voûte en berceau de bois et plâtre, et communique avec ses bas-côtés par cinq grandes arcades au nord et au sud. Les bas-côtés ne sont pas non plus voûtées de pierre, sauf la troisième travée du sud, qui correspond à un portail latéral faisant légèrement saillie devant le mur extérieur. La première travée du nord est également particulière, car accueillant la base du clocher. Ces deux travées particulières sont voûtées d'ogives. Le chœur se compose de trois vaisseaux de deux travées, qui se terminent par un chevet plat, et sont toutes voûtées d'ogives à la même hauteur. Les trois vaisseaux du chœur ont tous la même largeur, alors que la nef est bien entendu plus large que les bas-côtés : il en résulte un raccordement original, les dernières grandes arcades de la nef butant contre les arcades occidentales des chapelles latérales du chœur. Comme autres constructions annexes, sont à mentionner le porche ouvert devant le portail occidental, et la sacristie à l'angle nord-est. Il y a également une petite porte dans la première travée au sud. La structure des toitures reflète l'organisation intérieure. La nef possède un toit indépendant avec pignons à l'ouest et à l'est ; les bas-côtés sont pourvus de toits en appentis, et les trois vaisseaux du chœur présentent trois toits en bâtière parallèles, avec donc une enfilade de trois pignons à l'est.

### Intérieur

#### Nef

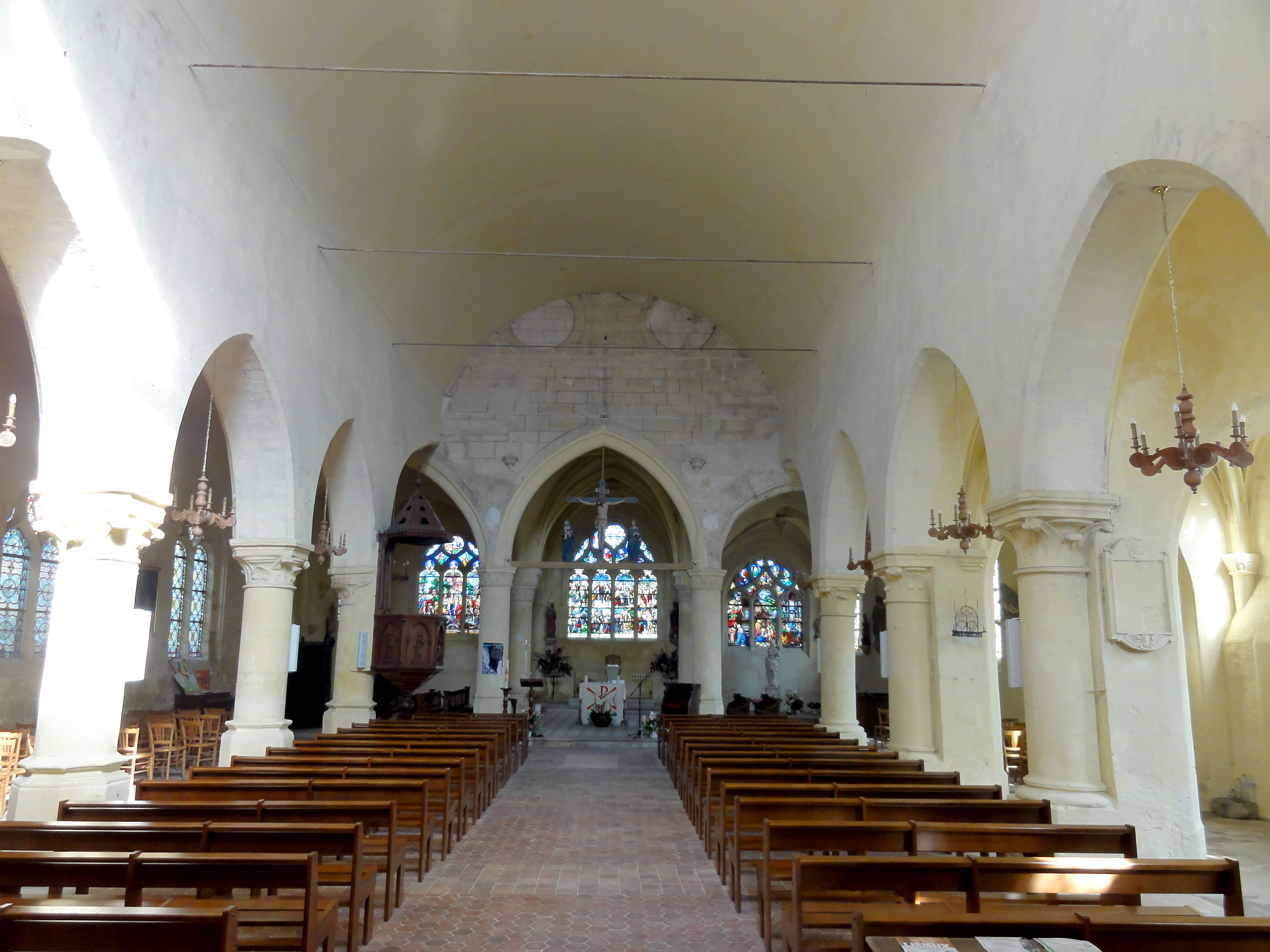
Nef, vue vers l'est.

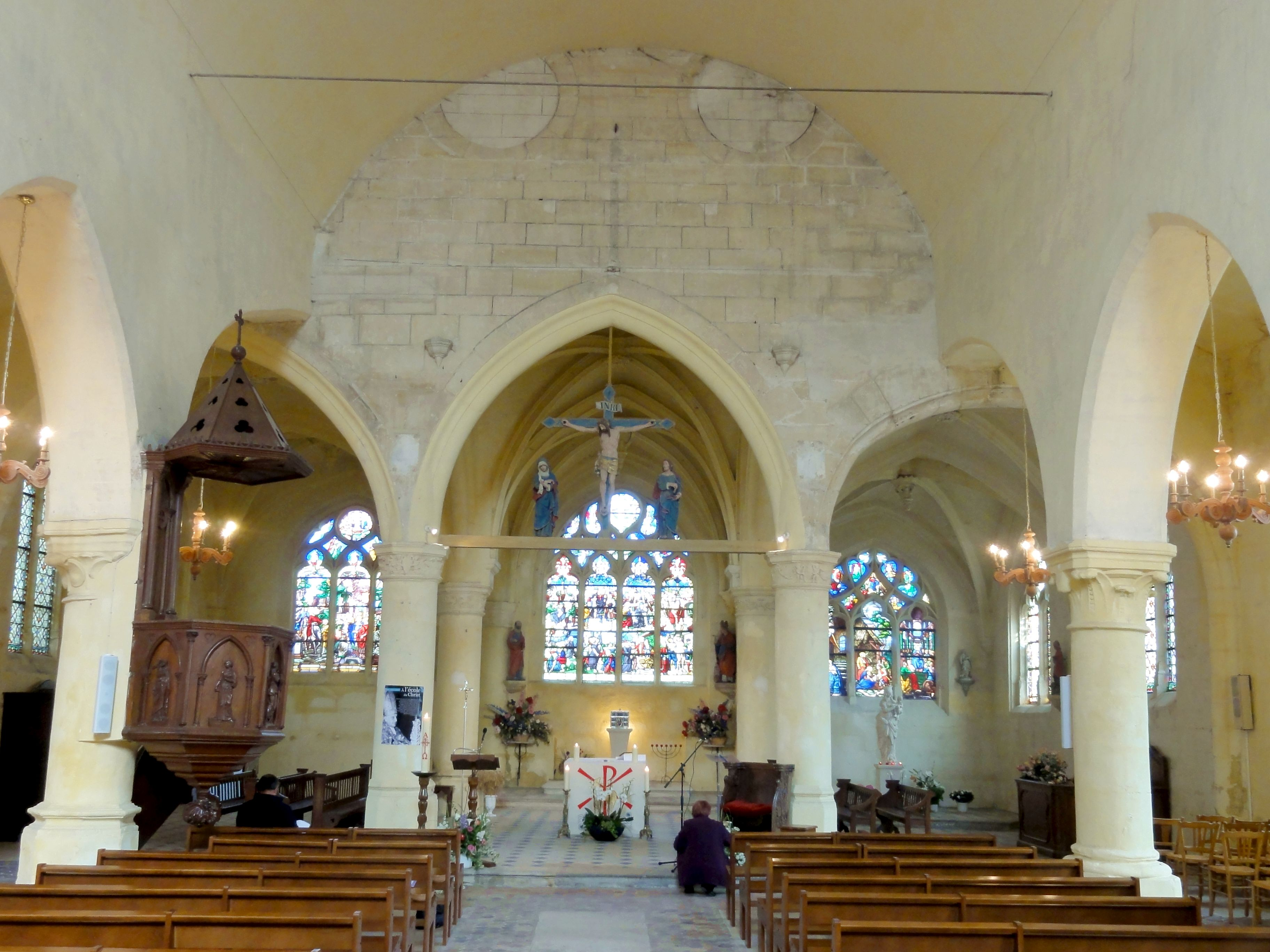
Nef, vue vers l'est.

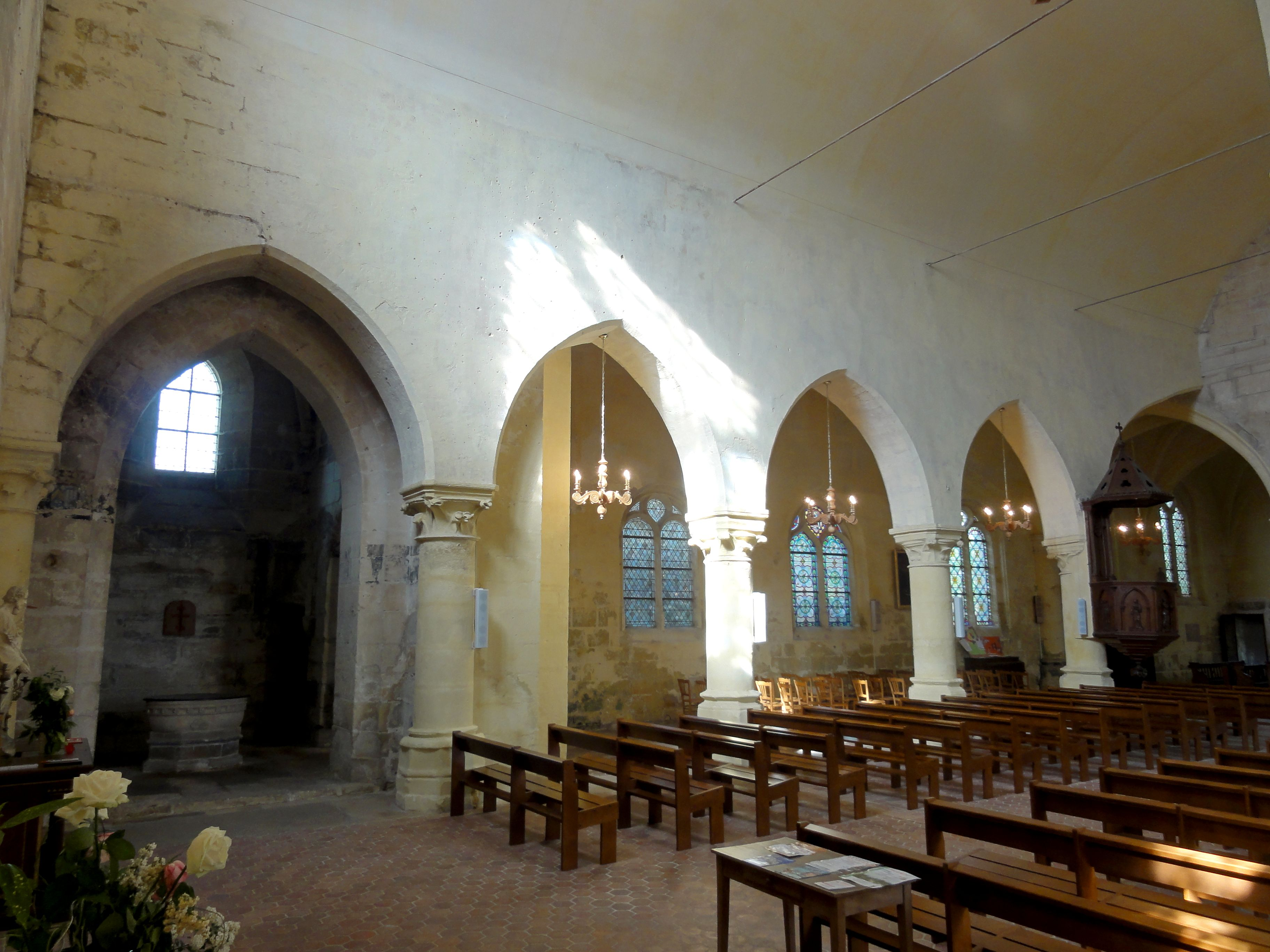
Grandes arcades du nord.

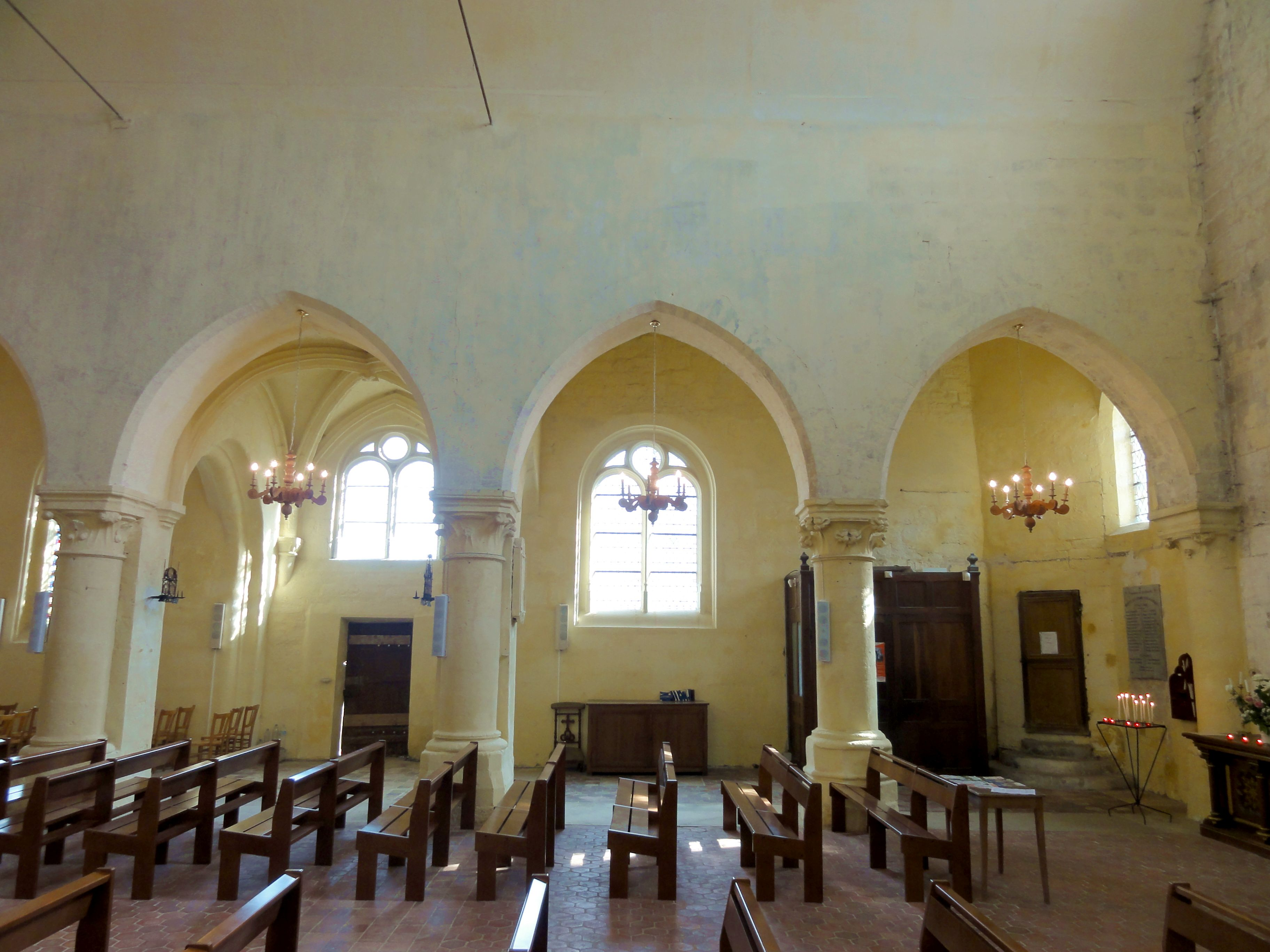
Grandes arcades du sud.

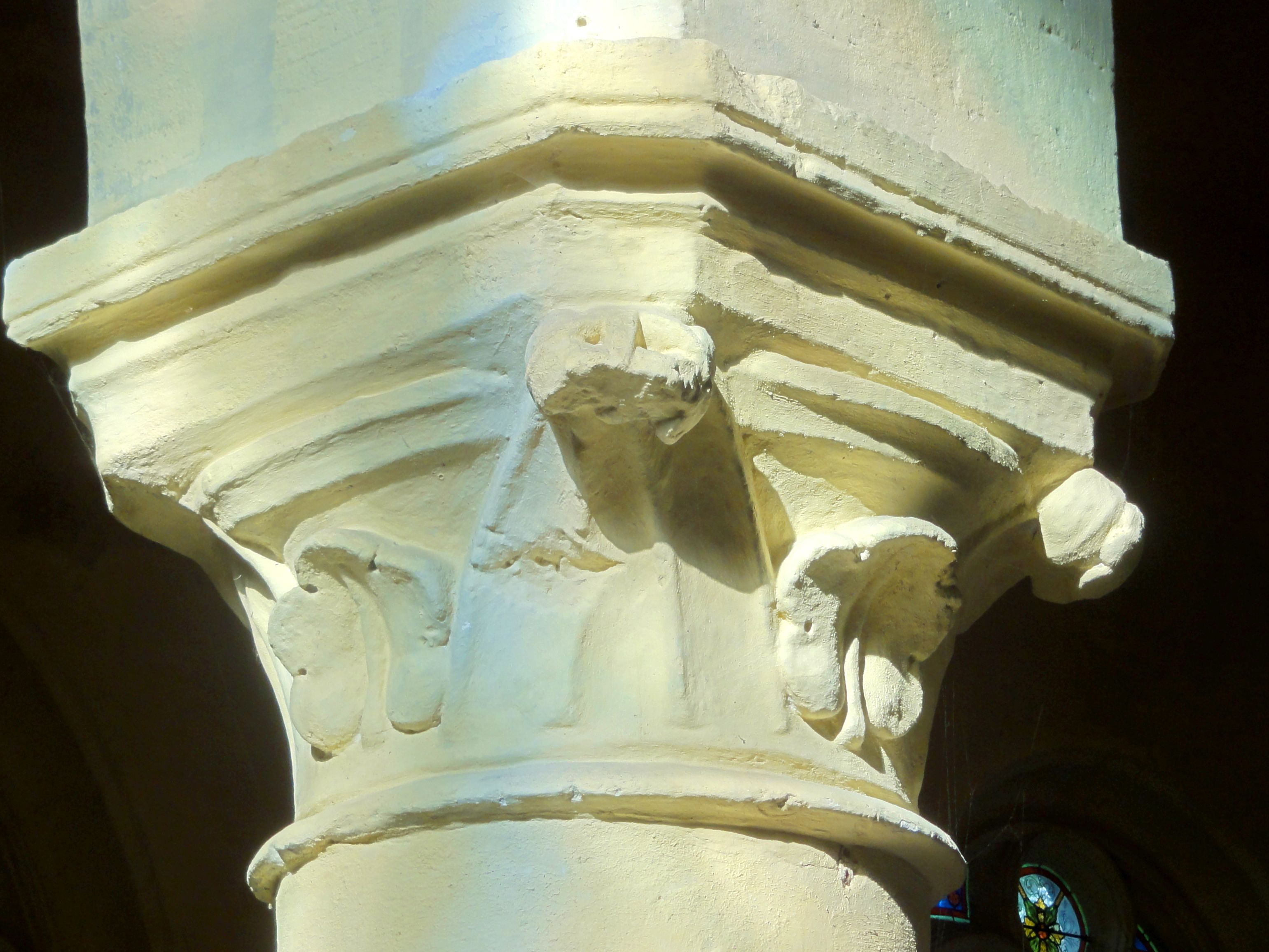
Chapiteau du 3e pilier au nord.

La nef est assez lumineuse, contrairement à ce que l'on pourrait attendre d'une nef sans fenêtres hautes. En effet, à l'exception d'une grande fenêtre en haut du mur occidental, l'éclairage par la lumière naturelle n'est assuré qu'indirectement par les bas-côtés et le chœur. Mais il n'y a qu'une courte portion de murs hauts au-dessus des grandes arcades, et la fausse voûte en berceau est peinte dans un teint très clair, de sorte qu'elle reflète bien la lumière. La nef impressionne aussi par son ampleur, peu commune pour une église villageoise, et elle est largement ouverte sur les bas-côtés et le chœur. La largeur des bas-côtés renforce l'impression d'un vaste espace. Les piliers sont tous de grosses colonnes monocylindriques isolées, et nulle part, des pans de mur obstruent les perspectives. Cette unicité de l'espace est assez rare, et on la doit à l'habileté de l'architecte qui a su raccorder si heureusement les trois vaisseaux de la nef et des bas-côtés au chœur-halle, et à la position du clocher à l'angle sud-ouest. Les clochers s'élevant au-dessus de la croisée du transept (dits clochers centraux) et s'interposant ainsi entre la nef et le sanctuaire sont la règle dans la région, et contribuent toujours à un certain cloisonnement des différentes parties de l'église. Il est possible que l'église Saint-Vaast avait aussi un clocher central avant sa reconstruction à la période flamboyante. À cette période, il devient courant d'édifier les clochers au début de l'un des deux bas-côtés, ou en avant de la première travée de la nef. En revanche, le type de raccordement de la nef au chœur que l'on trouve à Boran-sur-Oise est une originalité de l'église, qui fait en partie son intérêt archéologique. L'on note que les maîtres d'œuvre de la fin du XIIe siècle et de la fin du XVe siècle ont tous les deux misé sur l'étendue de l'espace au détriment de la hauteur, qui reste très modeste dans l'ensemble de l'église. Le voûtement d'ogives de la nef n'a de toute évidence jamais été envisagé, comme le montrent la largeur de la nef, qui aurait nécessité de puissants arcs-boutants, et l'assiette des tailloirs des piliers, qui sont juste assez grands pour recevoir les grandes arcades.
Les nefs non voûtées sont encore fréquentes à la première période gothique, notamment jusqu'au troisième quart du XIIe siècle, mais parfois au-delà. D'autres églises de la région édifiées à partir de cette époque et voûtées dès l'origine ont des nefs particulièrement étroites, comme par exemple Champagne-sur-Oise, Nesles-la-Vallée ou Santeuil. La nef de Beaumont-sur-Oise, conçue pour être voûtée, est plus large, mais pas aussi large que la nef de Boran. Le renoncement au voûtement est donc un choix délibéré, car il permet une plus grande largeur à moindres frais. Mais l'on ne se peut empêcher de considérer la nef de l'église Saint-Vaast comme bâtie à l'économique, car les grandes arcades ne sont pas moulurées, et simplement chanfreinées, comme déjà dès la période romane. Ces arcades nues, mais retombant sur des piliers munis de chapiteaux d'une grande qualité, datent donc pour la plupart des années 1150-1180, comme à Bruyères-sur-Oise, Fontenay-en-Parisis, Fosses, Hérouville ou Pontpoint. Au milieu du XIIIe siècle, l'église assez considérable Saint-Pierre-Saint-Paul de Gonesse reçoit encore une nef non voûtée, mais les arcades sont moulurées. Ce qui surprend dans l'église Saint-Vaast est aussi l'absence de fenêtres hautes, réalisables à moindre coût dans une église non voûtée, car l'épaisseur des voûtes demande des murs gouttereaux plus élevés si l'on veut ouvrir des fenêtres latérales. Sous cet égard, la nef de Boran se rapproche le plus de celle de l'église Saint-Rémi d'Asnières-sur-Oise, qui au XIXe siècle était également couverte d'une berceau lambrissé (comme évoquée pour Boran par Louis Graves). Dans les deux cas, l'existence ancienne de fenêtres hautes reste en suspens : les murs gouttereaux ont pu être abaissés lors des reconstructions après la guerre de Cent Ans, et l'architecture flamboyante alors en vogue favorise les nefs aveugles. Le cas échéant, les traces des anciennes fenêtres devraient subsister dans les combles. La nef de l'église Saint-Quentin de Valmondois fournit un exemple d'une nef à l'économique sans fenêtres hautes, mais elle ne compte que deux travées.
La description de la nef est rapidement faite, car son architecture se résume aux grandes arcades du nord et du sud, dont la cinquième n'est plus tout à fait complète, car butant contre les arcades occidentales des chapelles latérales du chœur. Les piliers engagés dans le mur occidental sont en principe analogue aux autres, sauf que les tailloirs des chapiteaux n'ont pas les angles abattus, ce qui est le cas ailleurs, et présentent un profil légèrement différent. Les tailloirs et chapiteaux n'ont pas été débadigeonnés lors de la restauration, sans doute pour préserver leur substance. Sauf le dernier chapiteau du nord, tous sont sculptés de crochets végétaux, à raison d'un par angle, alternant avec des feuilles appliquées au milieu de chaque face, ou avec des crochets plus petits. Les crochets d'angle sont reliés par un bandeau décrivant un cercle, afin de faciliter la transition du tailloir carré vers le pilier cylindrique. La sculpture est vigoureuse et développe une belle plasticité, mais les motifs restent simples. La plante la plus souvent représentée est le nénuphar. On est loin de la virtuosité atteinte dans les nefs de Beaumont et de Champagne-sur-Oise, dont les grandes arcades datent des années 1230, ce qui donne à penser que la nef de Boran est nettement plus ancienne. Eugène Müller souligne « les formes simples, le rendu puissant, la sculpture grasse que l'on sait ». Il date la nef du XIIIe siècle. L'étude des bases octogonales serait susceptible de fournir des indices pour une datation plus précise. Le revers de la façade occidentale est dépourvu de toute ornementation, et le portail paraît comme étant en anse de panier, mais le remplage rayonnant de la fenêtre tout en haut n'est pas sans intérêt. Il a perdu son réseau secondaire, et se compose à présent de trois lancettes, dont celle au milieu moins élevée, les trois étant surmontées d'un cercle. Un nombre impair de lancettes n'est pas très fréquent. La fenêtre ne doit pas être antérieure aux années 1240, et indique un achèvement tardif de la nef, ou un remaniement précoce de la façade. Quant à l'extrémité orientale, elle semble homogène avec le chœur. L'on y voit deux oculi bouchées, partiellement situées au-dessus du plafond actuel, ce qui montre bien que la fausse voûte en berceau n'est pas un aménagement du XVIe siècle,.

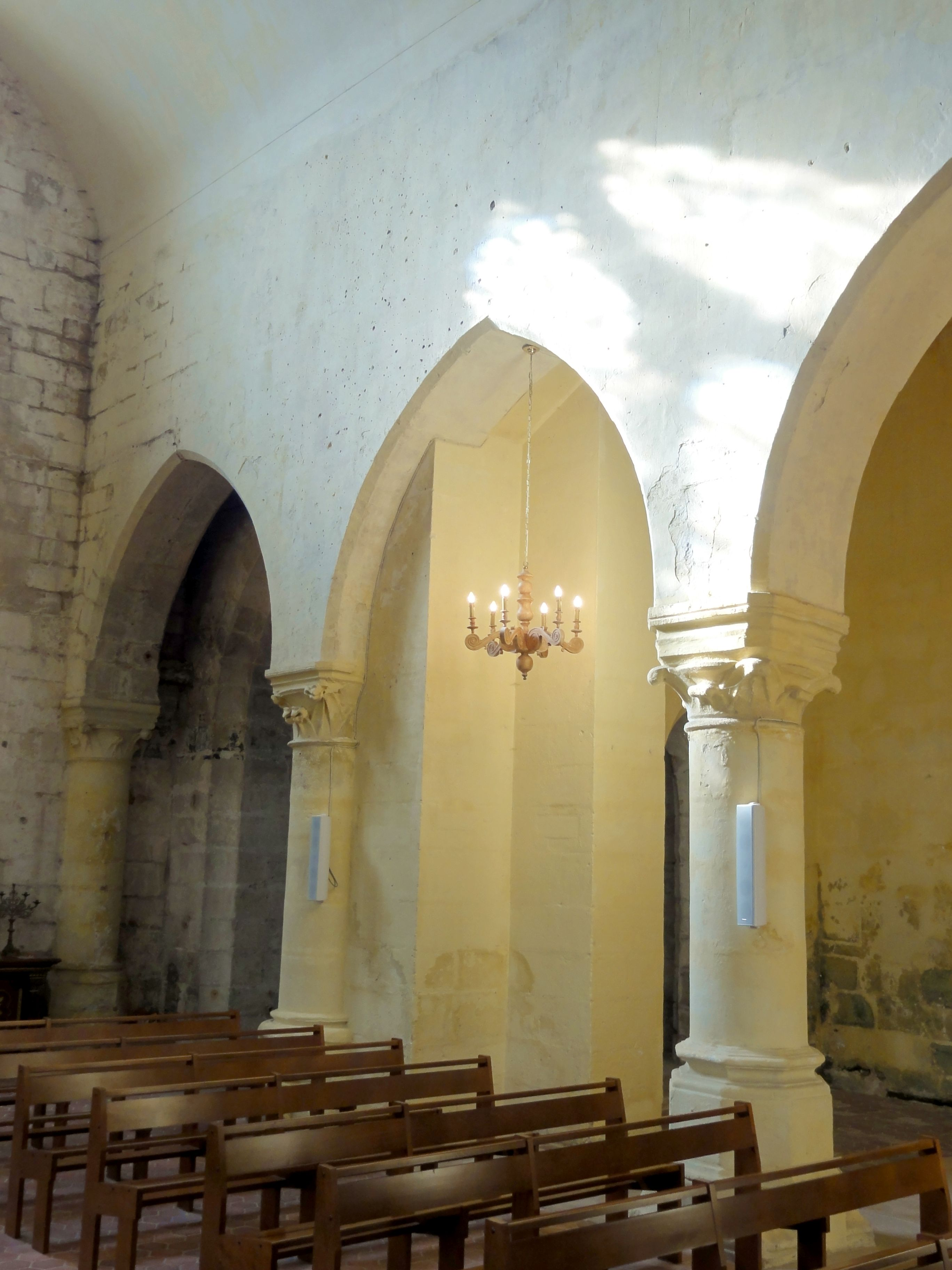
Vue sur la base du clocher.
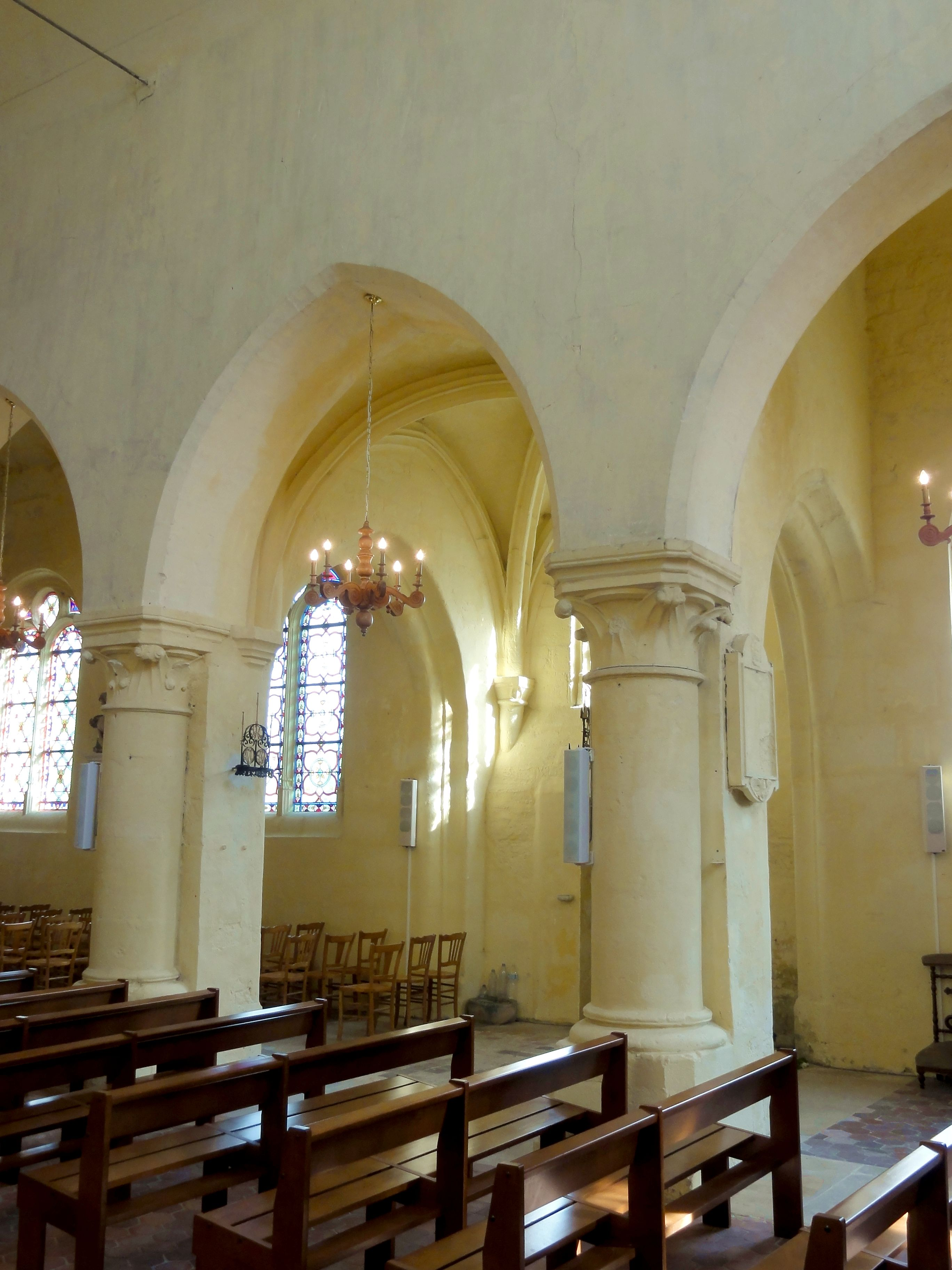
3e grande arcade du sud (travée irrégulière).
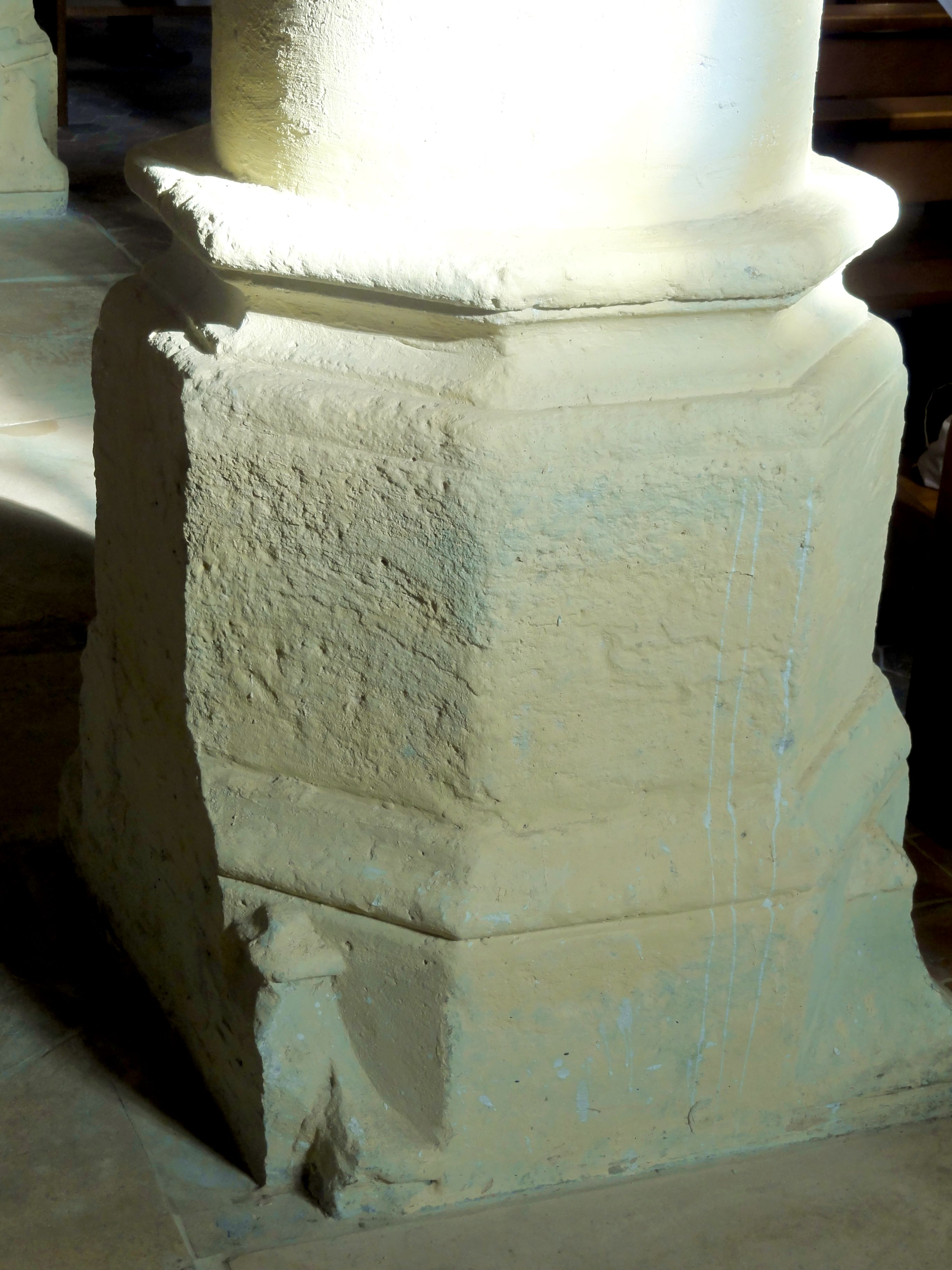
Base de pilier au nord.
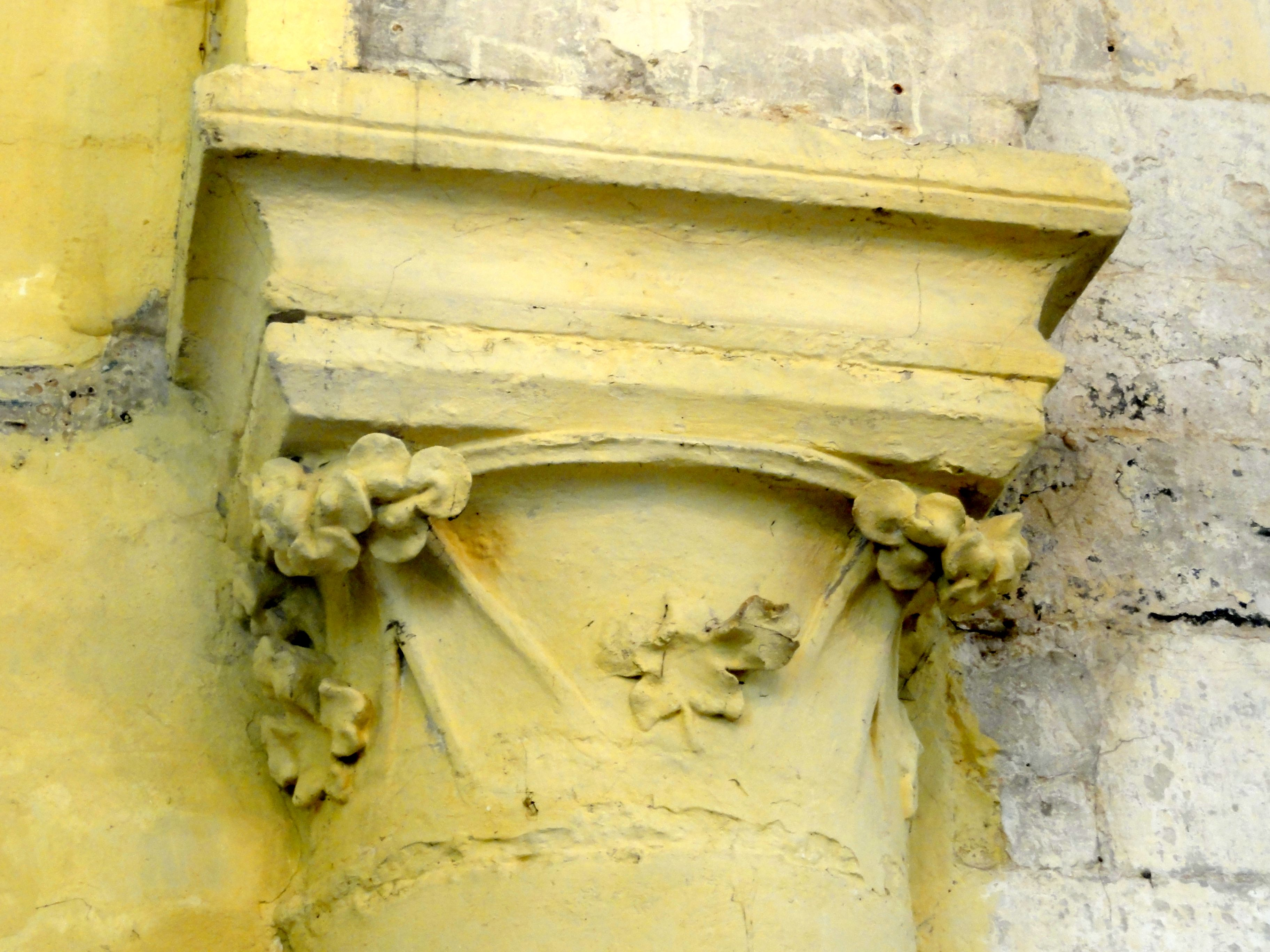
Grandes arcades du sud, chapiteau au début.
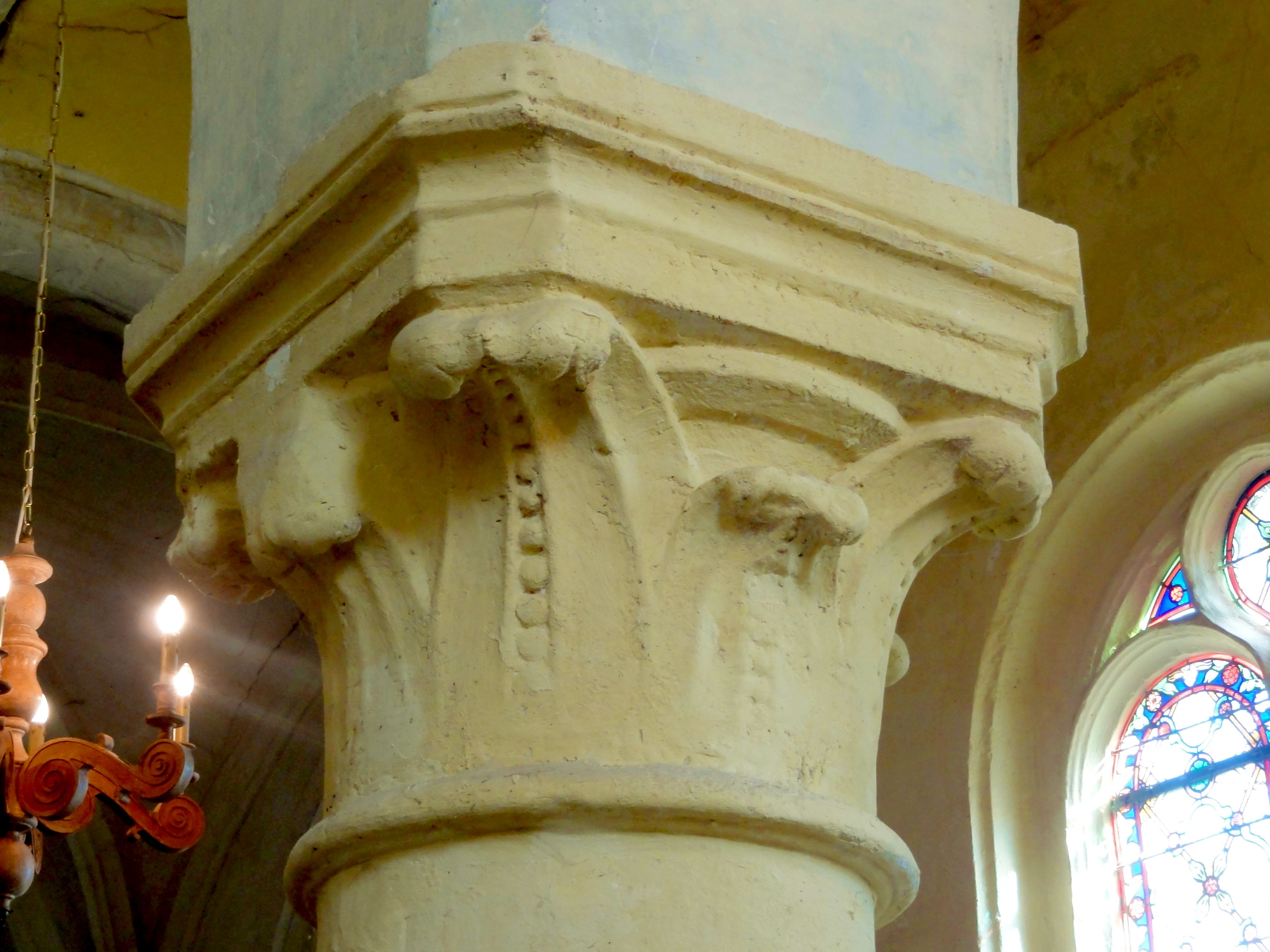
Grandes arcades du sud, chapiteau du 4e pilier.
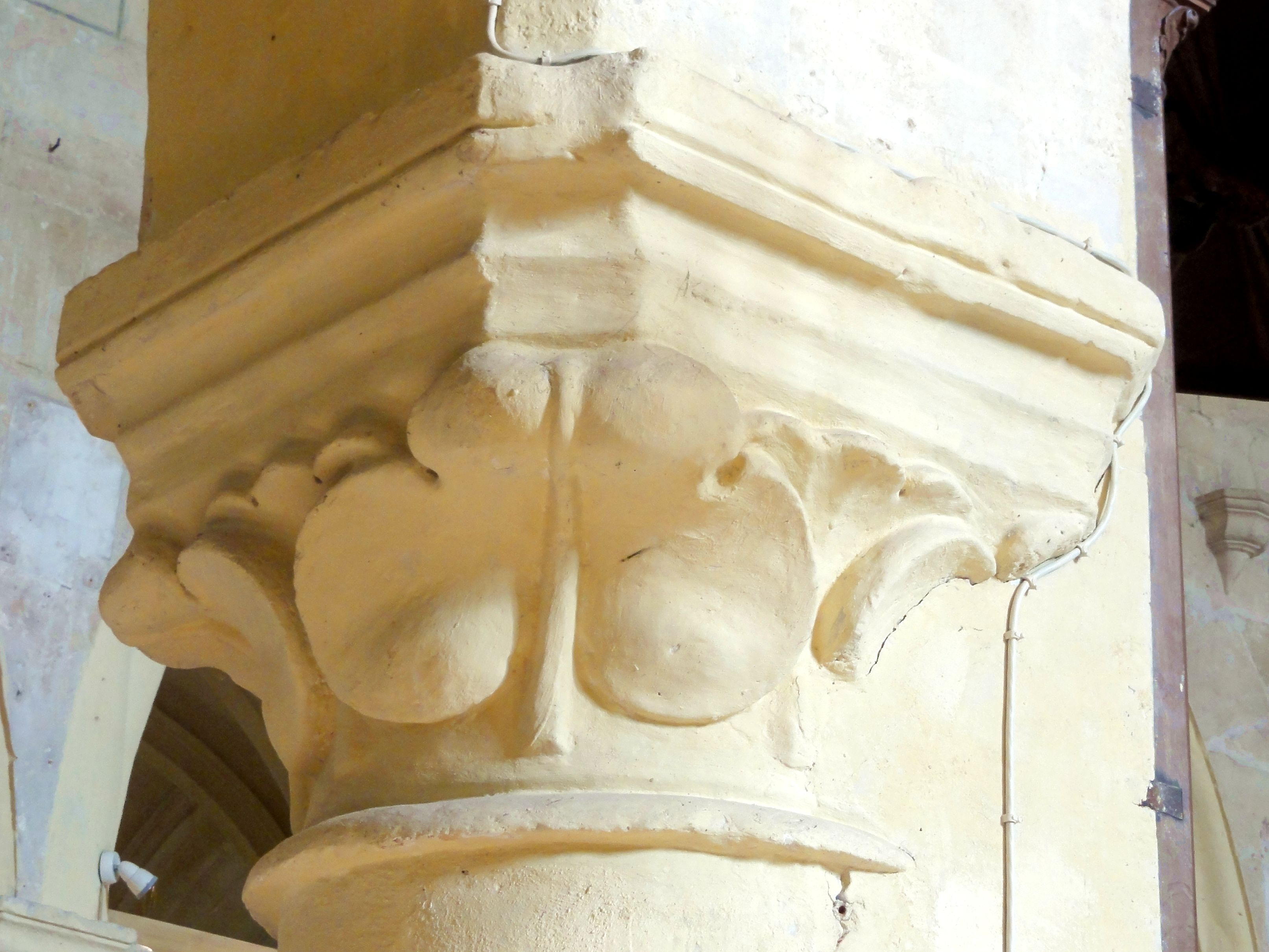
Grandes arcades du nord, chapiteau du 4e pilier.

#### Bas-côtés

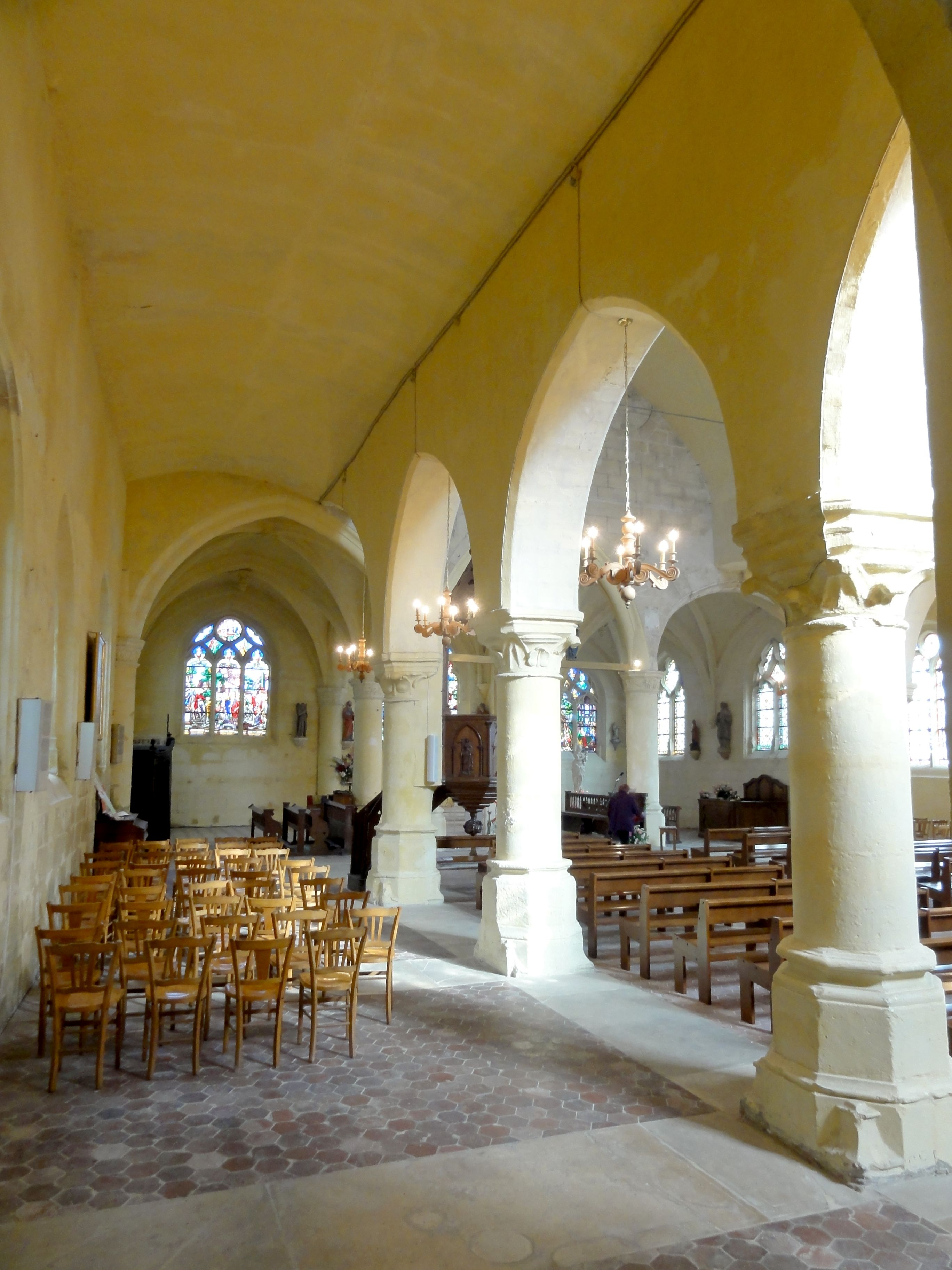
Bas-côté nord.

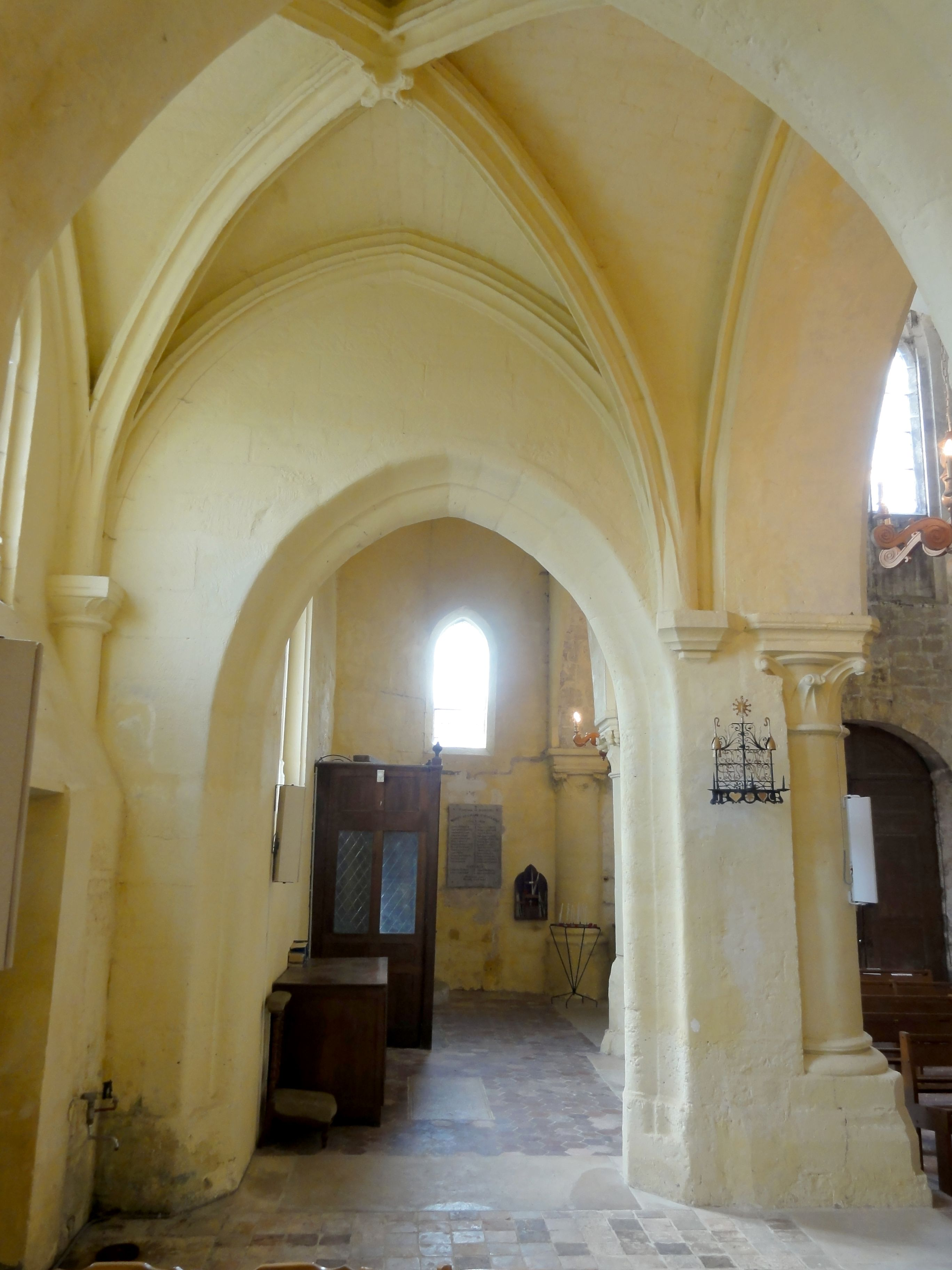
Bas-côté sud, 3e travée (porche), vue vers l'est.

Les bas-côtés sont largement déterminés par les grandes arcades, et ont peu de caractère propre. En l'absence de voûtement, l'architecte n'a pas jugé nécessaire de prévoir des supports, et les murs extérieurs sont donc nus. Les fenêtres ont toutes été refaites au XVIe siècle. Leur remplage est flamboyant tardif, dans le cas de la quatrième travée du nord, avec deux lancettes terminées par des accolades formant un soufflet simplifié et deux mouchettes, et sinon caractéristique de la Renaissance : les lancettes deviennent des arcatures en plein cintre, le soufflet se rétrécit, et les mouchettes deviennent de simples écoinçons ajourés. Les arcs extérieurs sont toujours brisés, ce qui parle en faveur d'une date au tout début de la Renaissance dans la région, vers 1540-1550. Le plafond est presque plat, mais incliné vers le nord et vers le sud, sans que l'on puisse parler d'une voûte en berceau. Comme déjà signalé, chacun des deux bas-côtés possède une travée particulière. Au nord, c'est la base du clocher, qui a été construite sans toucher aux grandes arcades de la nef. Elle occupe toute la première travée, et une partie de la seconde travée. On y entre par une arcade étroite et aigüe derrière la première grande arcade au nord de la nef, où subsistent par ailleurs les restes d'une litre funéraire sur les murs du clocher, ou par une toute petite arcade également aigüe, ouvrant sur le bas-côté. Ces arcades sont dépourvues de supports et simplement chanfreinés, comme les arcades de la nef plus de trois siècles plus tôt. L'unique fenêtre de la base du clocher donne sur le nord. C'est une petite lancette simple, profondément ébrasée. Dans l'angle nord-est, la porte de l'escalier en colimaçon est surmontée d'une accolade flanquée de pinacles plaqués, qui sont garnis de crochets. La voûte d'ogives, sans formerets, retombe sur quatre culots dans les angles, qui sont tous sculptés d'un motif différent. Deux représentent des têtes humaines.
Au sud, la troisième travée est séparée de la travée précédente et de la travée suivante par des arcades sans supports, plus étroites que le bas-côtés, et moulurées seulement d'un gros boudin à l'intérieur. Une porte a été percée en dessous de la fenêtre, et la présence de la voûte pourrait être en lien avec la porte et la fonction de porche : peut-être s'agissait-il de la porte seigneuriale. La nature robuste des arcades et l'existence de portions de mur entre celles-ci et le mur extérieur permet aussi l'hypothèse d'une ancienne base de clocher. Un clocher s'élevant au-milieu d'un bas-côté serait toutefois une exception sans équivalent dans la région. Joseph Depoin et Jean Vergnet envisagent la possibilité qu'il s'agisse du dernier vestige de la précédente église, tout en étant conscients des remaniements flamboyants. Les ogives adoptent en effet un profil prismatique caractéristique de la période flamboyante, et retombent sur des culots près des grandes arcades, mais sur des chapiteaux grossièrement sculptés d'une seule feuille d'angle près du mur extérieur. Les colonnettes des chapiteaux butent bientôt sur le glacis que présente le mur au-dessus de la porte. Ces chapiteaux n'évoquent en rien le style flamboyant, qui privilégie les nervures pénétrant directement dans les piliers. Ils sont susceptibles d'être plus anciens que la voûte. — À l'extrémité occidentale du bas-côté sud, subsiste la dernière fenêtre d'origine que conserve l'église : c'est une petite lancette simple. Dans l'angle sud-ouest, une porte permet d'accéder dans l'ancien baptistère. Sa forme inhabituelle suscite la curiosité, mais l'intérieur est plutôt décevant : on n'y voit qu'une voûte d'ogives à sept branches, dont le profil des ogives est caractéristiques des caves et constructions utilitaires. Elles sont simplement chanfreinées, et retombent sur des culots analogues. Les fenêtres sont rectangulaires.

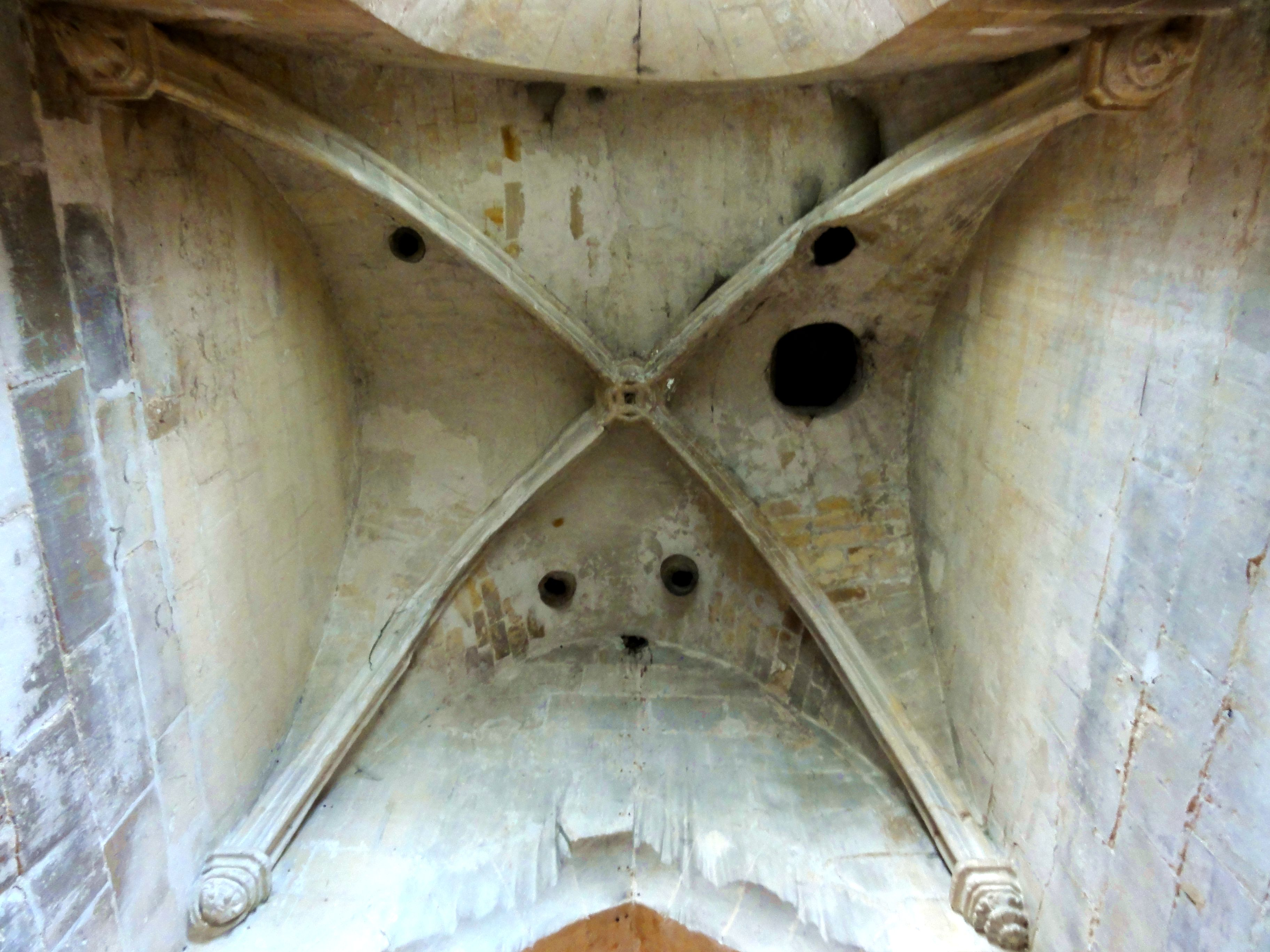
Voûte sous le clocher.
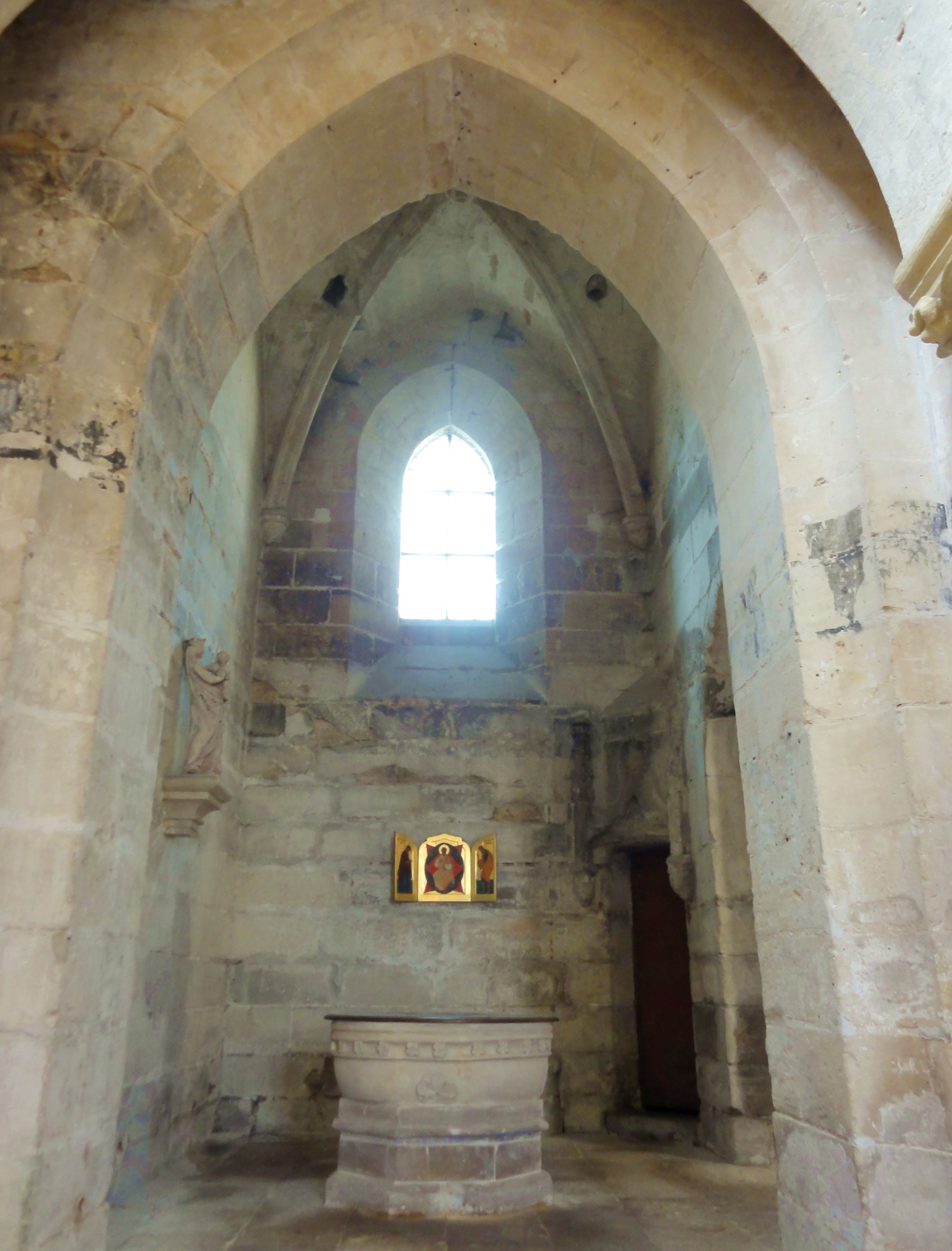
Base du clocher.
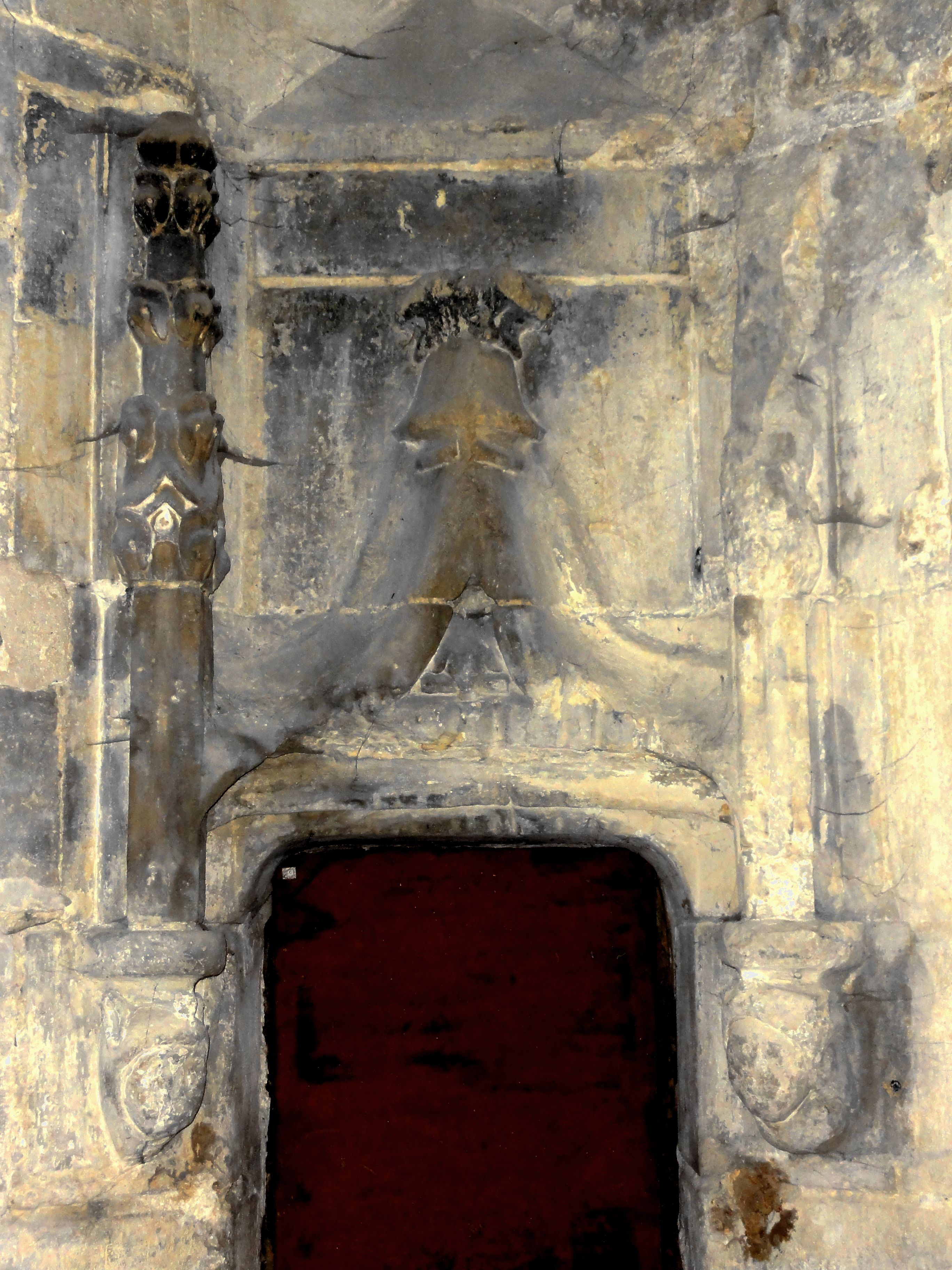
Porte de l'escalier.
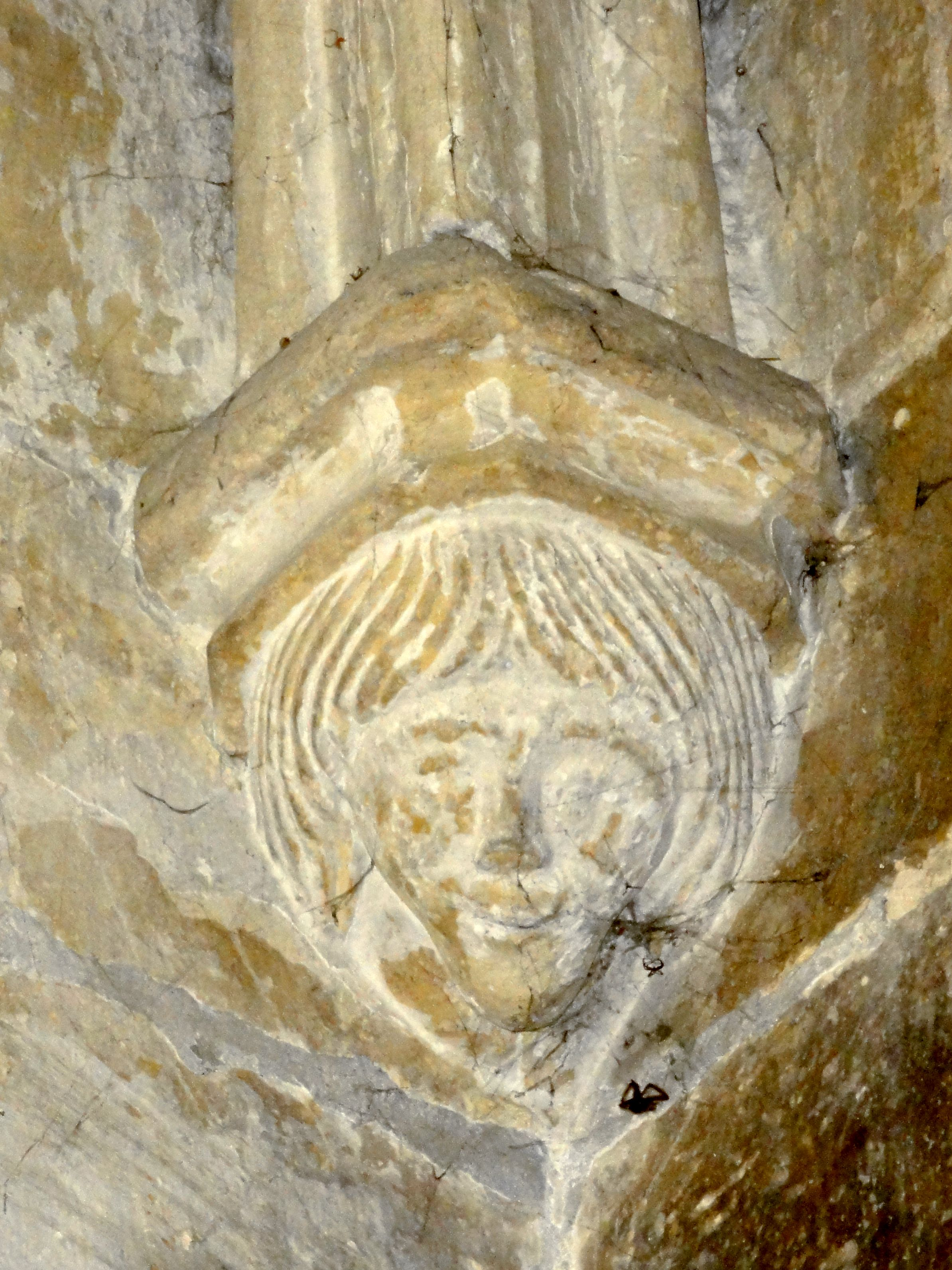
Cul-de-lampe.
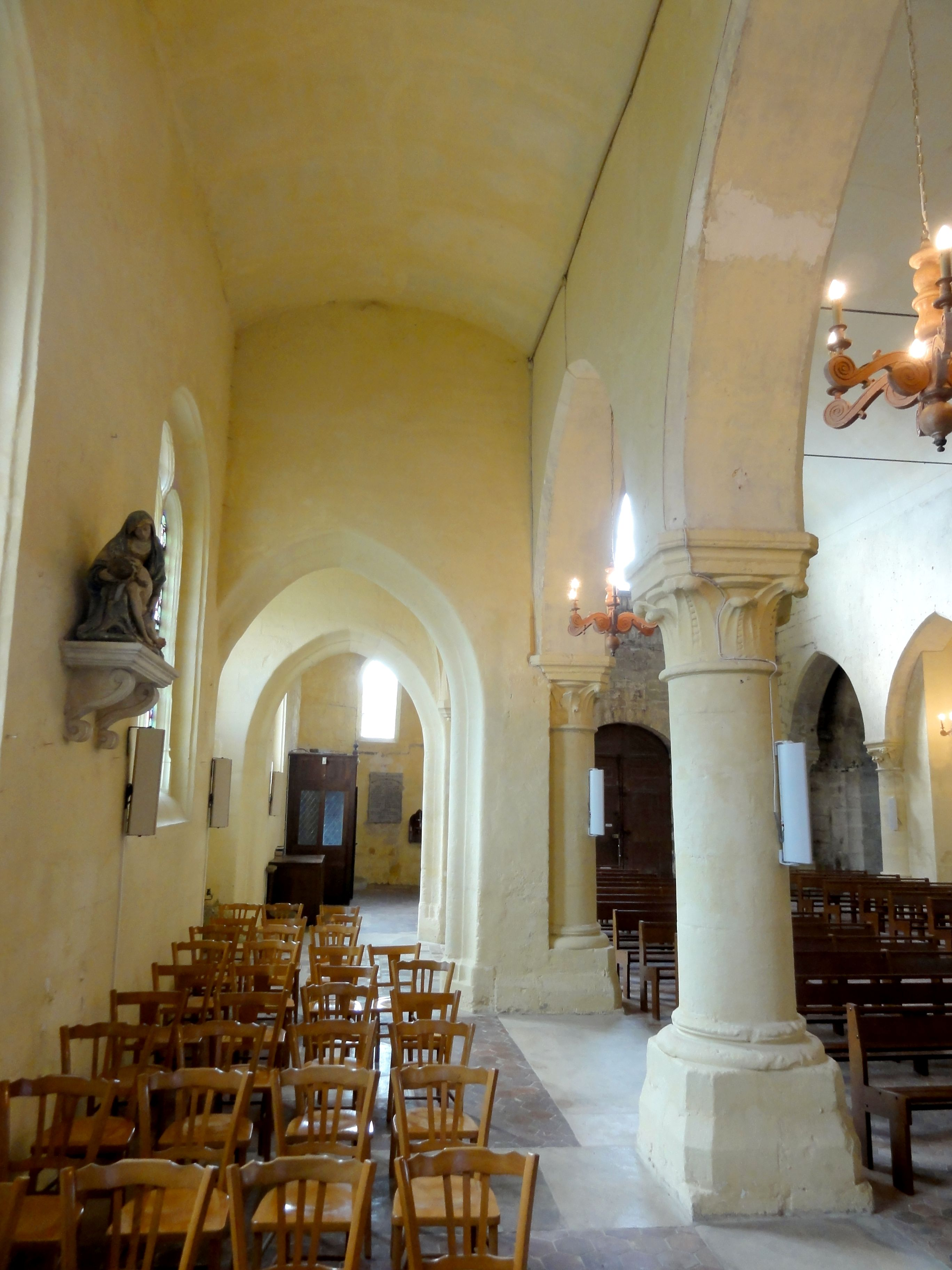
Bas-côté sud.
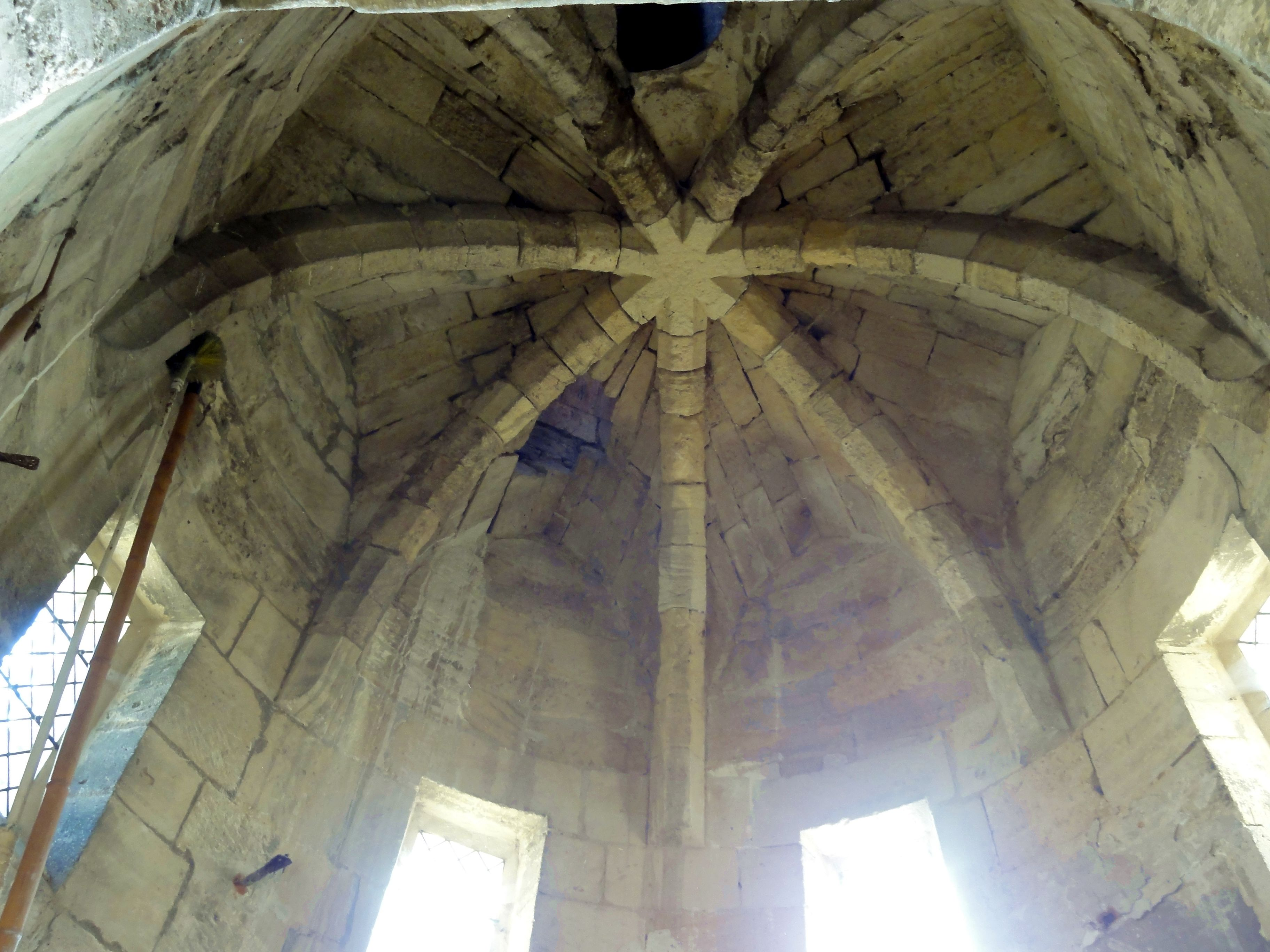
Voûte du baptistère.

#### Chœur-halle

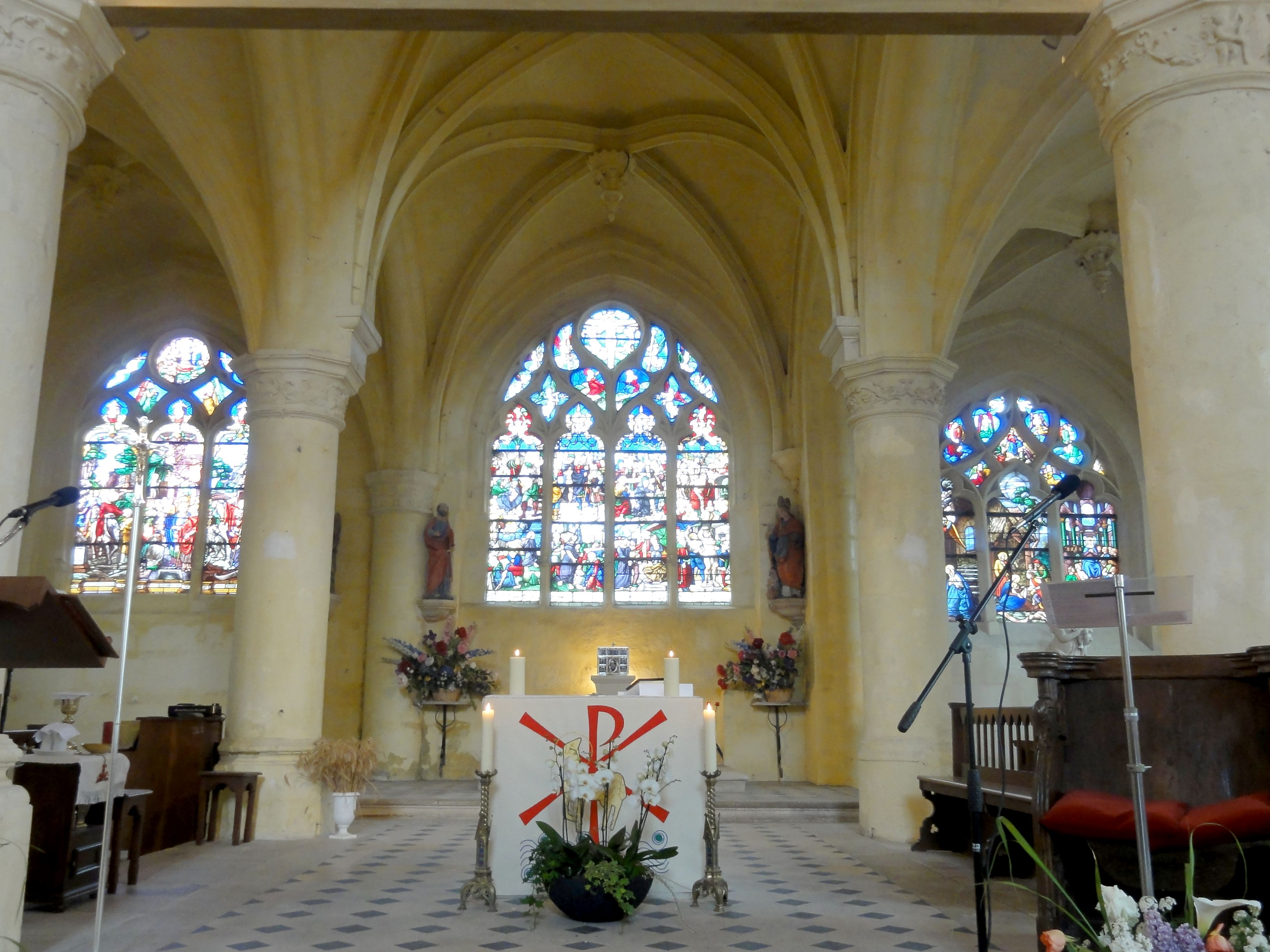
Chœur, vue vers l'est.

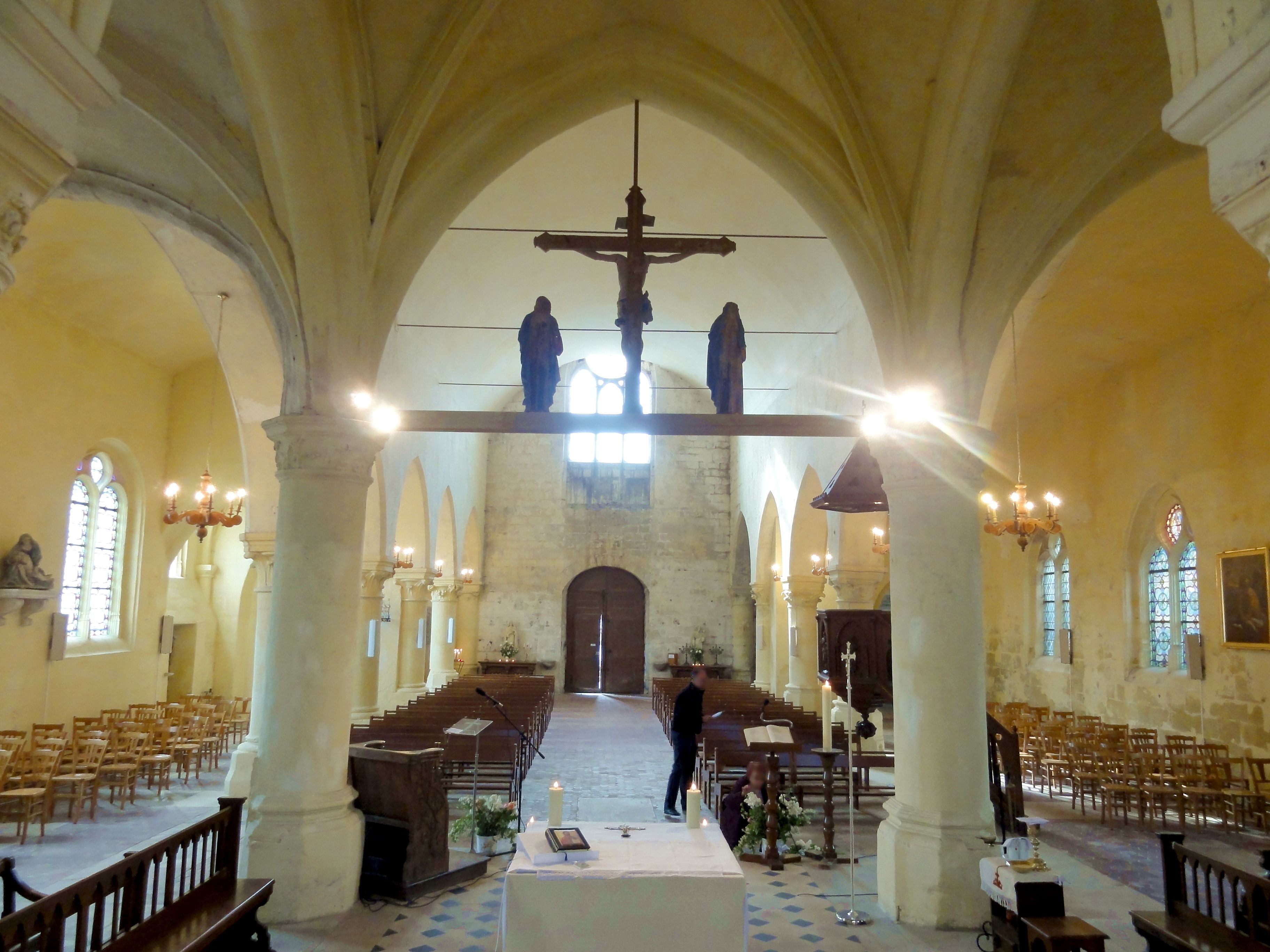
Chœur, vue vers l'ouest.

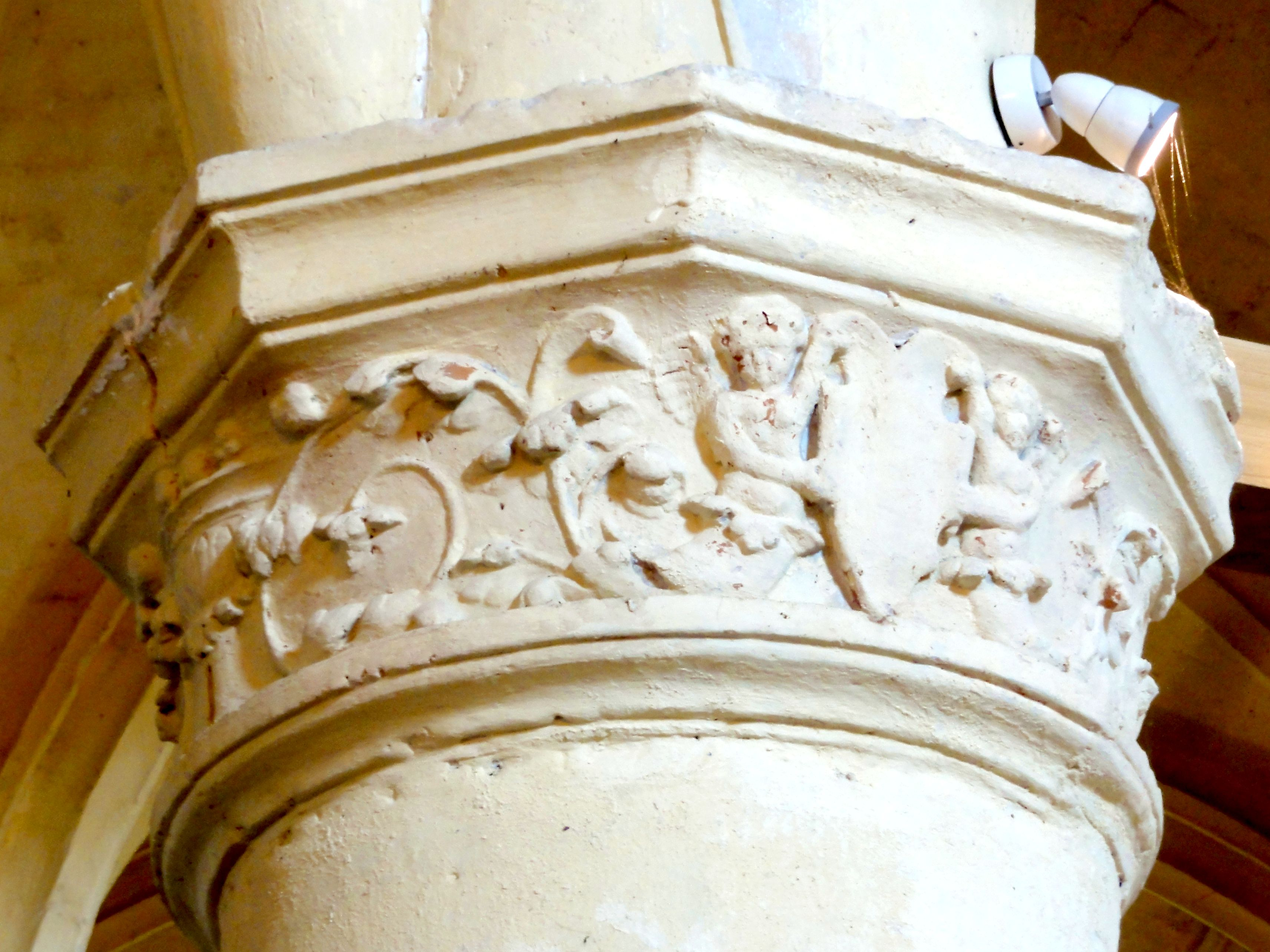
Chapiteau au nord.

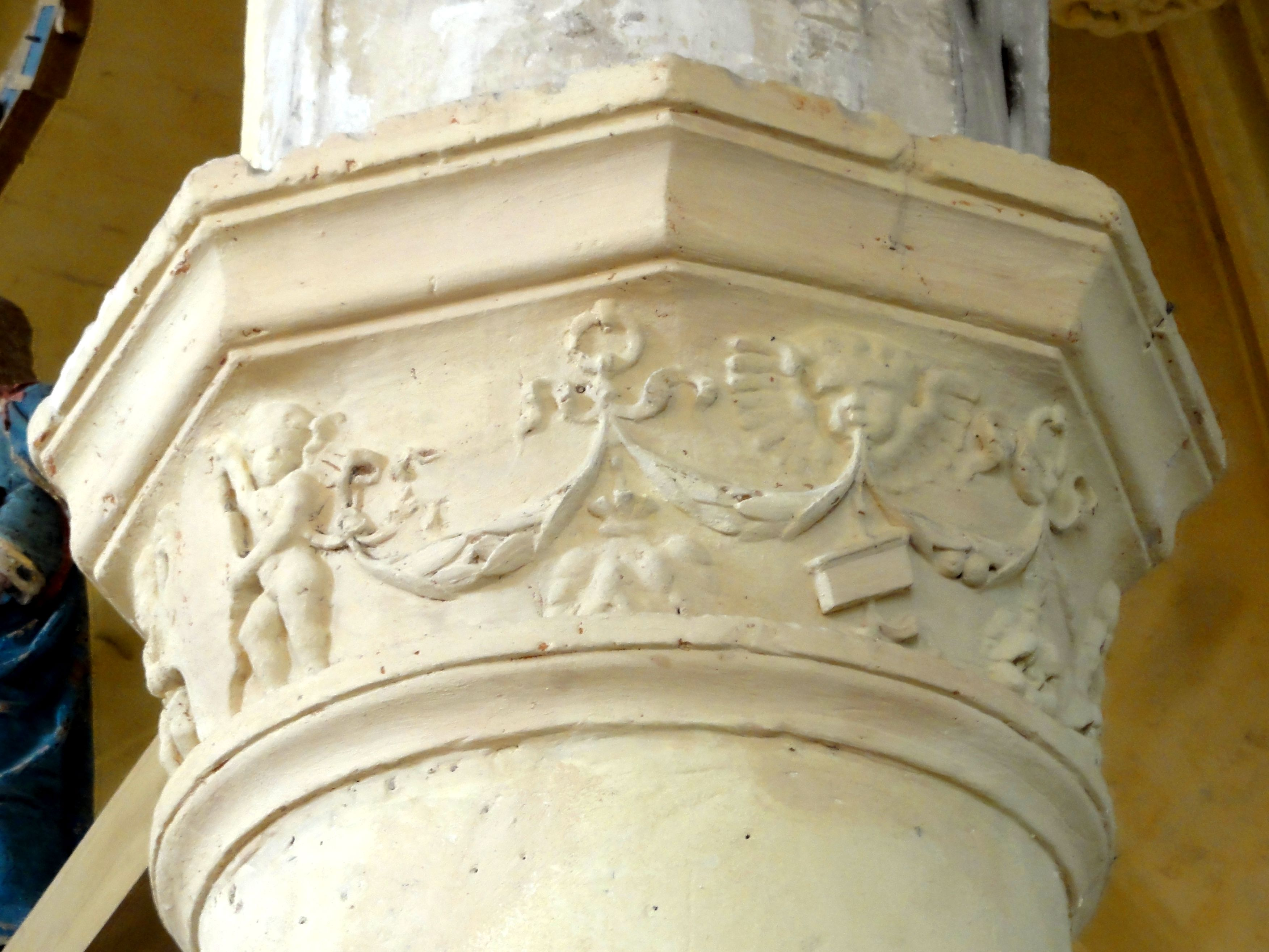
Chapiteau au sud.

Les chœurs-halles, terme dérivé d'église-halle, sont une particularité de la moyenne vallée de l'Oise et de ses environs. Ailleurs, ils sont plus rares ; dans le Val-d'Oise, il n'y a par exemple que l'église Saint-Pierre de Genainville qui en possède. Ils se caractérisent par un chevet plat (ce qui n'empêche pas une petite abside comme à Villers-Saint-Paul) et la fusion du chœur avec ses chapelles latérales, l'ensemble étant voûté à la même hauteur ou presque. Le transept, s'il existe, se trouve généralement intégré dans le chœur-halle. Les exemples les plus connus sont Nogent-sur-Oise, Plailly et Villers-Saint-Paul ; d'autres exemples étant Brenouille, Saint-Félix, Mogneville, Neuilly-sous-Clermont, Rieux et Rousseloy. Fréquemment la hauteur du chœur-halle est modéré et résulte d'un compromis, mais un exemple contraire existe avec Villers-Saint-Paul. À la période flamboyante, peu de chœurs-halle sont construits, et hormis Boran, l'on ne peut guère citer que Jaux, Orrouy, et l'église-halle de Fleurines. L'église Saint-Vaast de Boran est donc un exemple d'autant plus précieux.
Les six voûtes retombent au centre sur les tailloirs octogonaux des chapiteaux de quatre colonnes isolées, et sur des culs-de-lampe au droit des murs, sauf entre le bas-côté nord et la chapelle nord, et sauf au droit du chevet entre la chapelle sud et le vaisseau central, où l'on trouve un chapiteau engagé. Le maître d'œuvre n'a donc pas opté pour le système des nervures se fondant dans les supports, peut-être dans un souci d'homogénéité avec la nef. Les nefs de l'église de Bessancourt et Cormeilles-en-Parisis présentent la même particularité, mais ont seulement été remaniées à la période flamboyante. Les arcs-doubleaux à l'entrée du chœur, ainsi que les doubleaux longitudinaux, ne sont pas prismatiques, contrairement à l'esthétique flamboyante habituelle : Ils sont moulurés d'un gros boudin, comme dans la troisième travée du bas-côté sud, ou dans l'église de Survilliers. Il n'y a aucune distinction entre chœur et transept, et sont pratiquement voûtés à la même hauteur. Le vaisseau central est légèrement moins large et plus élevé, et les deux piliers orientaux sont munis de consoles côté vaisseau central afin de compenser cette différence de hauteur, alors qu'ailleurs, le maître d'œuvre a préféré d'adopter le tracé des doubleaux au prix d'irrégularités à peine perceptibles. Concernant les doubleaux longitudinaux, l'on note encore qu'ils ne correspondent pas aux arcs d'inscription des voûtes du vaisseau central. Plus frappant est la courte portion de mur au droit du mur du chevet, entre le vaisseau central et la chapelle latérale sud. Un tel mur remplace également le support à l'entrée de la chapelle du sud, à droite. — Il a déjà été souligné que les chapiteaux sont d'un style plus tardif que le reste. Ils sont décorés de guirlandes ou rinceaux, parfois accompagnés d'écussons ou de paniers de fruits, et tenus par des chérubins ou crachés par des têtes d'angelots. Un décor semblable se trouve sur les chapiteaux des grandes arcades du sud de Viarmes, et dans le bas-côté sud de Villiers-le-Bel. Dans un cas, sur le chapiteau au milieu côté sud, les rinceaux mutent vers des têtes de monstres marins à leurs extrémités, ce qui est encore un motif plus propre au monde gothique et au style flamboyant. L'état impeccable de ce chapiteau suscite néanmoins des doutes sur son authenticité : il a peut-être été refait lors d'une restauration.
Le style tardif des chapiteaux contraste avec le réseau flamboyant des fenêtres, et s'accommoderait davantage avec les fenêtres des bas-côtés de la nef. Les fenêtres latérales des chapelles sont plus étroites que celles du chevet, et se composent uniformément de deux lancettes aux têtes trilobées, surmontées par un soufflet et deux mouchettes. Les fenêtres au chevet des chapelles latérales comportent trois formes aux têtes trilobées, mais sont toutes les deux différentes. Au chevet de la chapelle du nord, la partie supérieure présente un oculus rond au-dessus de deux losanges, flanqués de deux mouchettes. Au chevet de la chapelle du sud, une accolade part des lancettes de gauche et de droite, et délimite inférieurement quatre soufflets dissymétriques. La baie d'axe du chevet est la seule avec quatre lancettes, surmontées de deux quadrilobes et de multiples soufflets et mouchettes. Il n'y a pas d'explication pour les divergences stylistiques, mais il est permis de penser que le chœur ne fut pas voûté dès sa construction. L'exécution de la sculpture des chapiteaux après coup ne devient l'usage qu'à la période de la Renaissance, comme l'a remarqué Louis Régnier pour l'église Saint-Aubin d'Ennery. Cette éventualité est donc peu probable. Les trois vaisseaux n'ont peut-être pas été construits simultanément, de sorte que des murs auraient flanqué le vaisseau central dans un premier temps, ce qui est suggéré par le pan de mur au droit du chevet ; par les ressauts visibles au-dessus des doubleaux au nord et au sud du vaisseau central ; et par la différence des réseaux des trois baies du chevet. Cependant, les fenêtres sont stylistiquement homogènes, et l'adjonction des chapelles a dû suivre de près la construction du vaisseau central. On aurait donc ménagé des arcs-doubleaux au moment de l'adjonction des chapelles, sans pour autant directement construire les voûtes. Les supports d'origine des arcs-doubleaux auraient été remplacés au moment du voûtement. Les clés de voûte pendantes dans la dernière travée des deux chapelles annonce également l'approche de la Renaissance.

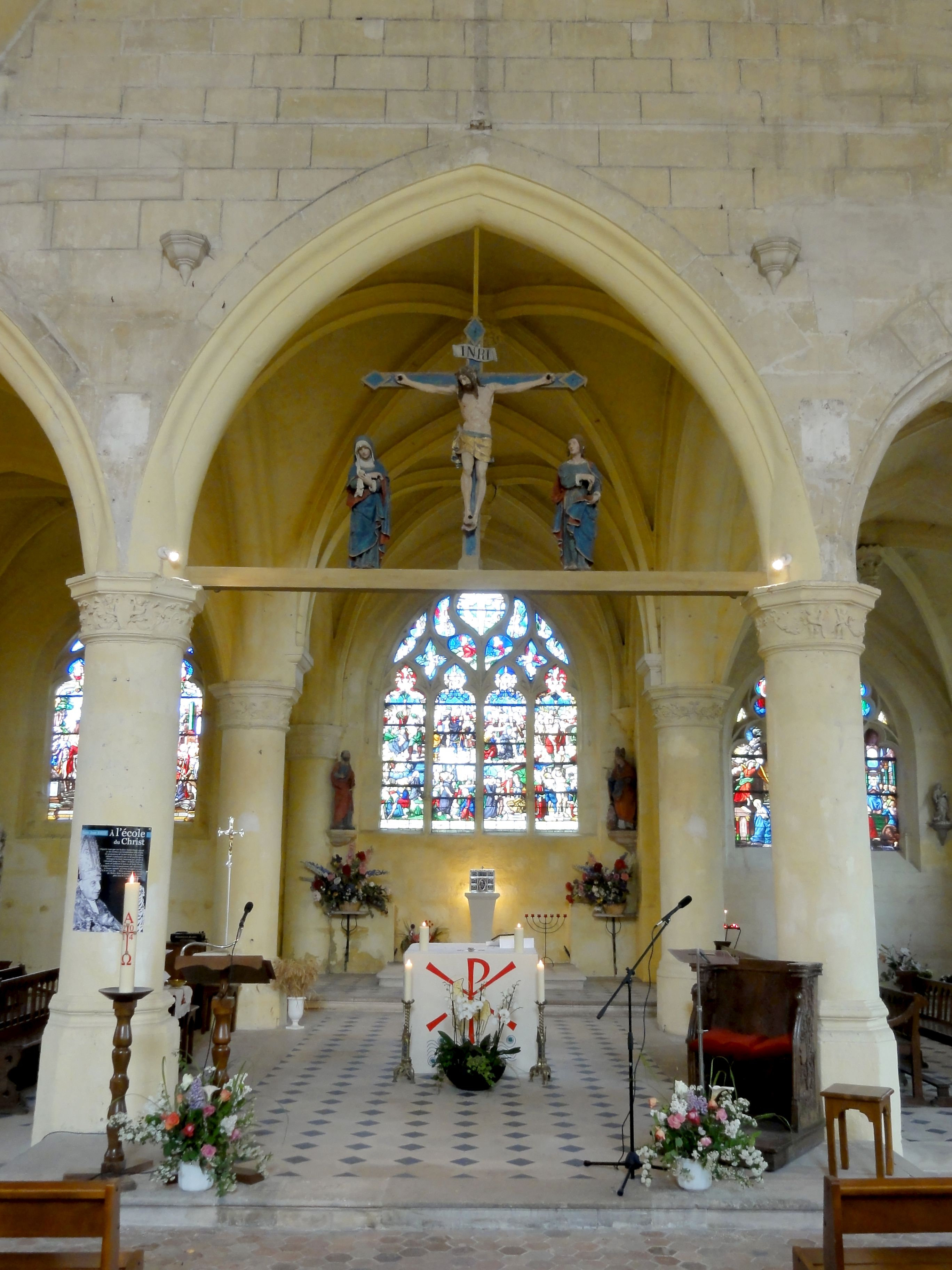
Entrée du chœur.
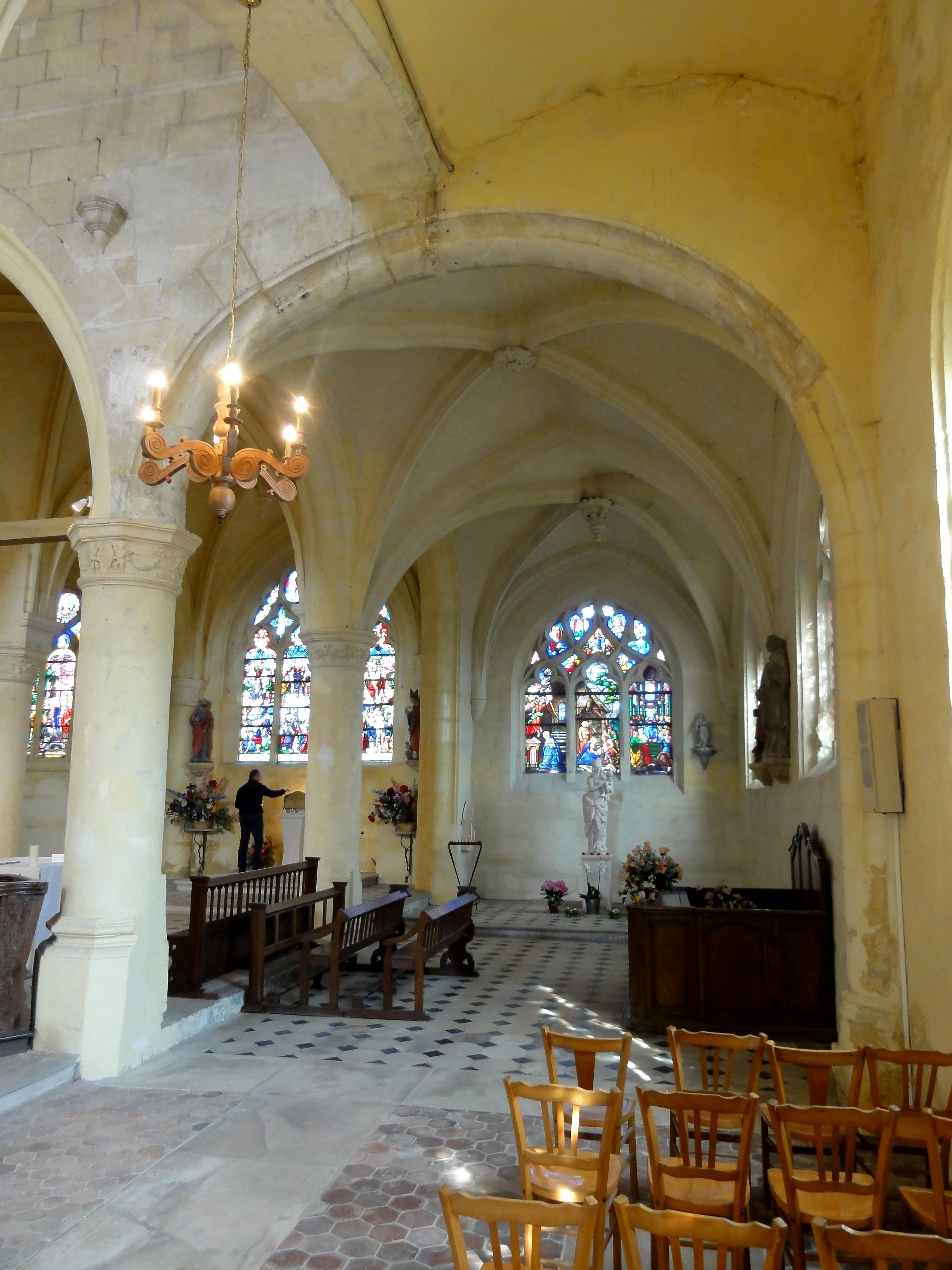
Vue dans la chapelle sud.
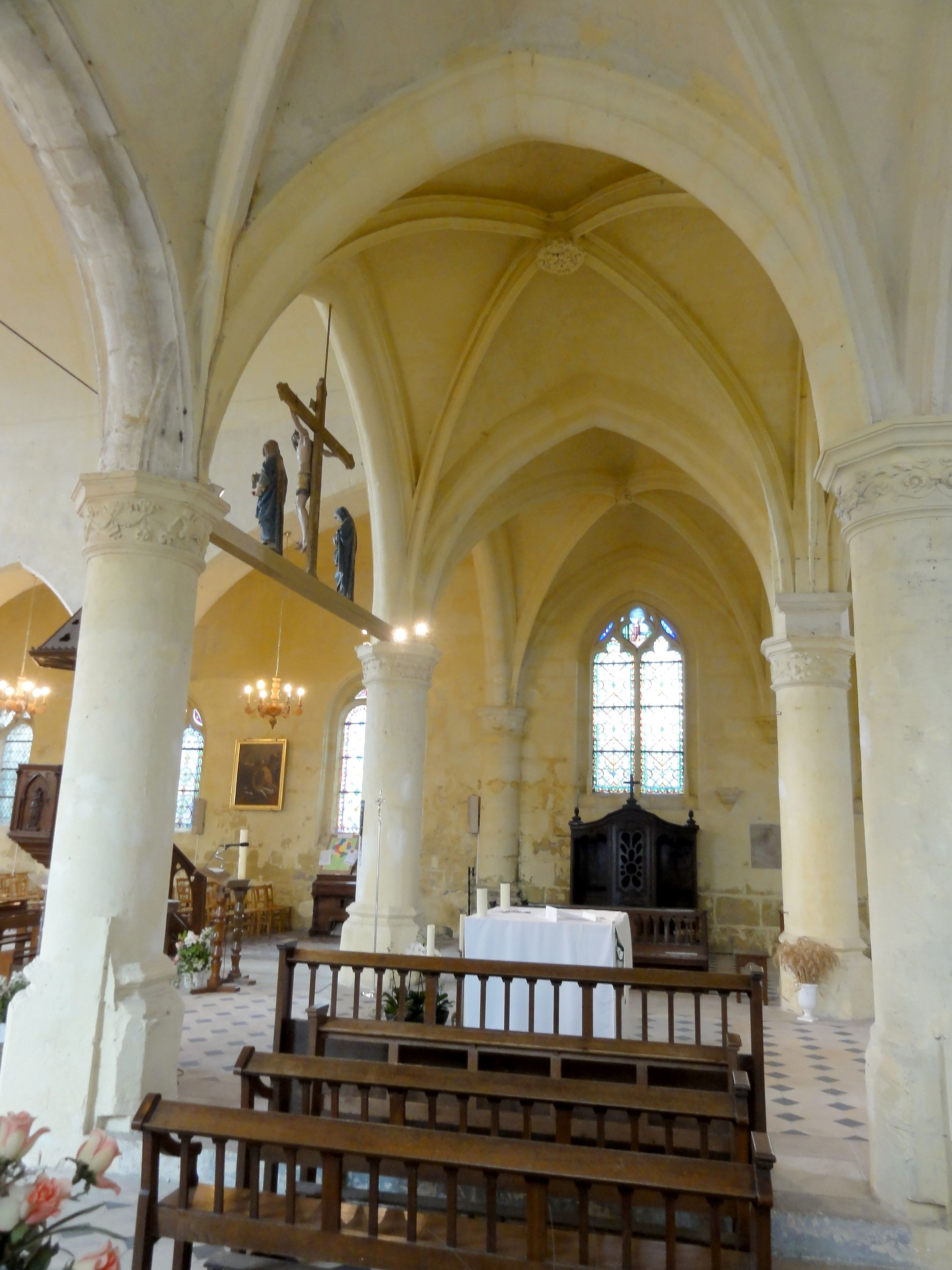
Vue sud-nord.
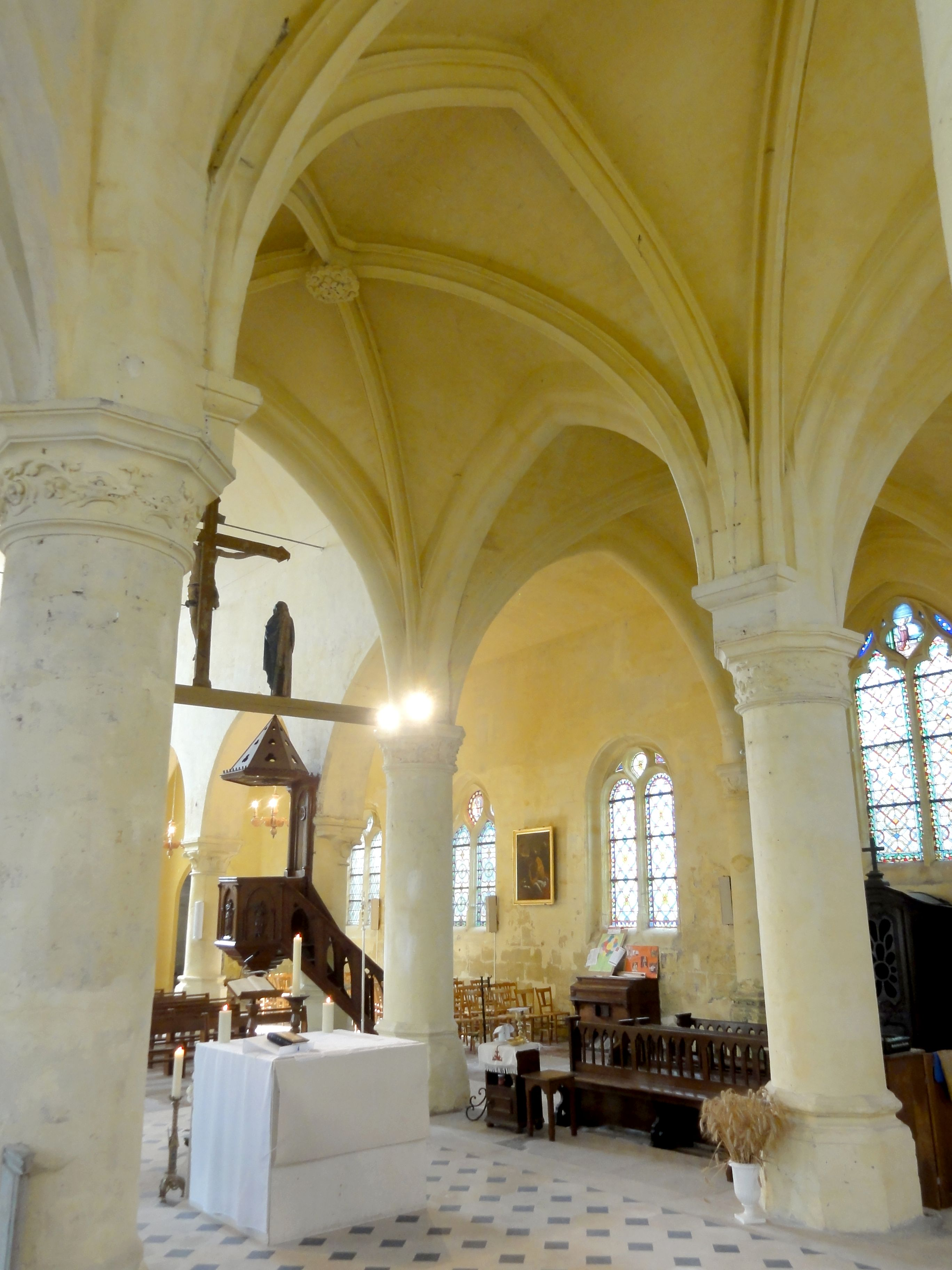
Vue diagonale.
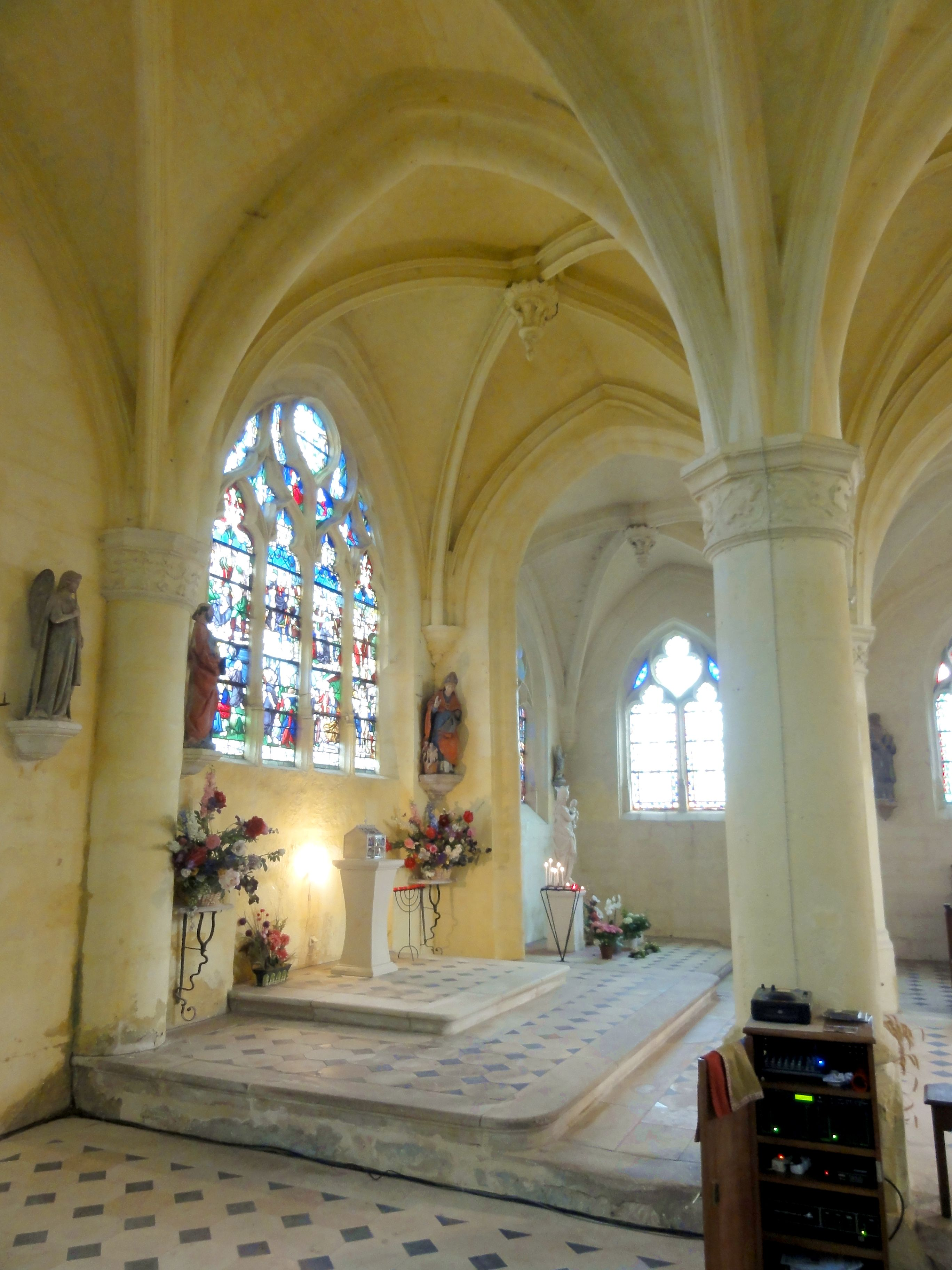
Vue nord-sud.
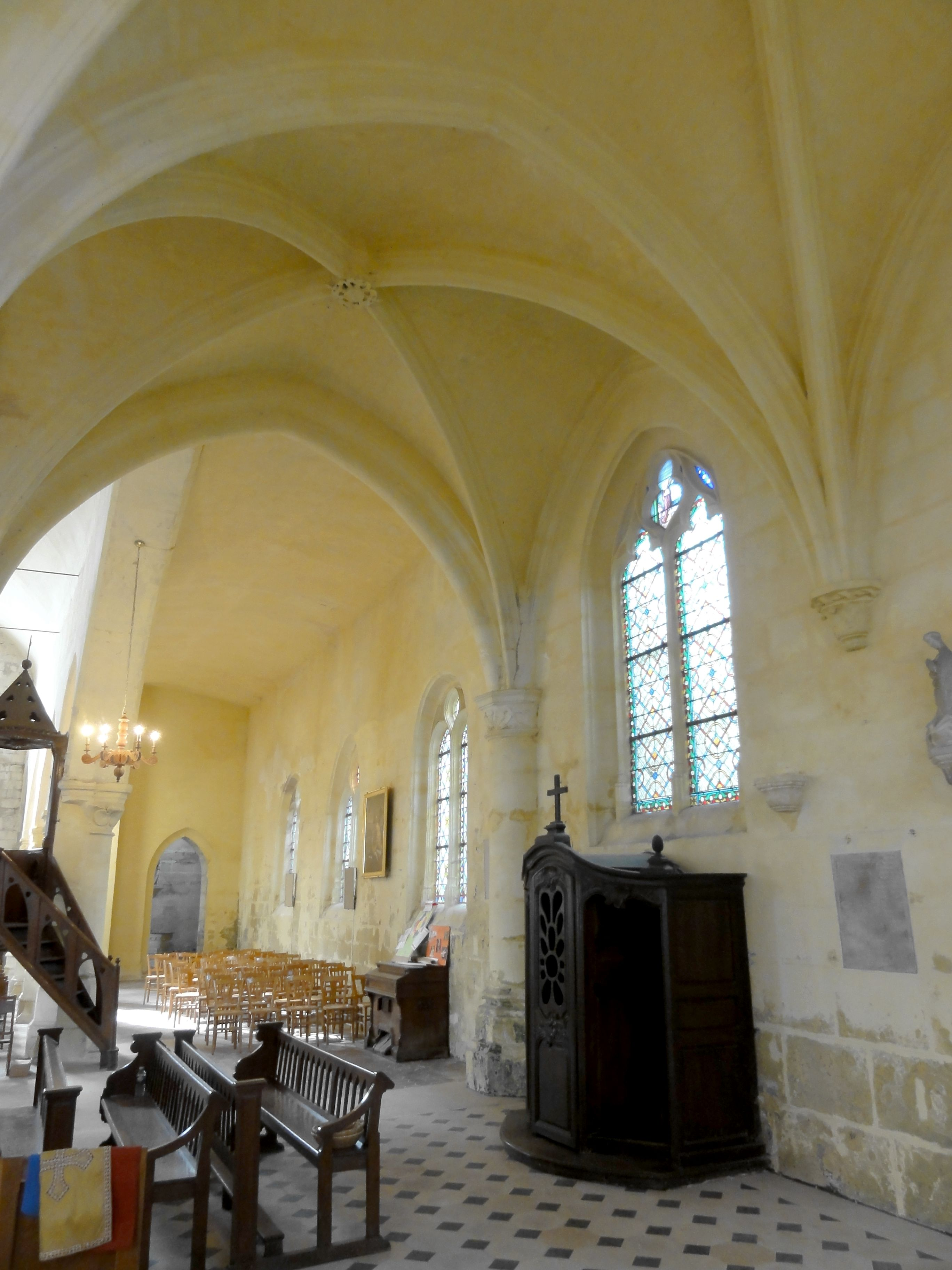
Chapelle latérale nord.

### Extérieur

#### Clocher

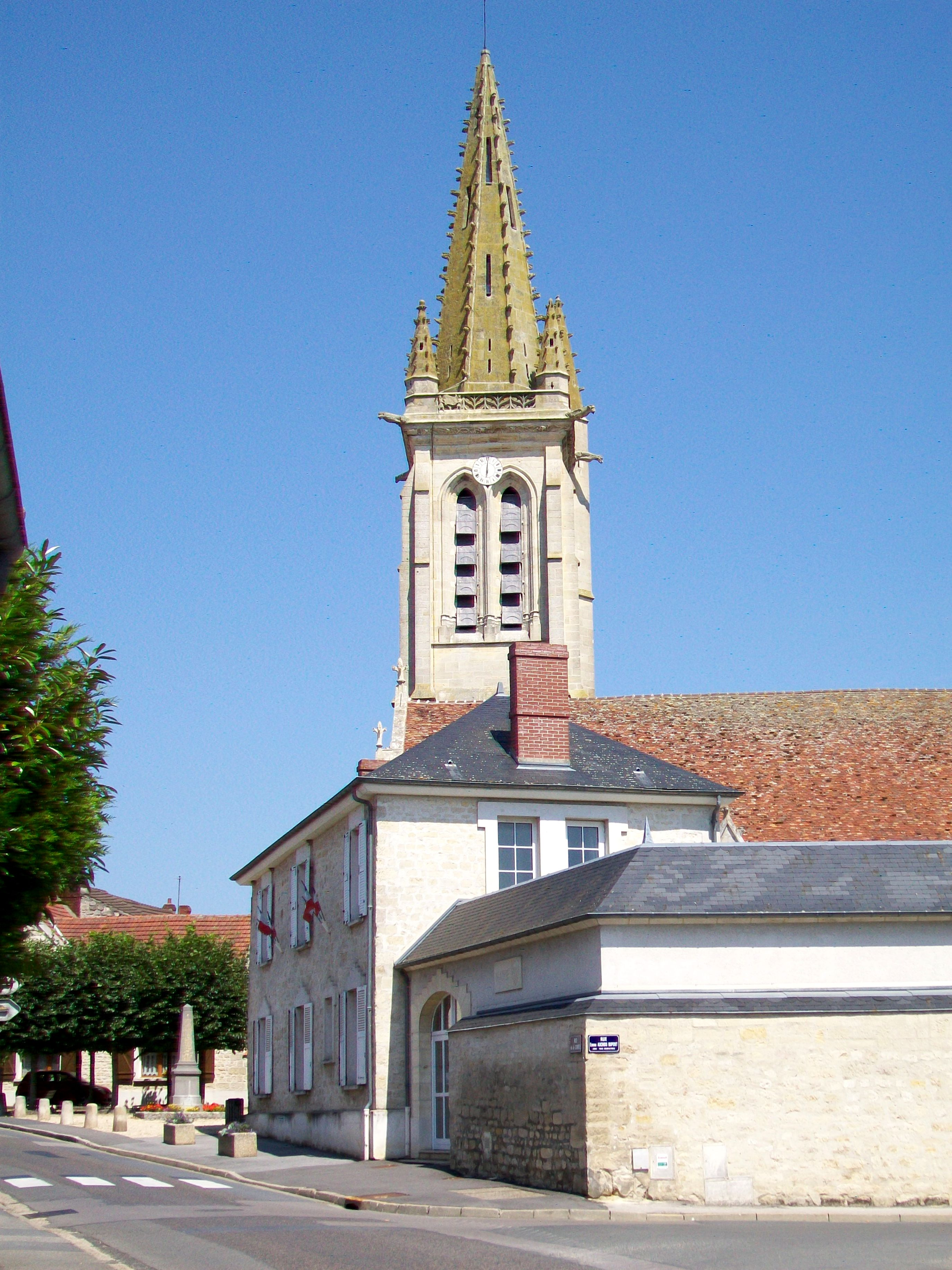
Vue depuis le sud.

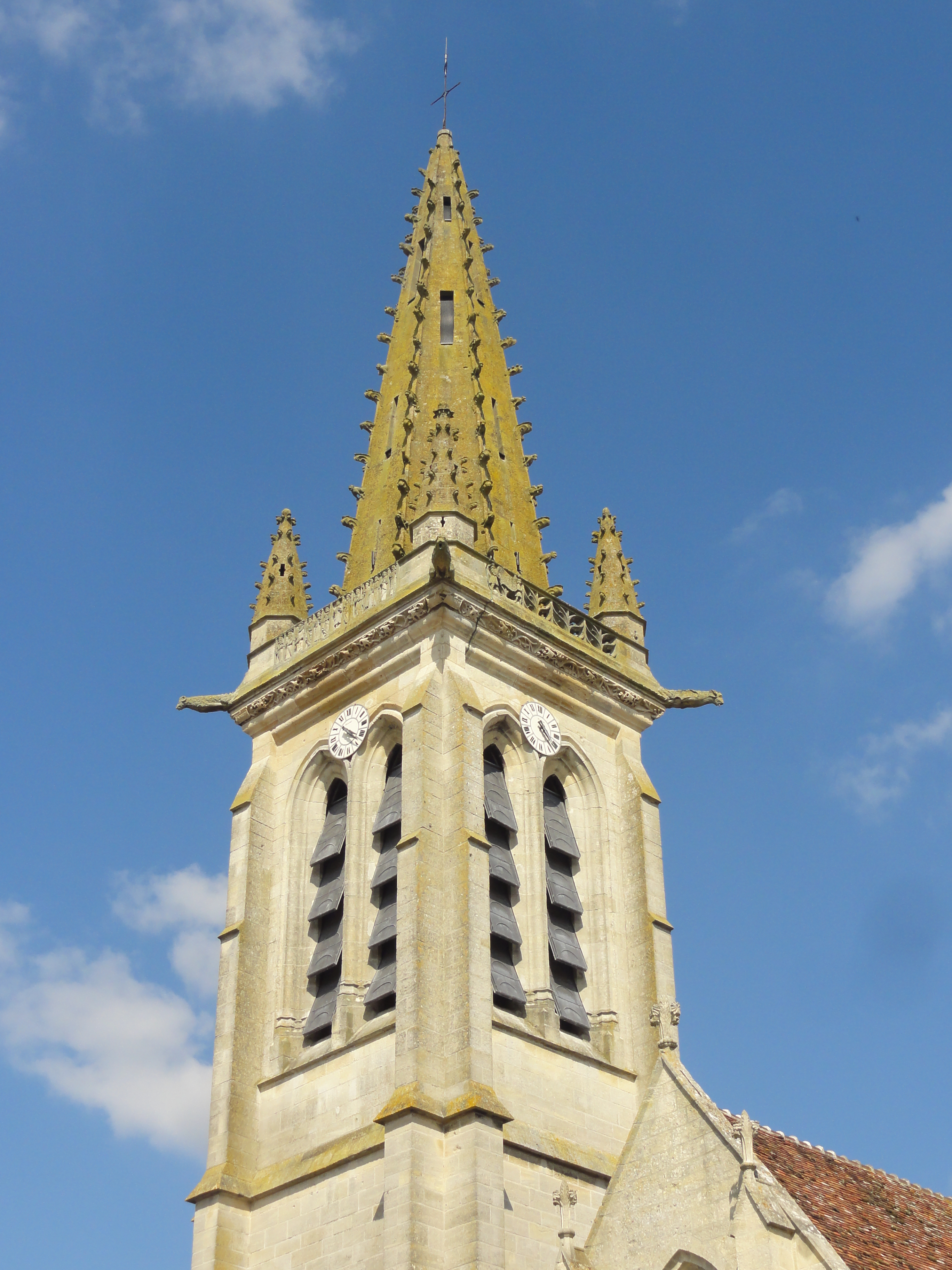
Étage de beffroi et flèche.

Le clocher est élancé et d'une hauteur considérable, si bien qu'il est visible à des kilomètres à la ronde. Il ne comporte toutefois que trois étages, qui sont séparés par de courts glacis formant larmier. La base, qui contient l'actuelle chapelle des fonts baptismaux, atteint la même hauteur que les murs gouttereaux de la nef. Elle ne présente aucune fenêtre du côté de la façade, mais seulement deux niches à statues vides, surmontées de dais flamboyants. Jadis, elles auraient contenu la statue de saint Pierre, qui se trouve actuellement à gauche de la baie de l'axe du chevet, et une statue de saint Paul qui s'est perdue. Suit un étage intermédiaire, qui atteint la même hauteur que le pignon de la nef. Il est percé seulement d'une étroite baie en arc brisé, cantonnée de deux niches à statues vides, dont les dais ajourés se sont cassés. Chaque niche est entourée d'une guirlande de pampres, et retombe sur un cul-de-lampe orné d'un blason. Roger Gosselin affirme que la guirlande de la niche de gauche serait formée d'épines de blé, mais il est facilement reconnaissable que ce n'est pas le cas. La niche de gauche aurait contenu une statue de saint Vincent, patron des vignerons. Cette statue se trouverait à l'intérieur de l'église. À gauche de la niche, l'on voit un petit cochon (attribut de saint Antoine le Grand) ou un petit chien (attribut de saint Roch) avec un collier autour du cou. La niche de droite aurait abrité une statue de saint Fiacre, patron des jardiniers. Cette statue a disparu,.
Le second étage est l'étage de beffroi. Il est percé de deux hautes et étroites baies abat-son gémélées par face, qui sont en tiers-point et agrémentées de moulures prismatiques. L'on note que les contreforts sont plus minces au niveau du second étage qu'à la base. Au milieu de chaque niveau du clocher, la face frontale de chaque contrefort est scandé d'un larmier. Les contreforts s'achèvent par un glacis en haut du second étage. Suit un léger encorbellement, qui est ornée d'une frise de feuilles frisées. Aux extrémités figurent des cartouches martelés, et à chaque angle, une gargouille en forme de chimère fait largement saillie. La terrasse supportant la flèche est délimitée à chaque angle par une échauguette octogonale coiffée d'une flèche de pierre, dont les arêtes sont garnies de boudins et de crochets. Ces clochetons sont reliées par des balustrades, dont celle regardant l'ouest présente les douze Apôtres en bas-relief. Sur une autre face, deux personnages tiennent un écusson aux armes effacées, et en dessous, une inscription en grandes lettres gothiques n'a pas encore livrée sa signification : ce sont les initiales M et L séparées d'une croix, et puis le chiffre 212 et le monogramme N. G. A., séparés d'un grand tau en leur milieu. La grande flèche principale est l'une des trois seules du XVIe siècle sur la rive droite de l'Oise, avec Venette et Saint-Crepin-Ibouvillers. À son sommet, elle cumule à une hauteur de 49 m. La décoration est analogue aux petites flèches des échauguettes, et les faces sont allégées par des ouvertures rectangulaires assez irrégulières. Une cloche en bronze date de 1560, et est donc pratiquement aussi ancienne que le clocher lui-même. Elle occupe toujours sa place dans le beffroi du clocher, et porte l'image de saint Vaast, ainsi que l'inscription « L'an mil DLX, je fus faite et nommée Guyonne par Messire Guy de Karuel chevalier seigneur de Borreng et dame Marie de Sainct Symon sa femme. F Geoffroy nous fist ». Suit une croix fleuronnée et Ave Maria Gratia Plena. Les dimensions n'ont pas été prises. La cloche a été classée en 1908,.

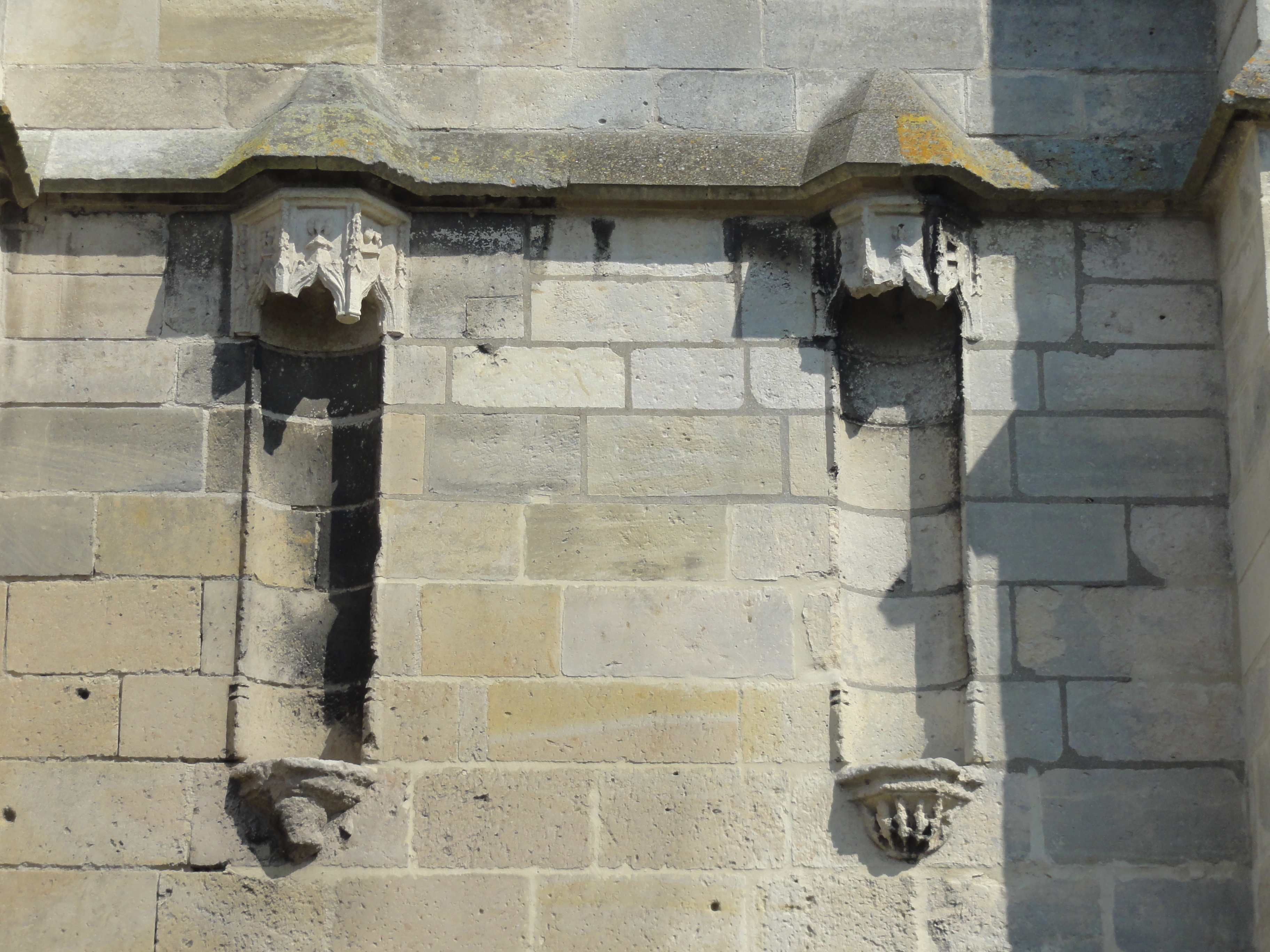
Niches au niveau du rez-de-chaussée.
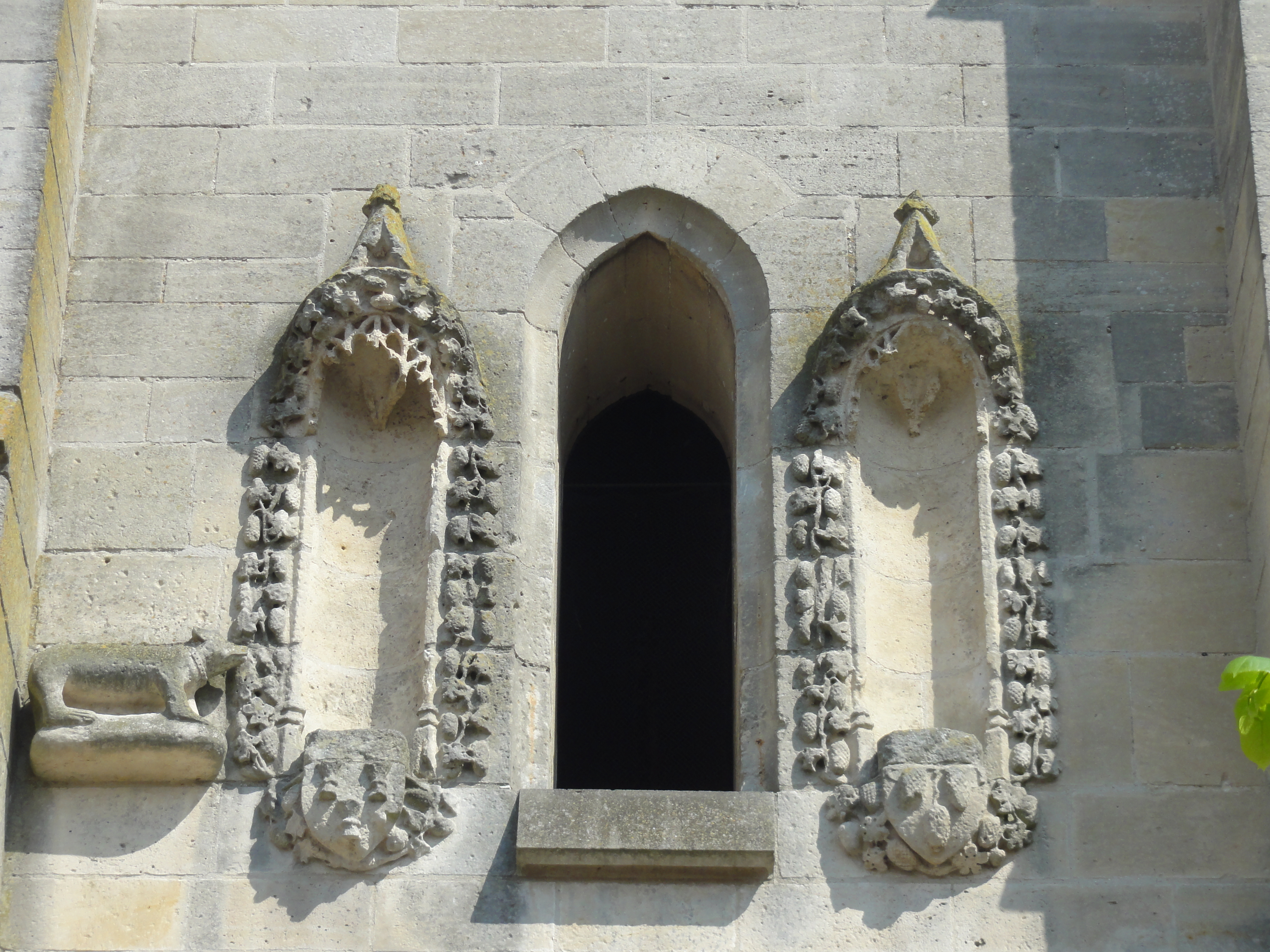
Niches au niveau de l'étage intermédiaire.
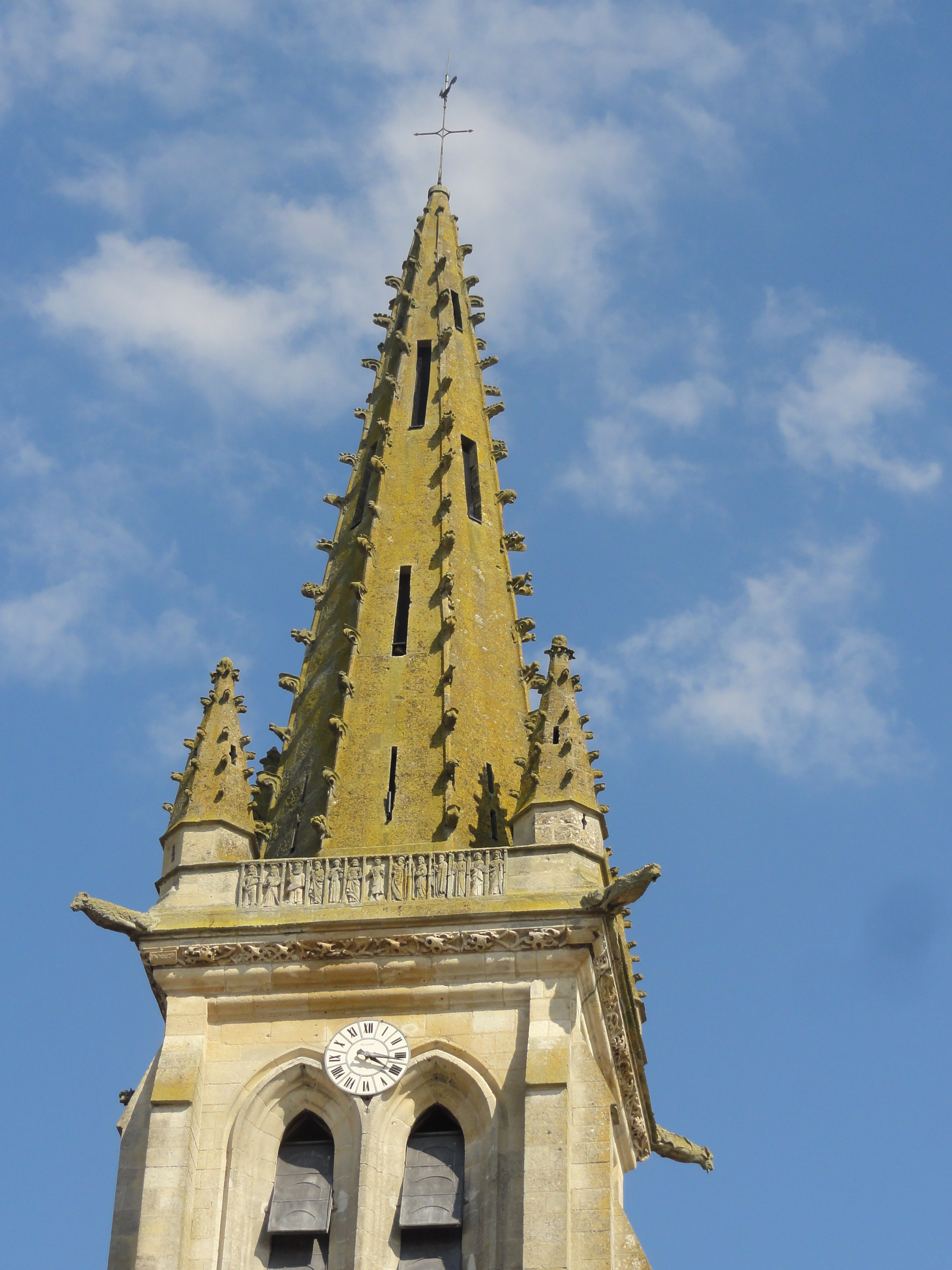
Flèche.
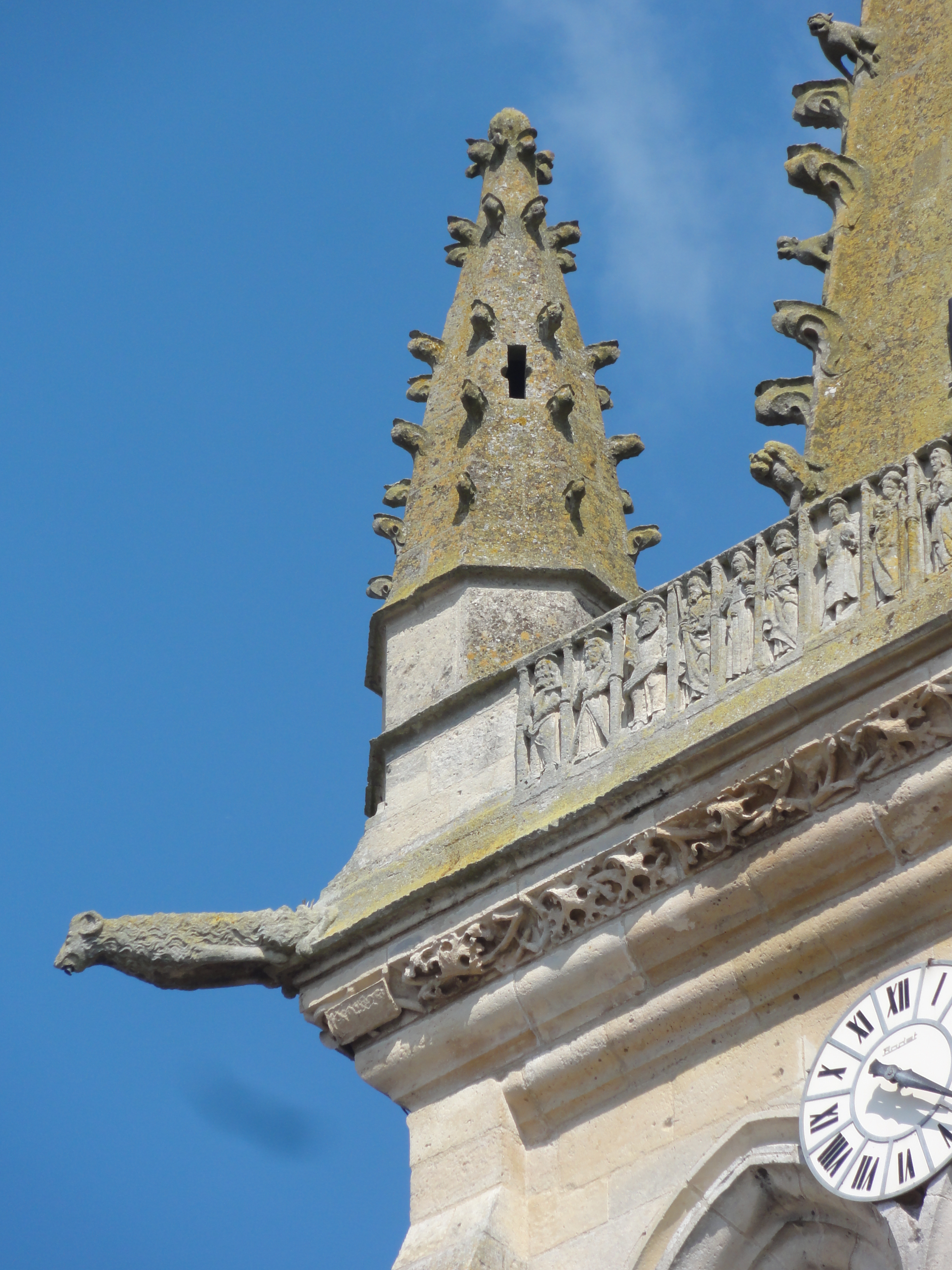
Clocheton et gargouille à l'angle sud-ouest.
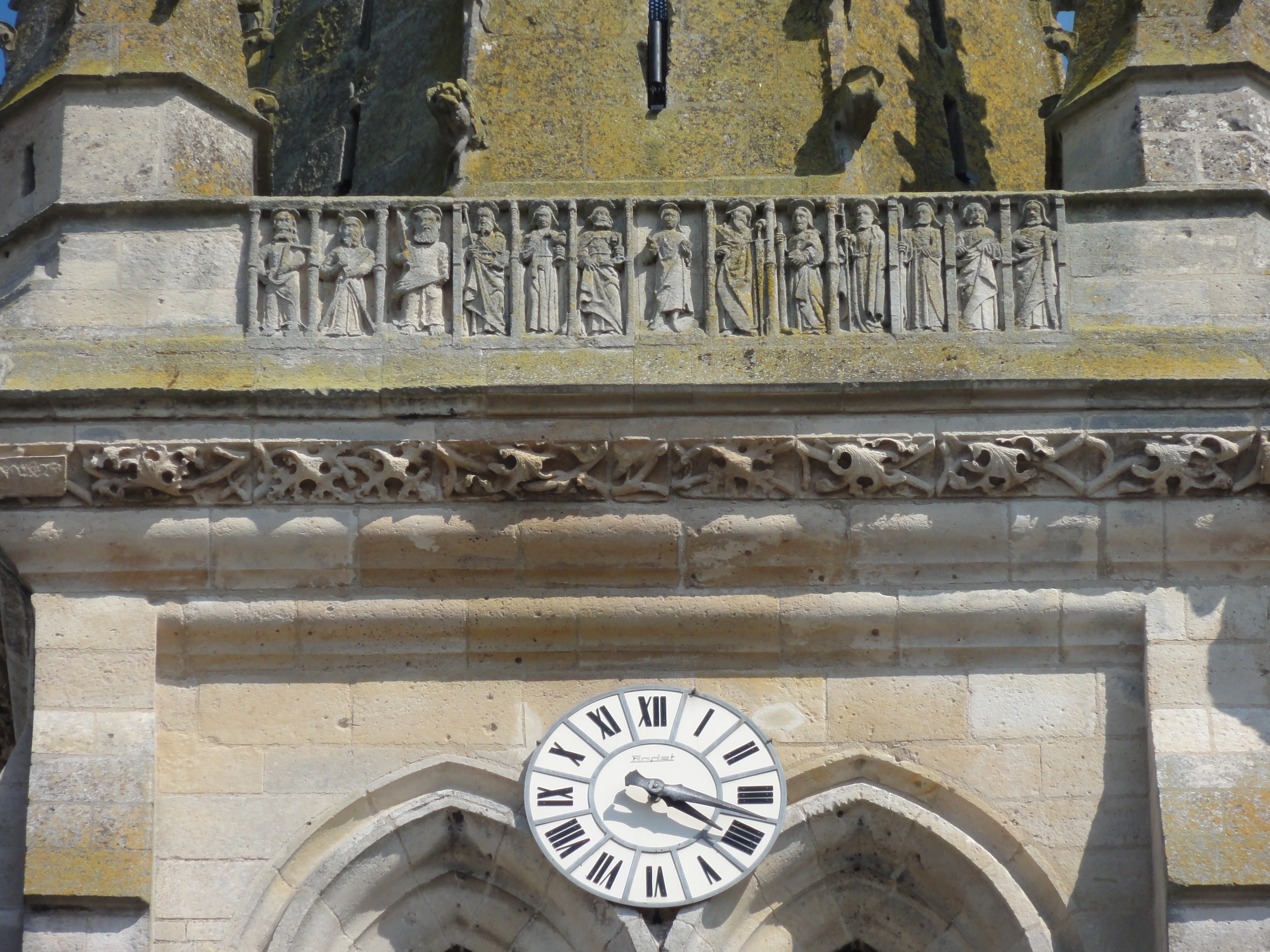
Balustrade et frise des douze Apôtres.

#### Façade occidentale

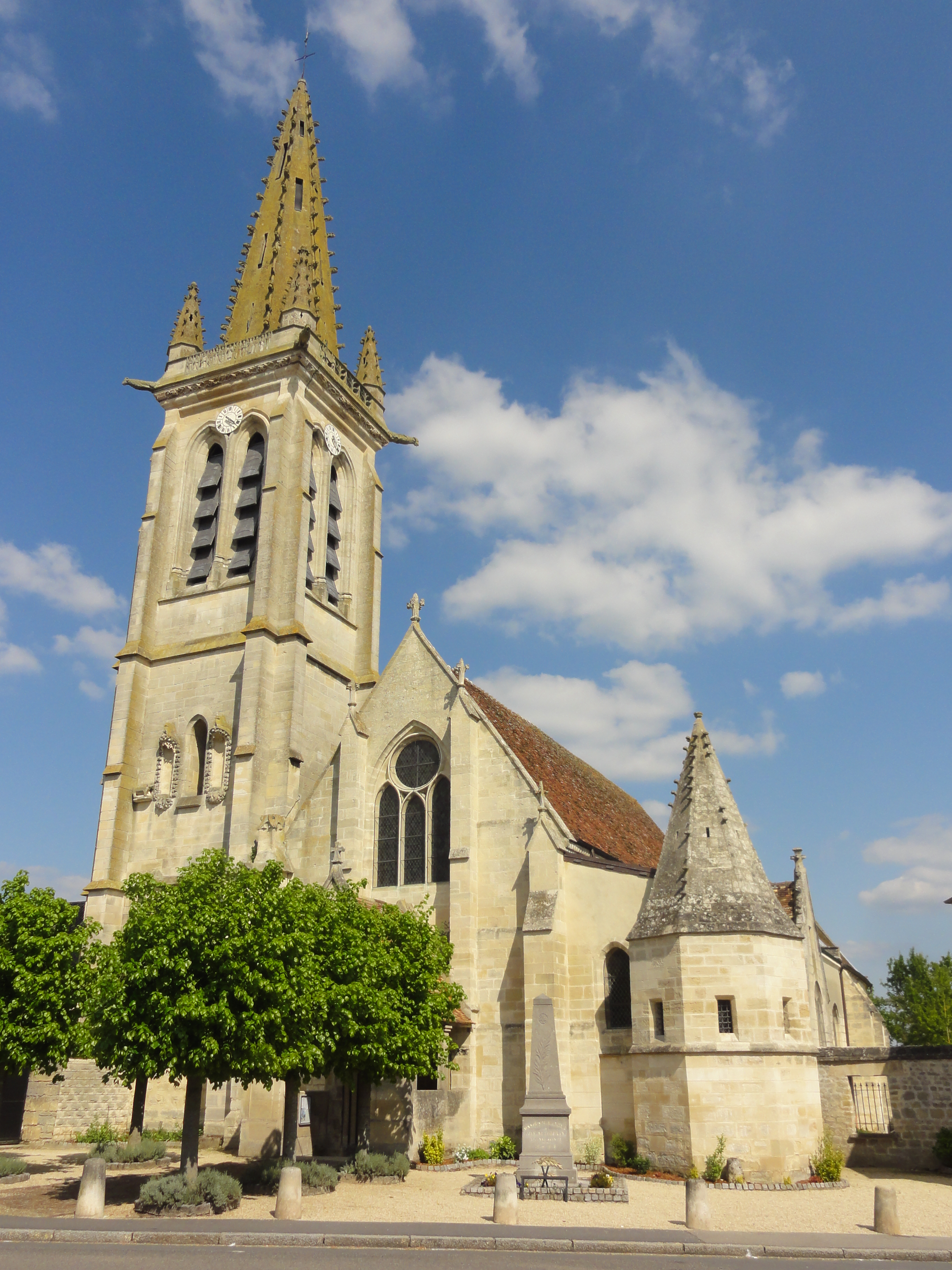
Façade occidentale.

La façade de la nef est scandée verticalement par quatre contreforts, et non seulement par deux, ce qui est surprenant en l'absence de voûtement. Deux contreforts correspondent aux murs gouttereaux ; les deux autres flanquent la fenêtre haute et le portail. On y voit les mêmes larmiers que sur les contreforts du clocher. Le contrefort de gauche est sommé d'un pinacle mutilé qui date probablement du XIIIe siècle, et une petite gargouille sert à évacuer les eaux pluviales du chéneau entre la nef et le clocher. Les trois autres contreforts sont amortis par des chaperons et de graciles fleurons. Un quatrième fleuron tient lieu d'antéfixe en haut du pignon. En 1924, Joseph Depoin et Jean Vergnet font mention d'une croix en antéfixe qui aurait jadis terminé la façade, sans faire référence aux fleurons. Il doit donc s'agir des résultats d'une restauration, et le parfait état de conservation parle également dans ce sens. Les rampants du porche de 1915 ont la même inclinaison que ceux du pignon principal. Sous le porche, l'on trouve l'élégant portail du XIIIe siècle, qui se caractérise par sa triple archivolte moulurée de tores et de gorges ; son tympan décoré d'un grand quadrilobe et de deux têtes trilobées retombant sur un cul-de-lampe feuillagé au milieu du linteau, et ses délicats chapiteaux de crochets. Le motif des chapiteaux se continue sur les murs à gauche et à droite, sous la forme d'une frise, ce qui n'est pas sans rappeler le portail de Beaumont-sur-Oise. Les fines colonnettes en délit sont pour beaucoup dans l'effet du portail, même si elles ne datent que de 1908. Quant aux bases à griffes végétales, elles sont un peu abîmées et susceptibles de dater d'origine. Les restes de polychromie architecturale en rouge et bleu qu'Eugène Woillez a encore observée en 1850 se sont aujourd'hui complètement effacés. Rien n'est à signaler à propos du mur occidental du bas-côté sud, mais à l'angle sud-ouest, l'on trouve la petite construction annexe que l'on considère le plus souvent comme ancienne chapelle des fonts baptismaux. Vu son exigüité, l'on peut également envisager une affectation comme trésor à reliques ou chartrier. Le profil utilitaire de la voûte parle dans ce sens, tout comme les petites fenêtres grillagées. L'extérieur est aussi austère que l'intérieur. L'on note seulement un larmier qui court autour au niveau du seuil des fenêtres, et des petits crochets garnissant les arêtes du toit. La plupart sont aujourd'hui manquantes.

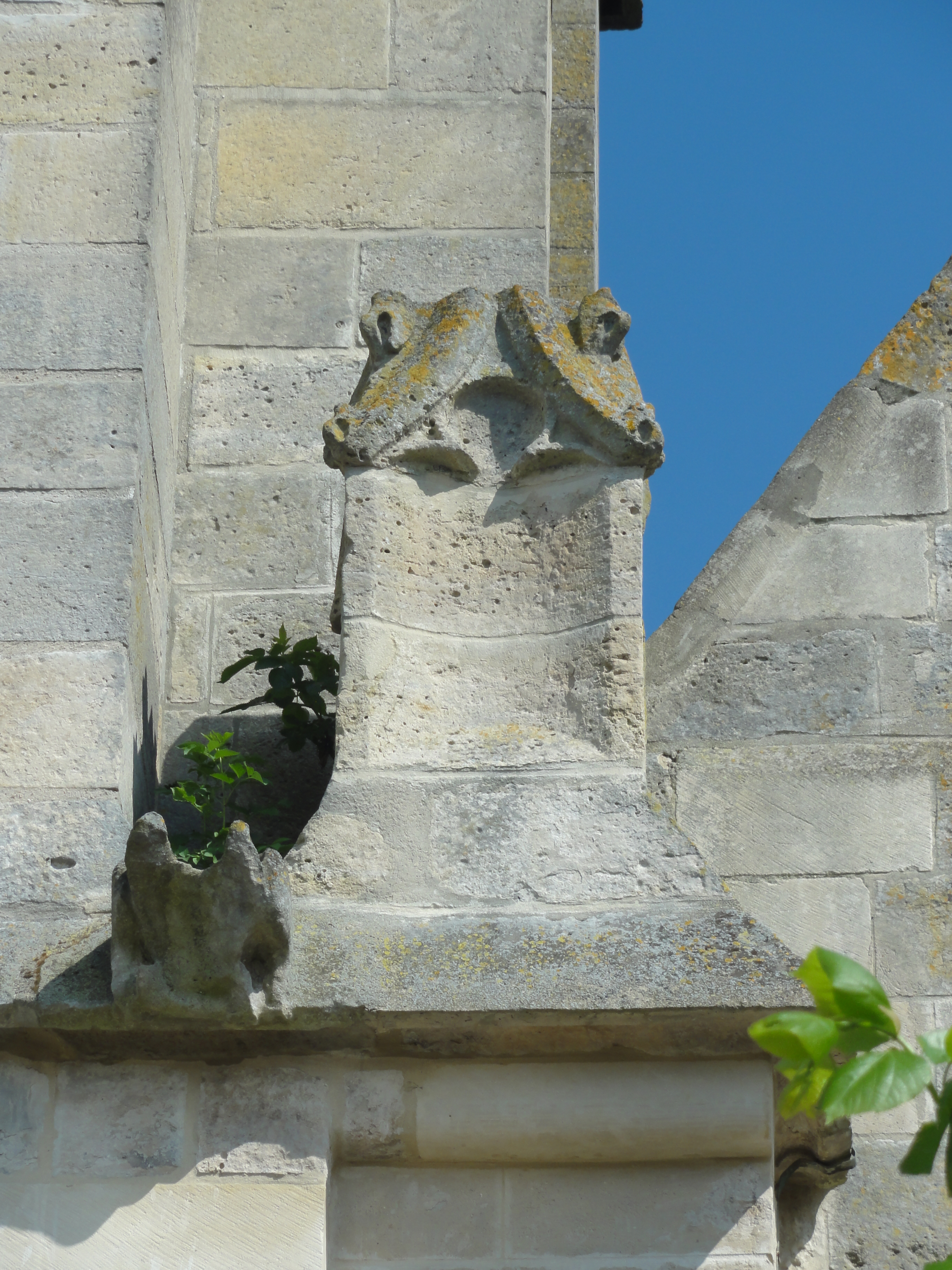
Gargouille et clocheton.
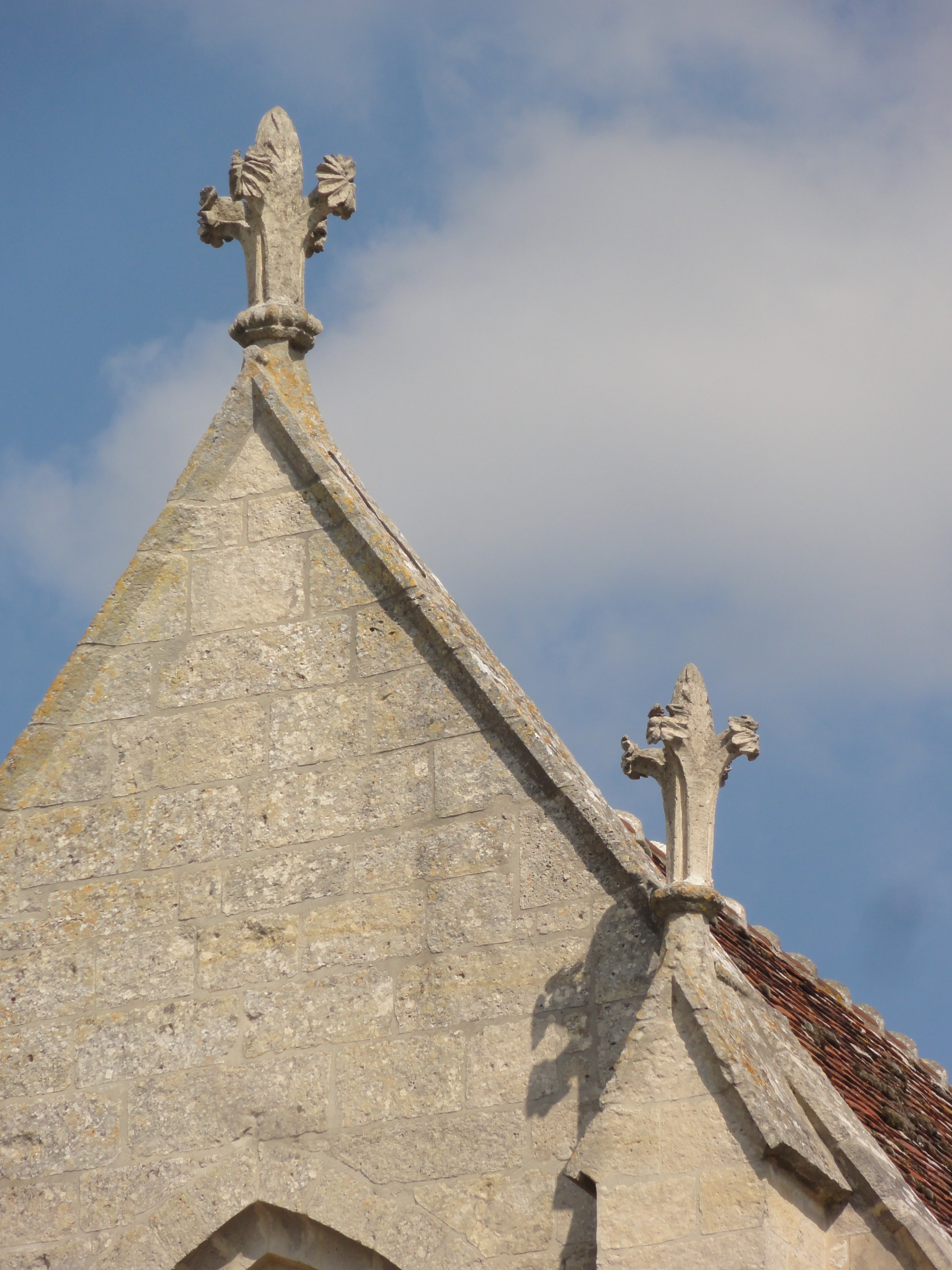
Fleurons du pignon.
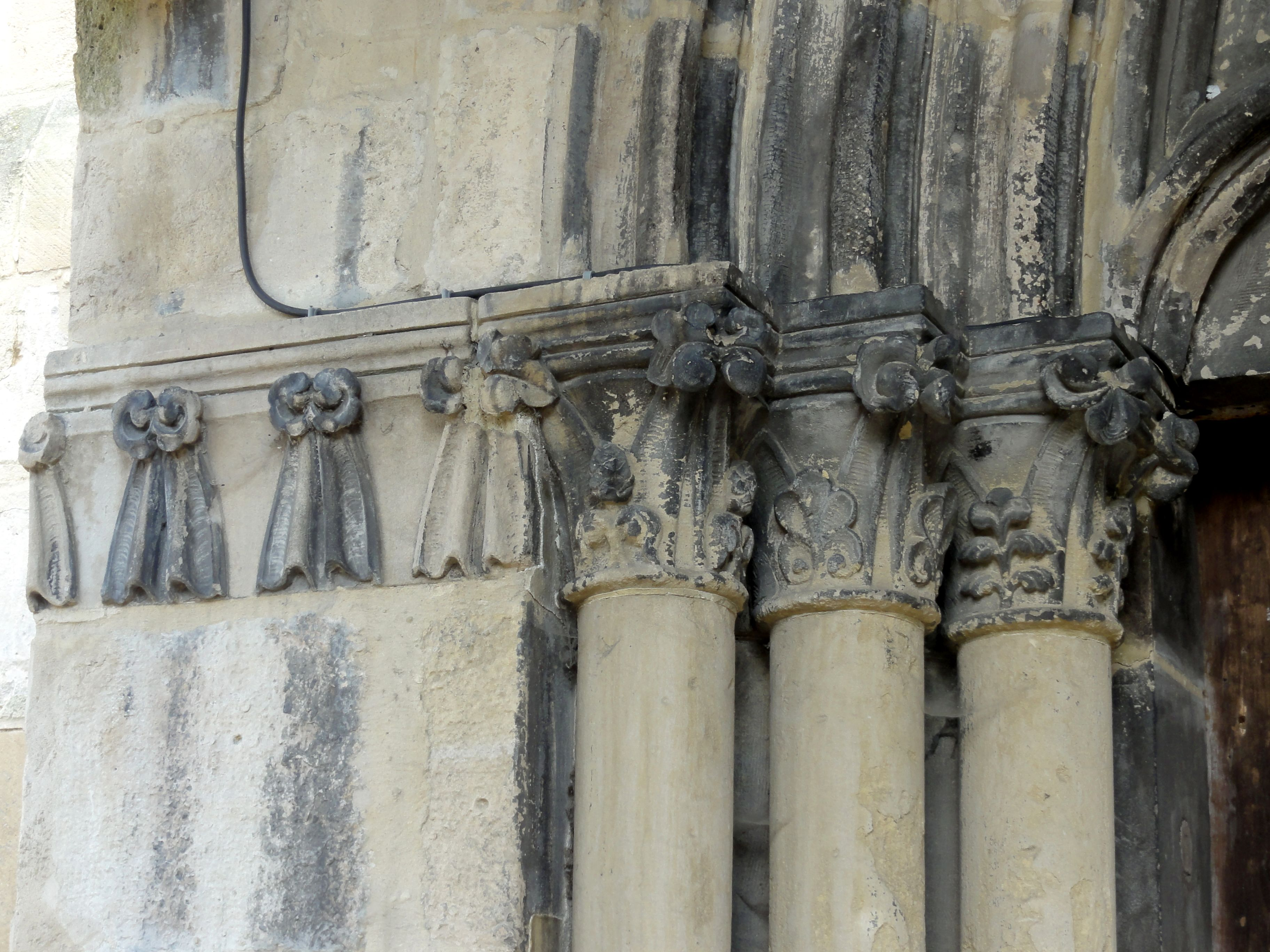
Chapiteaux à gauche.
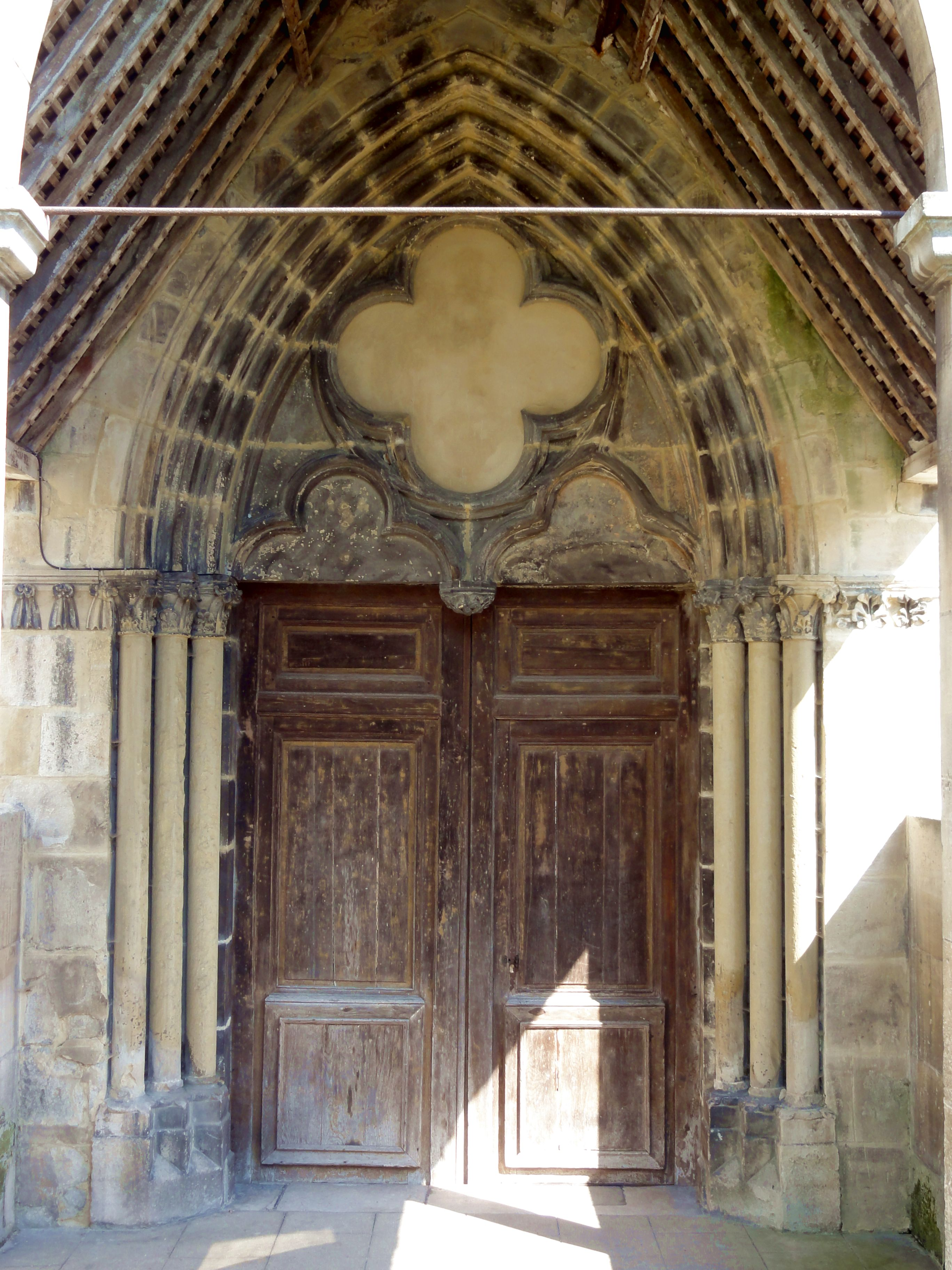
Portail occidental.
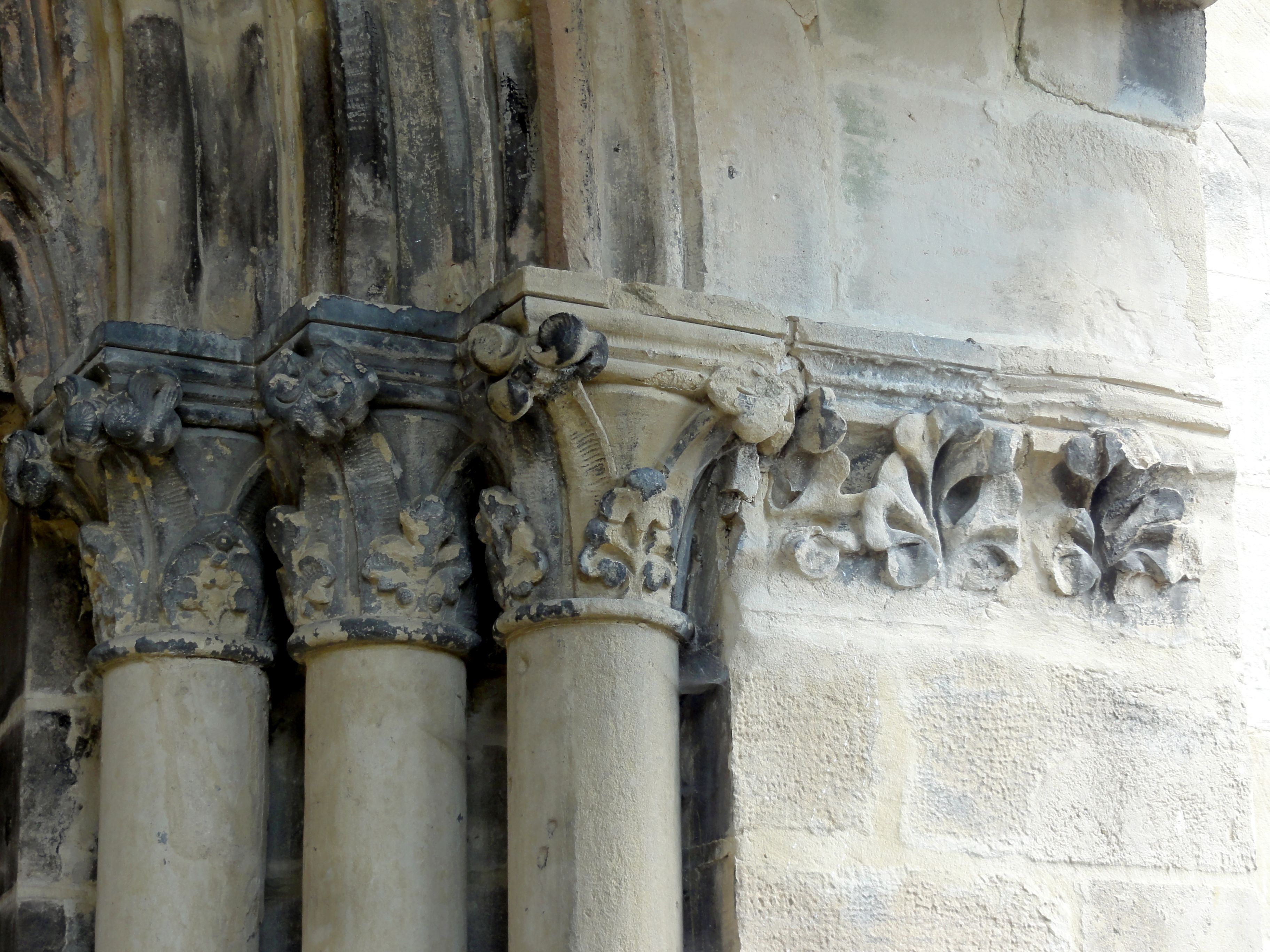
Chapiteaux à droite.
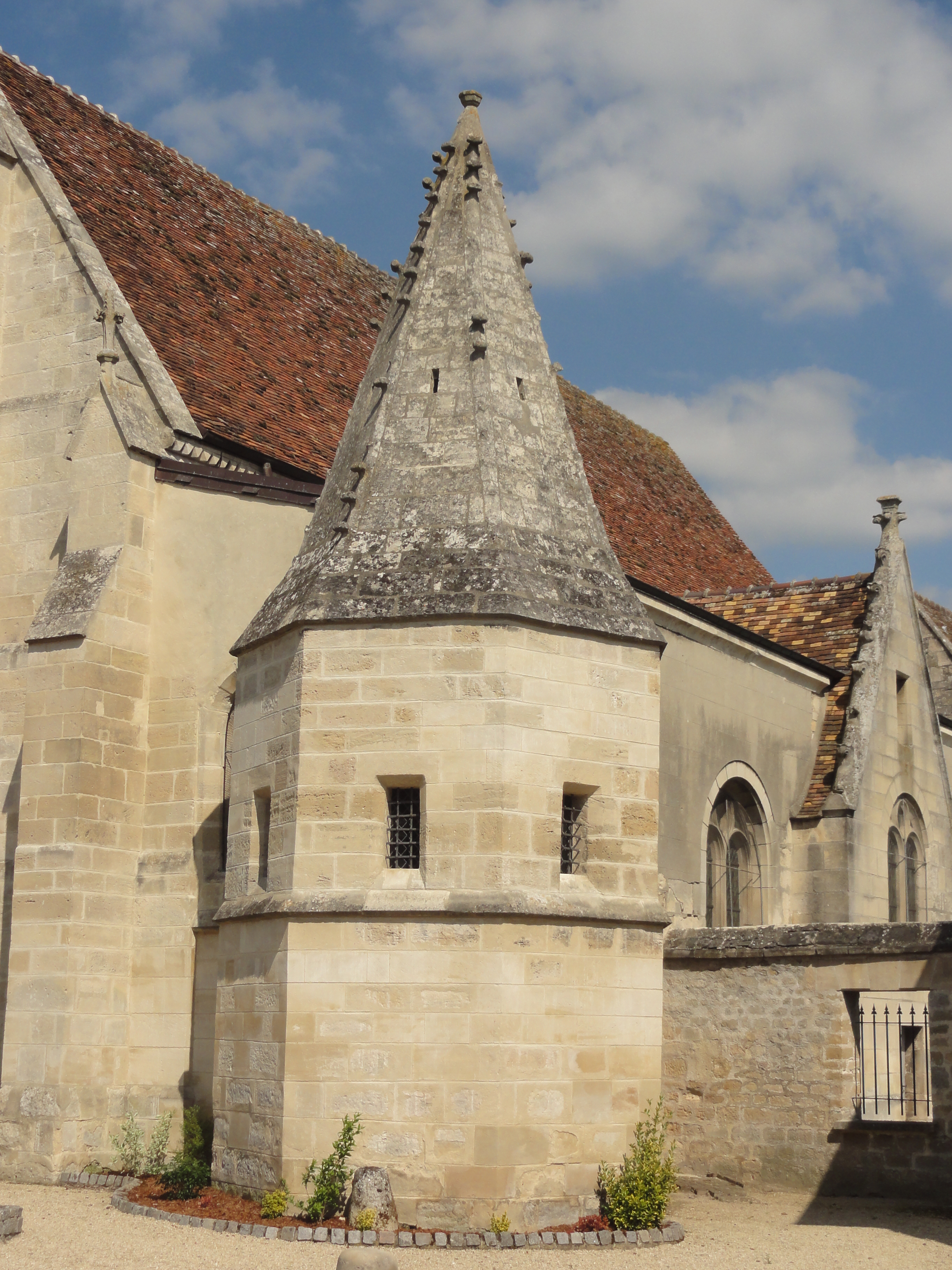
Chapelle baptismale.

#### Élévation méridionale et chevet

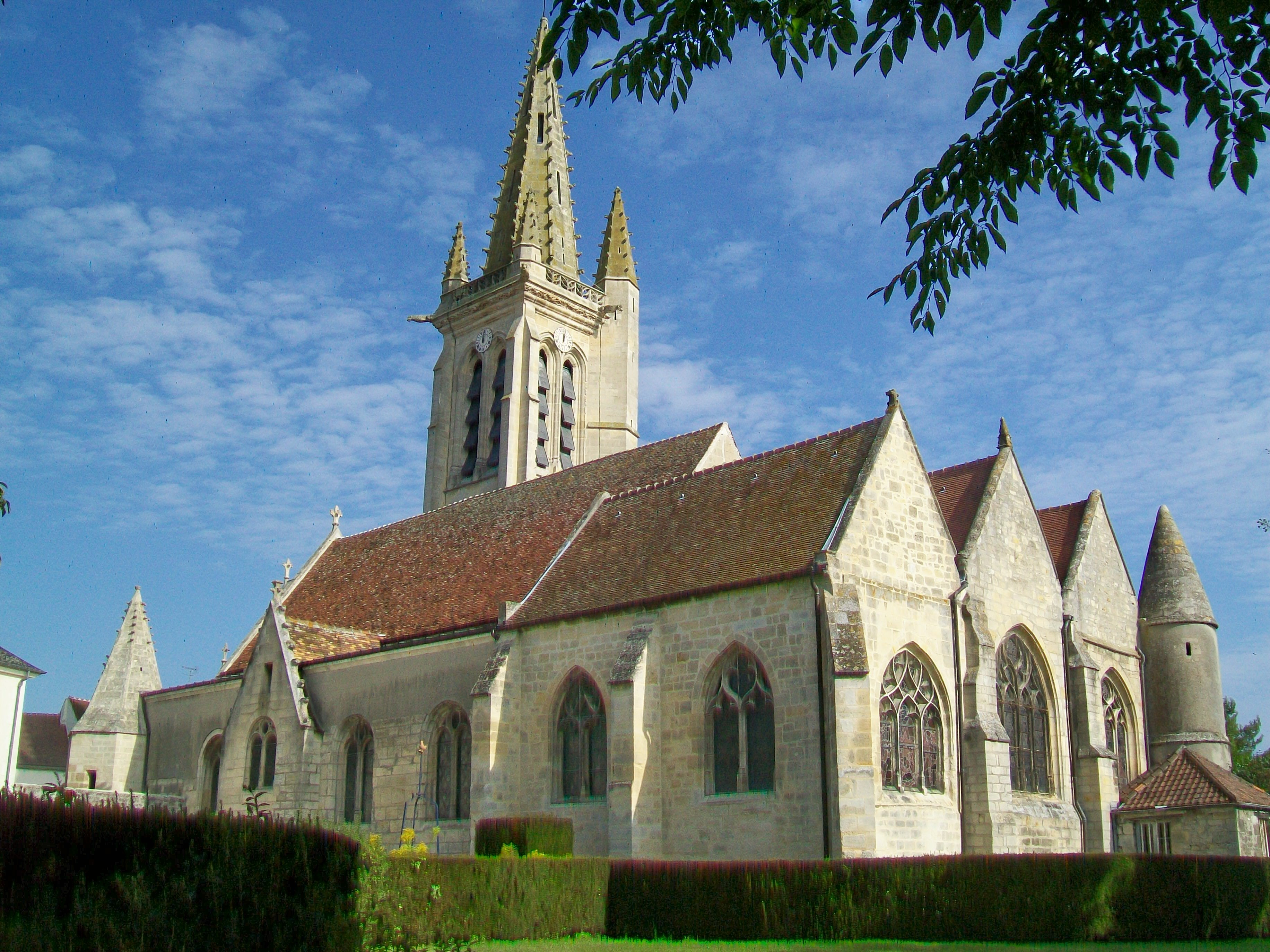
Vue d'ensemble depuis le sud-est.

Seulement une courte portion du mur gouttereau de la nef est visible sous la haute toiture de la nef, et au-dessus du toit en appentis du bas-côté. Étant donné que la pente de ce toit est déjà très faible, on peut difficilement concevoir que la nef aurait pu disposer de fenêtres hautes : souvent les fenêtres ont disparu lors de l'exhaussement des toits des bas-côtés, mais en l'occurrence, ce ne peut pas être le cas. L'extérieur du bas-côté est d'une grande banalité, et il n'y a même pas de contreforts. Le mur est partiellement enduit. La troisième travée comportant le porche présente un pignon, relié au reste du toit par une bâtière. Les rampants du pignon sont garnis de crochets : c'est l'unique décoration dont a bénéficié le bas-côté. À l'instar des deux petits chapiteaux que l'on voit à l'intérieur, les crochets gothiques indiquent que cette troisième travée doit être plus ancienne que les fenêtres en plein cintre, avec leur remplage Renaissance standard.
Le chœur et ses chapelles latérales sont presque aussi sobres, mais le réseau flamboyant des fenêtres apporte un certain effet décoratif. Le voûtement a nécessité la construction de contreforts, mais ils n'ont pas été décorés. Les trois contreforts au sud sont scandés par un faible larmier à mi-hauteur, et se terminent par des glacis. Un seul contrefort, planté de biais, épaule l'angle sud-est. C'est un usage qui n'apparaît qu'à l'approche de la Renaissance, alors que la nature des contreforts évoque la période gothique. Peut-être leur forme est-elle due à l'économie des moyens, qui se traduit également par l'absence d'un larmier au niveau de la naissance des fenêtres, contrairement à l'usage à la période flamboyante, et par l'absence de gargouilles entre les pignons du chevet. À leur intersection, l'on trouve des contreforts de forme irrégulière, qui ont comme point commun l'épaisseur de leur partie inférieure. Le pignon de la chapelle du sud est couronné d'une croix en antéfixe, et le pignon du sanctuaire d'un minuscule clocheton. À l'angle nord-est, une tourelle d'escalier ronde, et coiffée d'un toit de pierre conique, permet d'accéder aux combles de la chapelle du nord. Les combles des trois vaisseaux du chœur sont reliés entre eux par un passage près du pignon oriental de la nef, visible en prenant du recul. La sacristie est un ajout moderne.

## Mobilier

### Sculpture

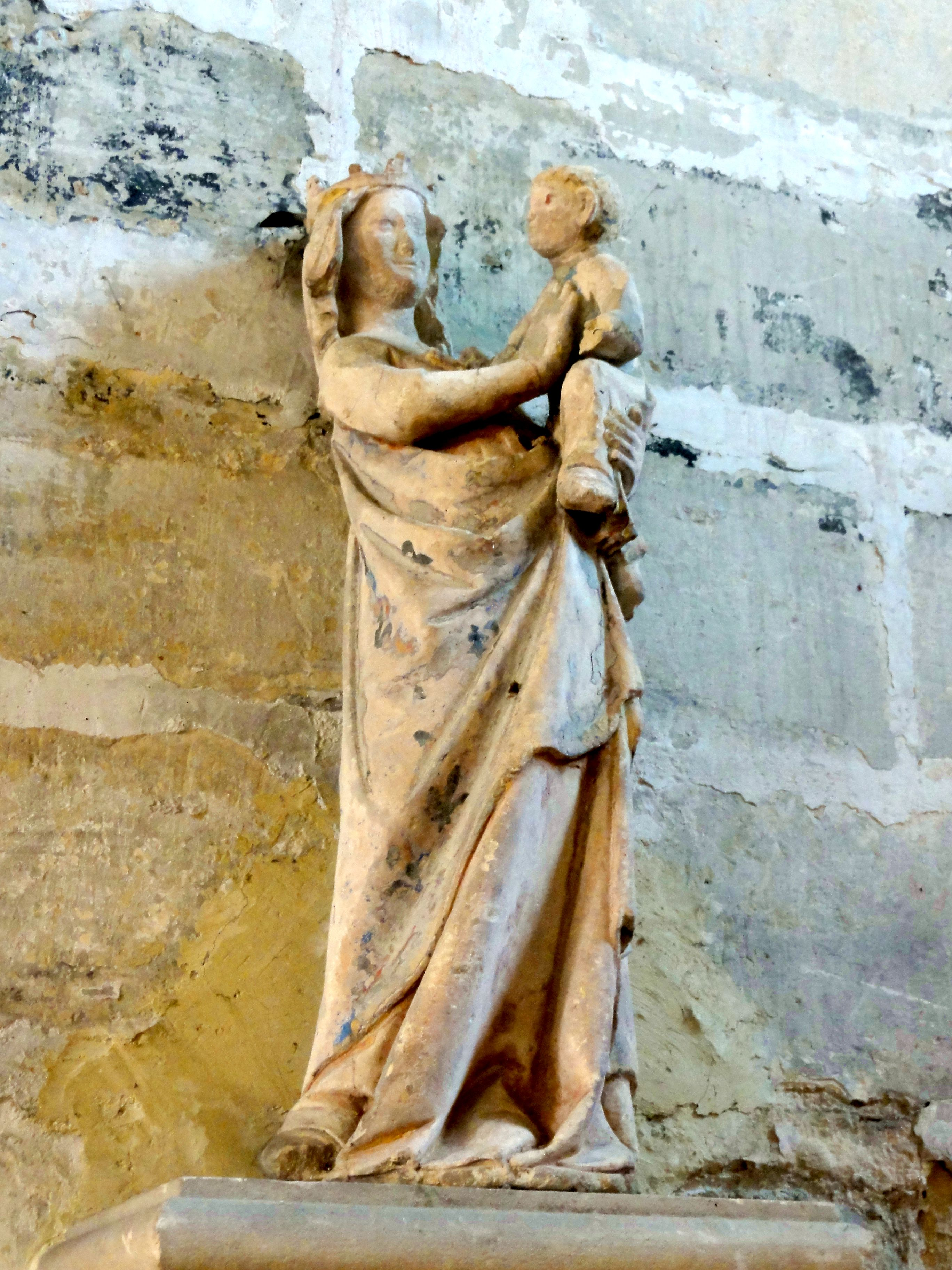
Vierge à l'Enfant.

L'église renferme quinze éléments de mobilier classés monument historique au titre objet. Dix parmi les objets classés sont des statues ou groupes sculptés ; s'y ajoutent la cloche mentionnée ci-dessus, les fonts baptismaux, une stalle, un confessionnal et un vitrail. Les œuvres de sculpture seront présentées en commençant par le clocher, en entrant à gauche, et en continuant par le vaisseau central du chœur, puis la chapelle latérale nord, et enfin la chapelle latérale sud.
- Les fonts baptismaux sous la forme d'une cuve baptismale à infusion, en pierre calcaire, et datant du XIIIe siècle. La cuve ovale carénoïde est taillée dans un seul bloc de pierre, tandis que le socle octogonal est appareillé. Selon le dossier de classement, il serait moderne. L'œuvre a été restaurée et les joints ont été refaits. Ceci n'enlève rien à l'authenticité de la cuve, dont la partie supérieure est moulurée d'un bandeau biseauté, d'un tore et d'une large gorge, où se profilent, à intervalles réguliers, des fleurs à cinq pétales en bas-relief. Le décor est complété par une grande fleur au milieu de la cuve, une devant et une derrière. Ces fleurs ont cinq grands pétales, dont celui situé en bas s'écrase sur le socle, et quatre petits pétales en arrière-plan, dans les intervalles des grands pétales. Les fonts ont été classés en 1912[23].
- La statuette en pierre calcaire de la Vierge à l'Enfant, haute de 88 cm et datant du milieu du XIIIe siècle. Elle est sculptée en ronde-bosse, mais le revers est seulement ébauché. La similitude avec la Vierge en ivoire de la Sainte-Chapelle, conservée au musée du Louvre, a servi de repère pour la datation. La mère se tient debout, le corps déhanché. Elle est habillée d'un manteau dont les drapés cachent les pieds, et porte un petit voile et une couronne sur la tête. Avec son bras gauche, la Vierge porte l'Enfant Jésus, et avec son bras droit, elle lui caresse le buste tout en le regardant. Vêtu d'une longue tunique, il se redresse comme s'il voulait se tenir debout, et ne prête pas attention à sa mère, regardant droit devant lui. La sculpture a été classée dès 1912[24].
- La poutre de gloire en bois de noyer à l'entrée du chœur, comportant un Christ en croix entre des statuettes de la Vierge et de saint Jean conformément à la tradition, et datant du premier quart du XVIe siècle. Des traces de la polychromie d'origine ont été retrouvées sous la peinture du XVIIIe siècle ou du XIXe siècle, qui simulait la pierre. Depuis, l'ensemble a été restauré. La plupart des poutres de gloire ont été démontées, parfois en raison de leur poids important comme à Agnetz, et souvent, il n'en reste que les statues. C'est aussi le cas de la poutre de gloire de Boran, car une photo de Félix Martin-Sabon montre saint Jean et la Vierge placés sur les petites que l'on voit encore au-dessus des arcades à l'entrée du chœur, et le Christ en croix accroché sur le mur, un peu plus haut[10]. Dans sa forme actuelle, la poutre de gloire est donc une reconstitution, ce qui n'enlève rien à la valeur artistique de l'œuvre. L'expression de la douleur dans le visage du Christ est saisissante. Elle a été classée en 1912[25].
- Une stalle individuelle du dernier quart du XVe siècle, servant de fauteuil de célébrant dans le sanctuaire. C'est probablement une stalle seigneuriale des sires de Keruel, qui s'est toujours trouvée dans cette même église. Le décor taillé dans le bois est particulièrement riche, notamment sur les accotoirs, vers l'extérieur et vers l'intérieur. Seules les parties qui laissent le passage au siège quand il est relevé ou abaissé restent libres. Sur la face de droite, un petit chêne est planté dans des rochers arrondis, et un écu vierge pend sur l'une des branches. Il est susceptible d'avoir été bûché à la Révolution. Sur la face de gauche, la composition générale est analogue, mais l'arbre appartient à une essence différente. Eugène Müller a reconnu le blason des Kerver, qui ont donné le vitrail de la Passion (voir ci-dessous). Peut-être les arbres font référence à des arbres généalogiques. Les appuis-mains sont sculptés de feuillages recourbés sur eux-mêmes. L'intérieur des accotoirs est revêtu de curieuses volutes, ou plutôt tourbillons, au milieu de grosses feuilles frisées. La miséricorde est sculptée d'une tête humaine, large, au visage court, aux cheveux bouclés et aux yeux très enfoncés sous des arcades sourcilières saillantes. La stalle a été classée en 1902. Sa partie inférieure est moderne[26],[8].
- La statue en bois de saint Nicolas de Myre, haute de 130 cm et datant du XVIe siècle. Le saint est vêtu de ses habits épiscopaux, bénissant avec sa main droite, alors que sa main droite tenait probablement la crosse épiscopale. En bas à gauche, figure le baquet avec les trois enfants qu'il aurait ressuscités, après qu'ils avaient été tués et découpés par un boucher (en réalité, les personnes ressuscitées par le saint évêque sont trois officiers de l'empereur Constantin, qui avaient été accusés à tort de trahison). La sculpture a été entièrement enduite puis repeinte, et s'éloigne donc assez de son état d'origine. La main gauche du saint est cassée. Les deux bras de l'un des enfants sont cassés et sa cuisse est endommagée. La statue a été classée en 1912. Sa place traditionnelle était dans le collatéral nord, qui était la chapelle de la confrérie de bateliers Saint-Nicolas avant de devenir la chapelle Saint-Vaast avant le milieu du XIXe siècle. Aujourd'hui, la statue est placée à droite du chevet, et une statue de saint Pierre lui fait face, à gauche du chevet. Bien qu'étant de la même facture, elle est la seule parmi les statues anciennes de l'église qui n'a pas été classée aux monuments historiques[27],[28].
- La statuette en bois d'un ange sonnant la trompette, haute de 99 cm et datant de la limite XIIIe / XIVe siècle. Par son style, l'ange se rattache à la production francilienne des années 1300, et plus particulièrement à la série d'anges musiciens provenant de la collégiale détruite Saint-Louis de Poissy, et exposés aujourd'hui au musée de Cluny, à Paris. Même la hauteur est identique. L'ange de Boran faisait sans doute partie d'une composition, et ne se présentait pas comme une œuvre indépendante comme aujourd'hui. Classée en 1912, elle a encore longtemps été défigurée par un badigeon grisâtre, mais vient de retrouver sa polychromie ancienne[29].

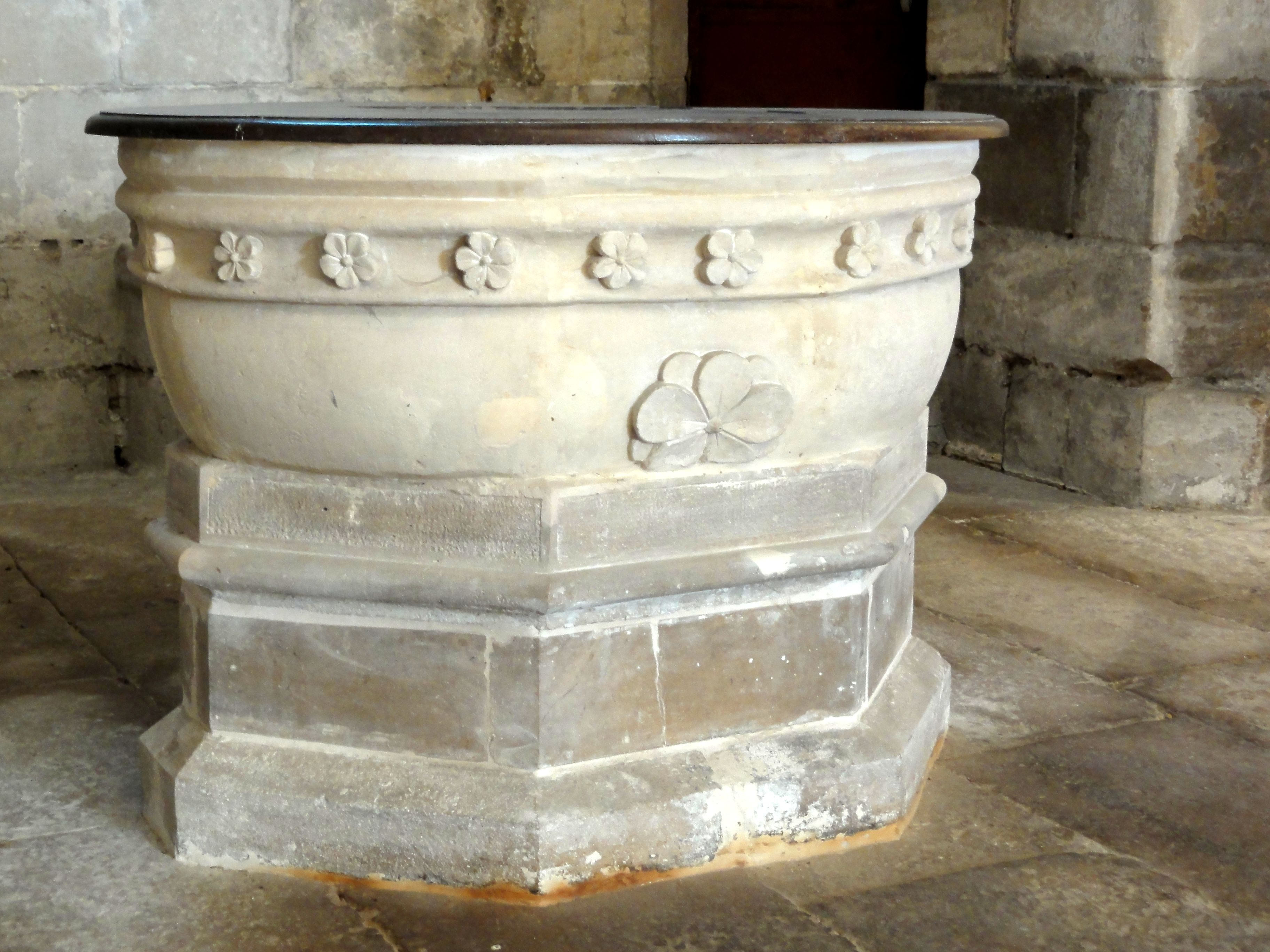
Fonts baptismaux.
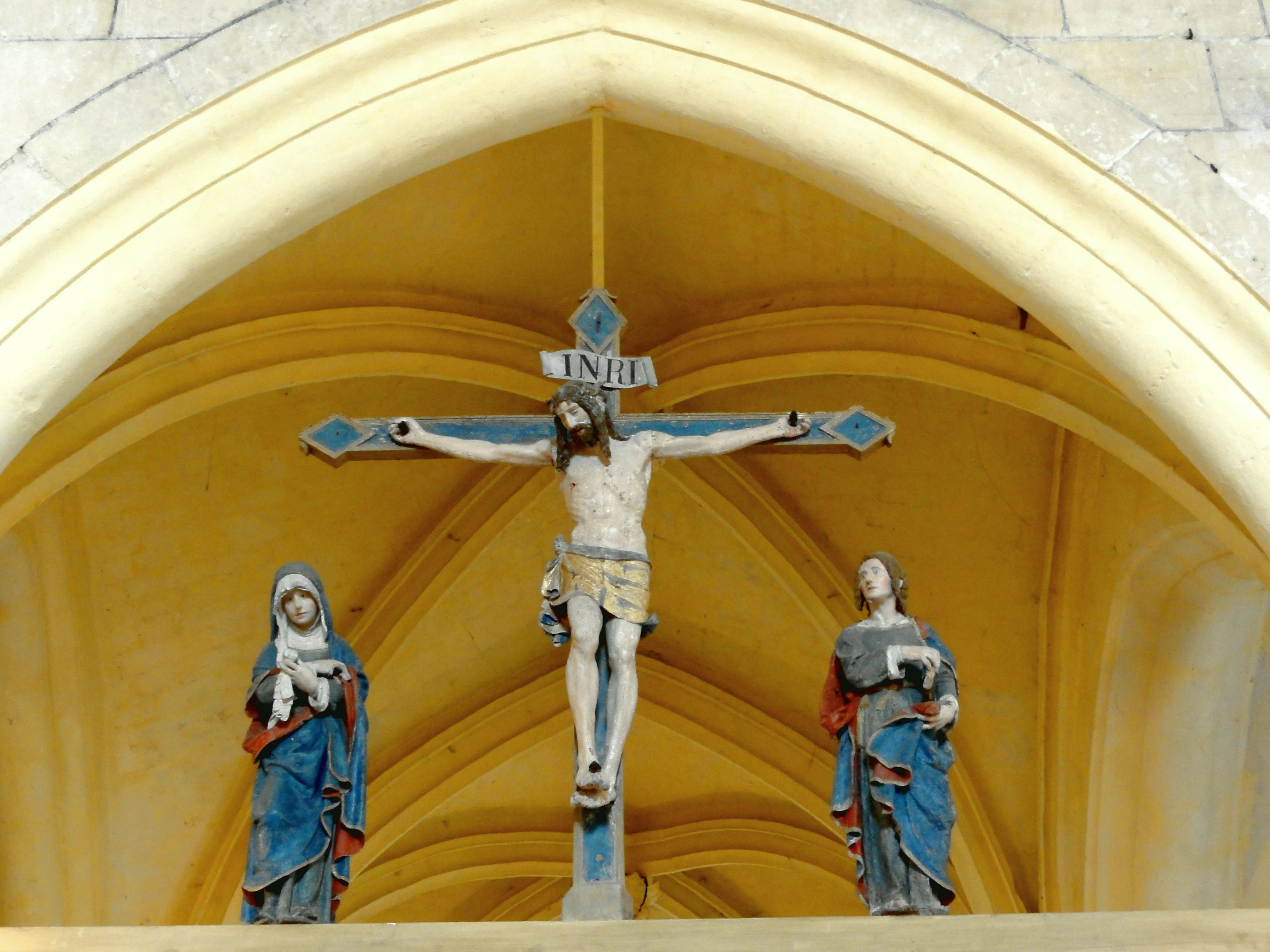
Poutre de gloire.
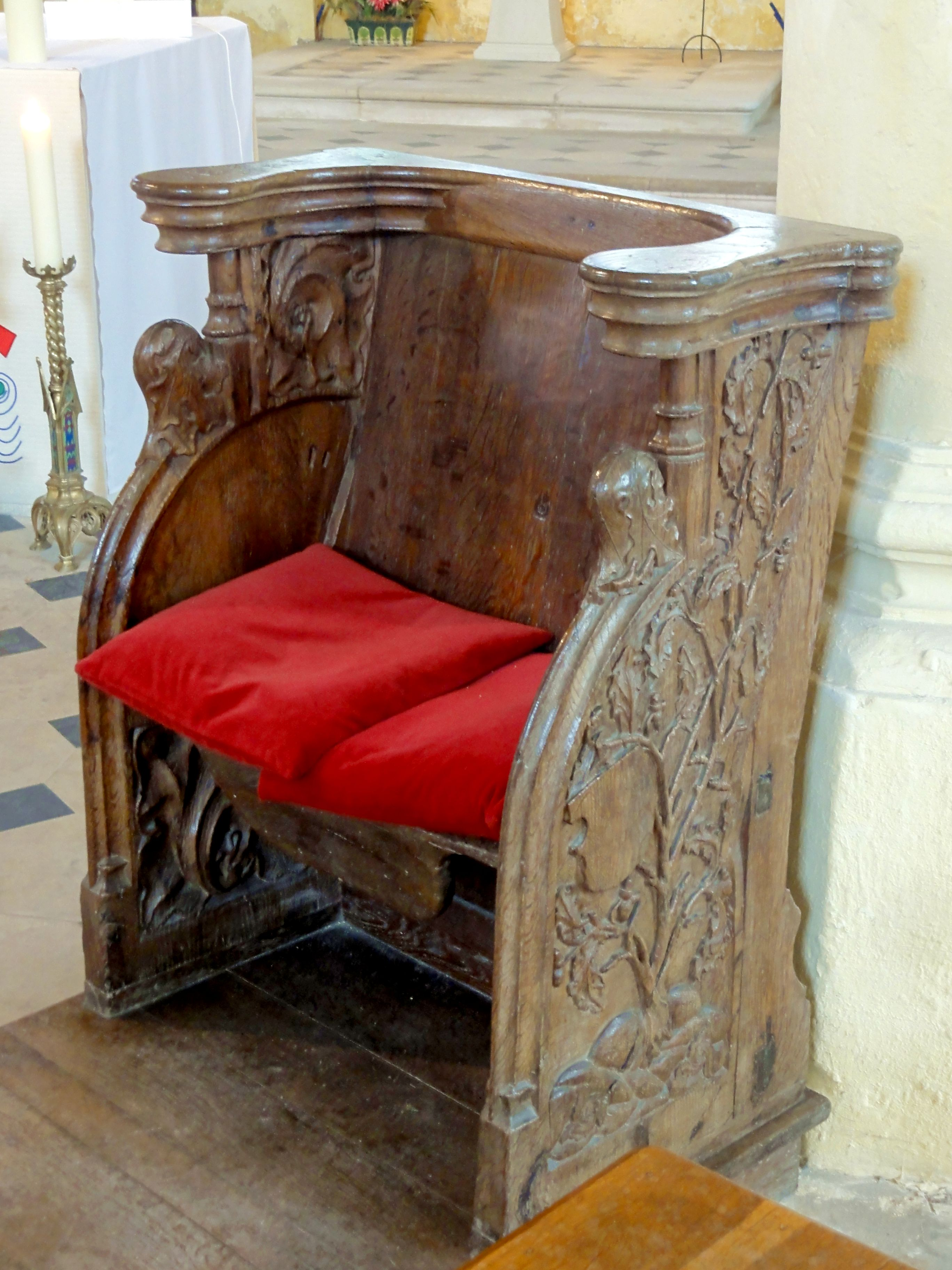
Stalle individuelle.
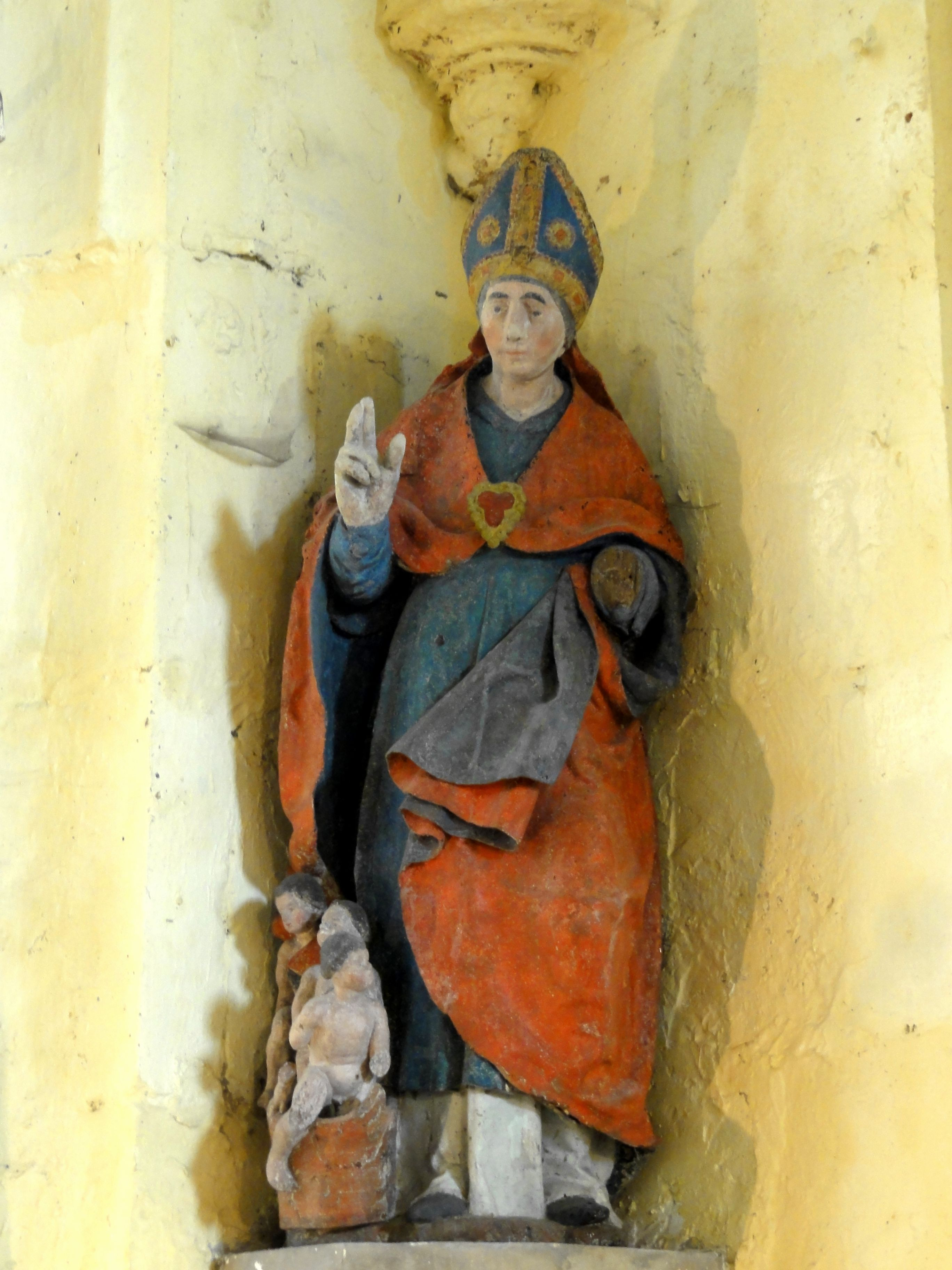
Saint Nicolas.
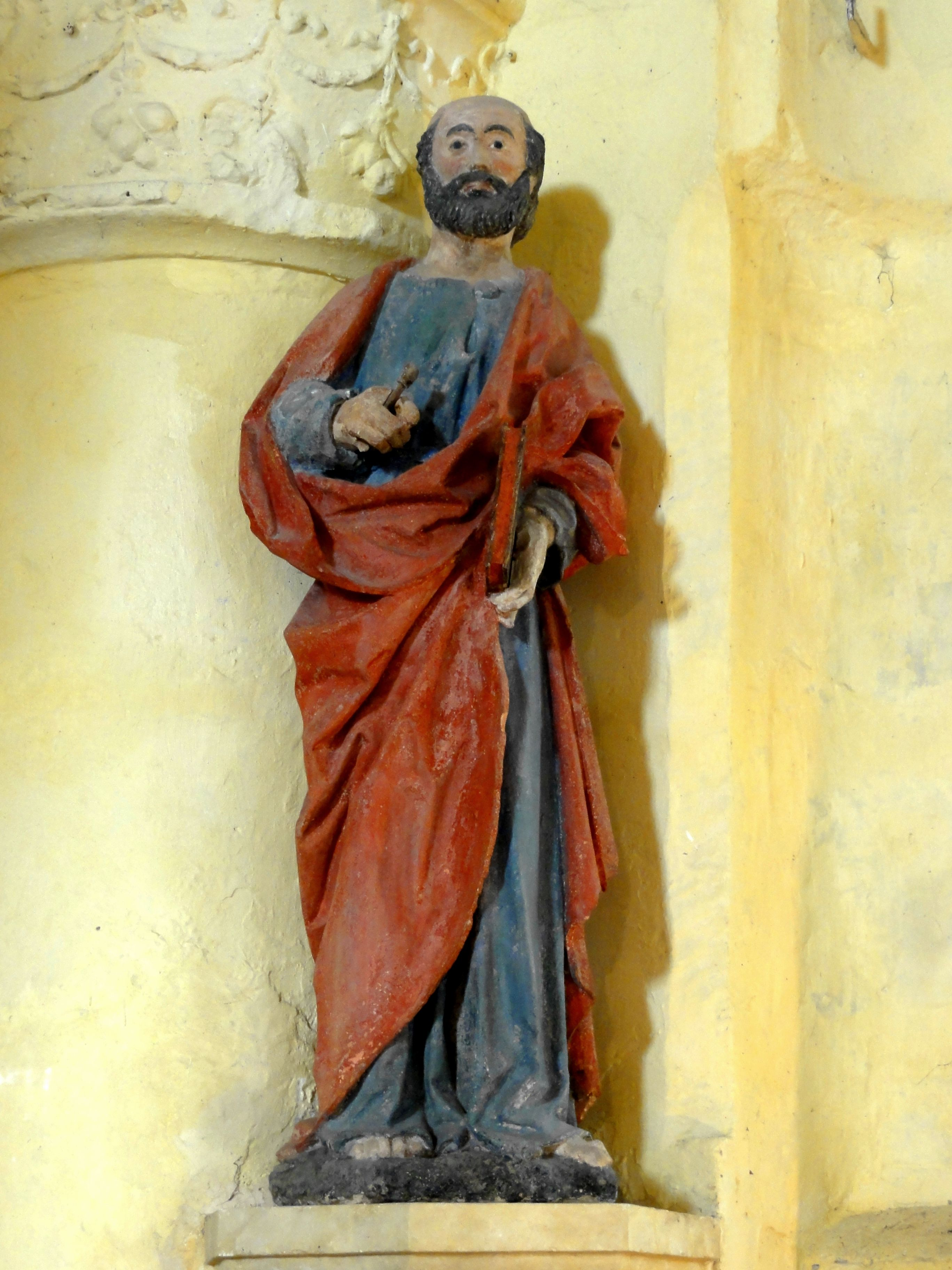
Saint Pierre.
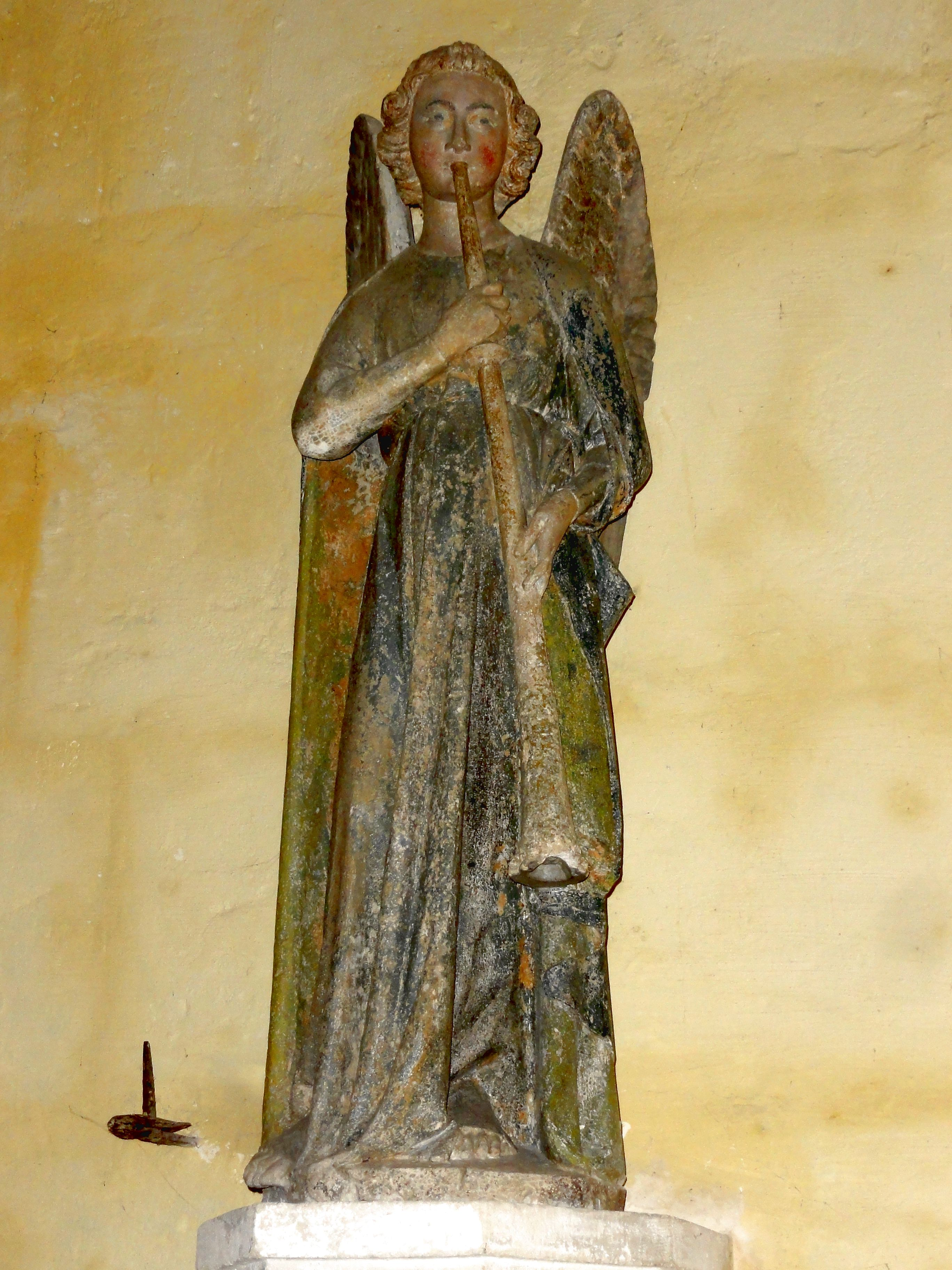
Ange sonnant la trompette.

- Au-dessus de la porte de la sacristie, une console de style Renaissance est décorée de deux feuilles d'acanthe et de deux angelots tenant un plastron arborant le monogramme IHS. La console servait jadis de support à la statue de saint Nicolas décrite ci-dessus (non classée)[28].
- La statuette en pierre de sainte Marguerite d'Antioche, haute de 77 cm et datant du XVIe siècle. Un petit dragon se tient devant ses pieds et commence à happer un pan de son vêtement, alors que ses ailes se déploient devant et derrière les pieds de la sainte, et que sa queue s'enroule autour d'elle et remonte jusqu'aux hanches. Mais sainte Marguerite reste imperturbable, les mains jointes pour la prière, et la tête, songeuse, inclinée vers la droite. La statue était anciennement peinte, mais il ne reste que d'infimes traces de sa polychromie. Elle a été classée en 1912[30].
- Le confessionnal en bois taillé et ciré, haut de 218 cm et large de 205 cm, et datant de 1779. Il a été commandé par l'abbé Pierre Brisse, martyr de la Révolution déjà mentionné ci-dessus, et réalisé par le menuisier Antoine Toussaint, de Feuquières, pour un prix de 124 livres. L'inauguration s'est faite le mercredi des Cendres de l'an 1780. Joseph Depoin et Jean Vergnet qualifient le confessionnal de « meuble amusant de style Louis XV rococo ». Le décor se concentre notamment sur la porte centrale, où figurent une coquille, des palmes, des feuillages et des moulurations diverses. Au-dessus, une croix forme le couronnement. Les entrées aux deux loges sont surmontées de coquilles Saint-Jacques. Le confessionnal a été classé en 1912[31],[8].
- La statue en marbre de la Vierge à l'Enfant, haute de 150 cm et datant du premier quart du XVIIe siècle. Elle a été sculptée en ronde-bosse, mais le revers est néanmoins plat, et présente un ancien trou de fixation. Aujourd'hui, la Vierge Marie domine l'autel qui lui est dédié, au chevet de la chapelle du sud. À l'instar de la statuette de la chapelle des fonts baptismaux, de trois siècles plus ancienne, la Vierge est fortement déhanchée, vêtue d'une robe au drapé ample, voilée et couronnée. Son regard vers l'Enfant est plein de tendresse maternelle. Répondant au regard de sa mère, l'Enfant est assis sur le bras gauche de sa mère, qui lui caresse le buste avec son autre main. Tandis que la main gauche de l'Enfant joue avec la manche de la robe de sa mère, sa main droite tient une pomme contre sa jambe droite. Comme particularité, la Vierge foule avec sa sandale de gauche un petit croissant de lune, et un serpent s'apprête à monter le long de sa robe, à droite[32].
- La statuette en bois peint et partiellement dorée de sainte Geneviève de Paris, haute de 62,5 cm et datant du XVIIIe siècle. Elle a été badigeonnée au dernier quart du XVIIIe siècle, ou au XIXe siècle. Le socle est formé de pièces rapportées. La statue a été classée assez récemment, en 2004[33].
- La statuette en bois peint de saint Adrien de Nicomédie, haute de cm et datant du XVe siècle. Elle représente le soldat dans l'armée de Maximien, alors qu'il n'était pas encore converti au christianisme, debout sur un lion censé symboliser son courage. L'église voisine de Blaincourt, qui appartient aujourd'hui à la même paroisse, possède une statue avec la même iconographie. Dans la main gauche, le saint porte une enclume, qui est son attribut ; la main droite manque. La statue avait été recouverte d'un badigeon gris, mais a été restaurée et retrouvée ses couleurs anciennes. Elle a été classée en 1912[34].
- La statue en bois de saint Roch de Montpellier, haute de 84 cm et datant du XVIe siècle. Elle était initialement polychrome, mais a été recouverte d'un badigeon gris à la fin du XVIIIe ou au XIXe siècle. Elle a été également classée en 2004[35] et ne se trouve actuellement pas dans l'église.
- La Pietà ou Vierge de Pitié en pierre peinte, haute de 72 cm et large de 90 cm, datant du XVIe siècle. À la suite de son classement en 2005, elle a été libérée de son badigeon gris et repeinte dans les couleurs d'origine[36].

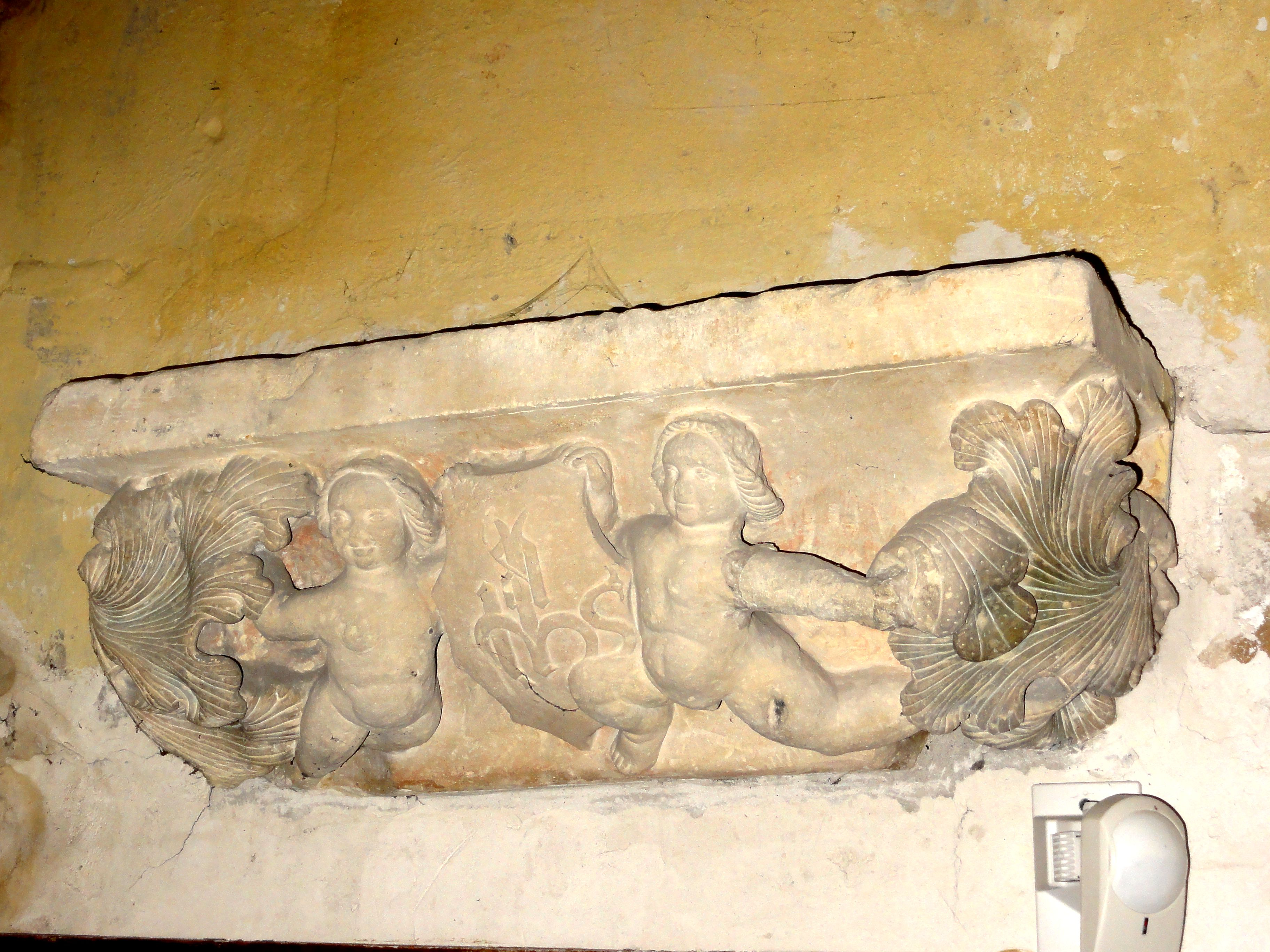
Console Renaissance.
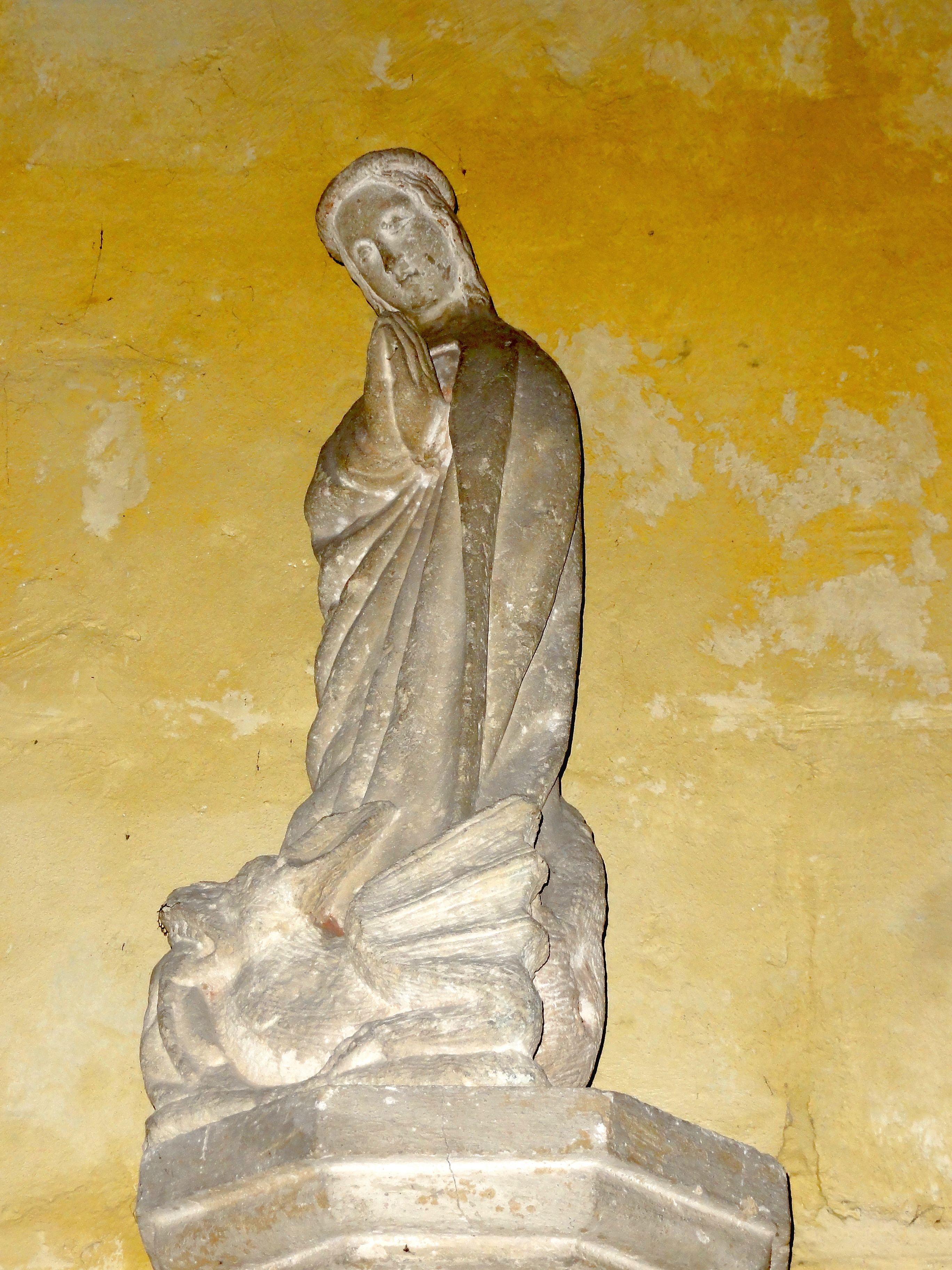
Sainte Marguerite.
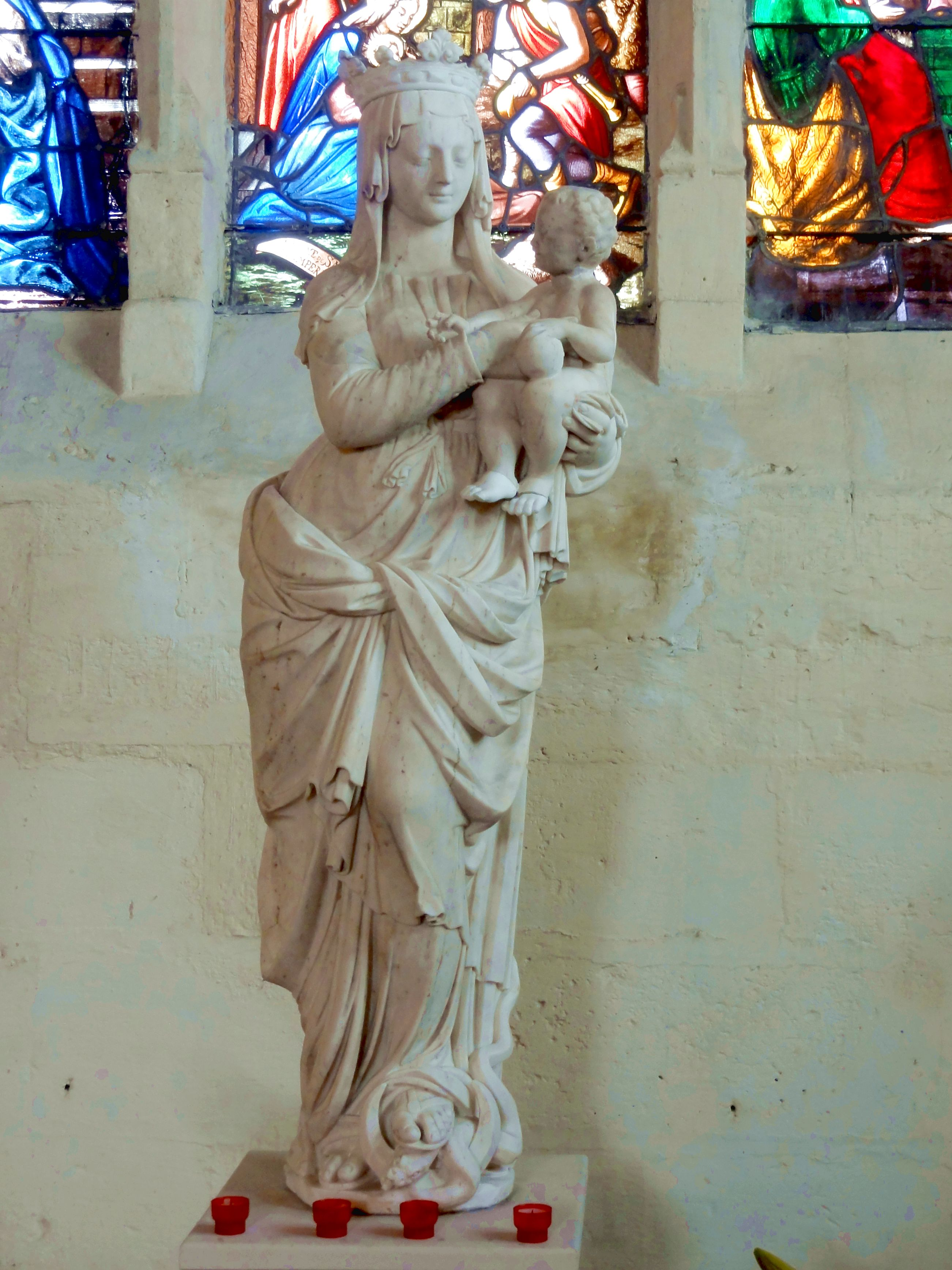
Vierge à l'Enfant.
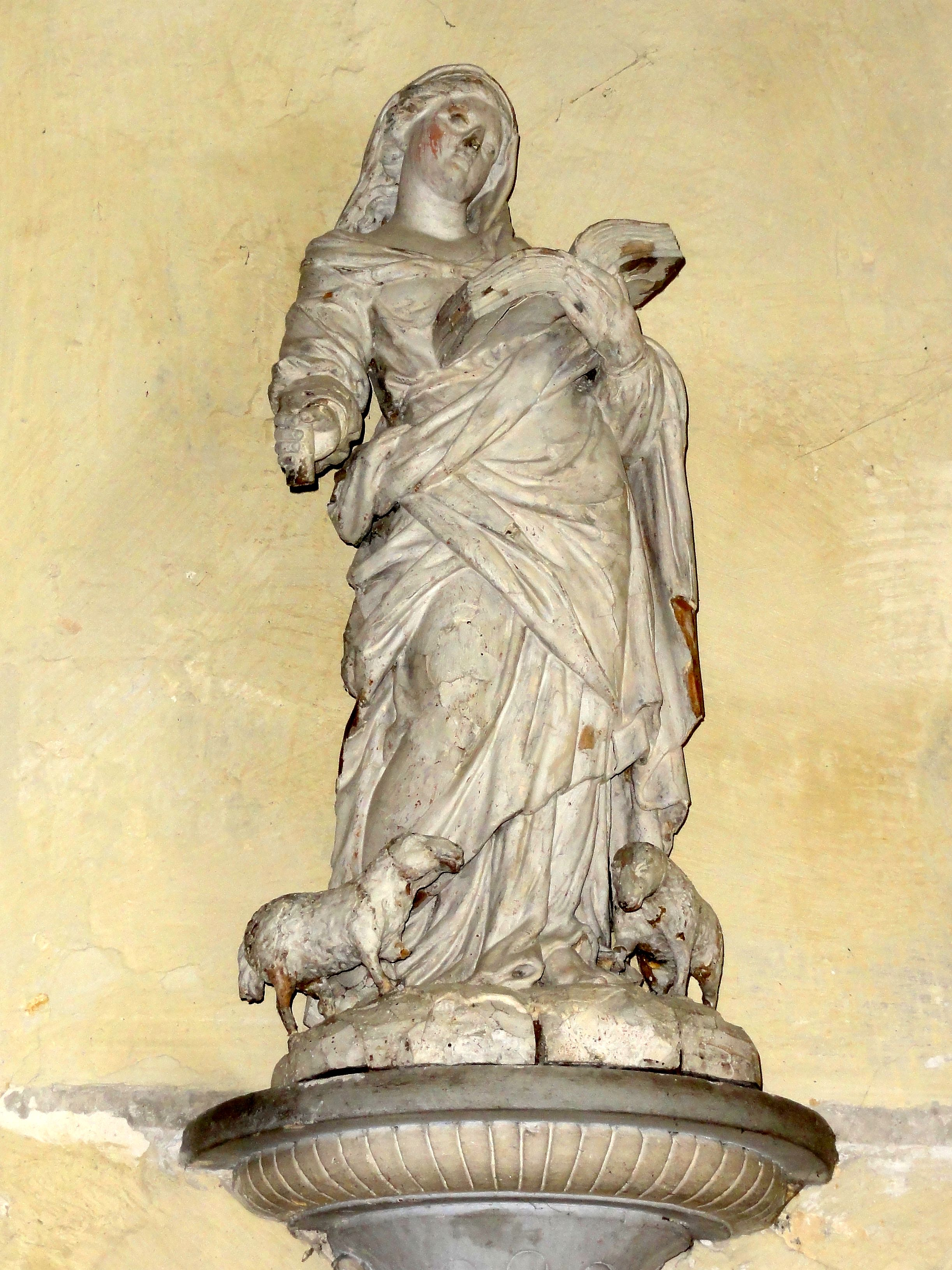
Sainte Geneviève.
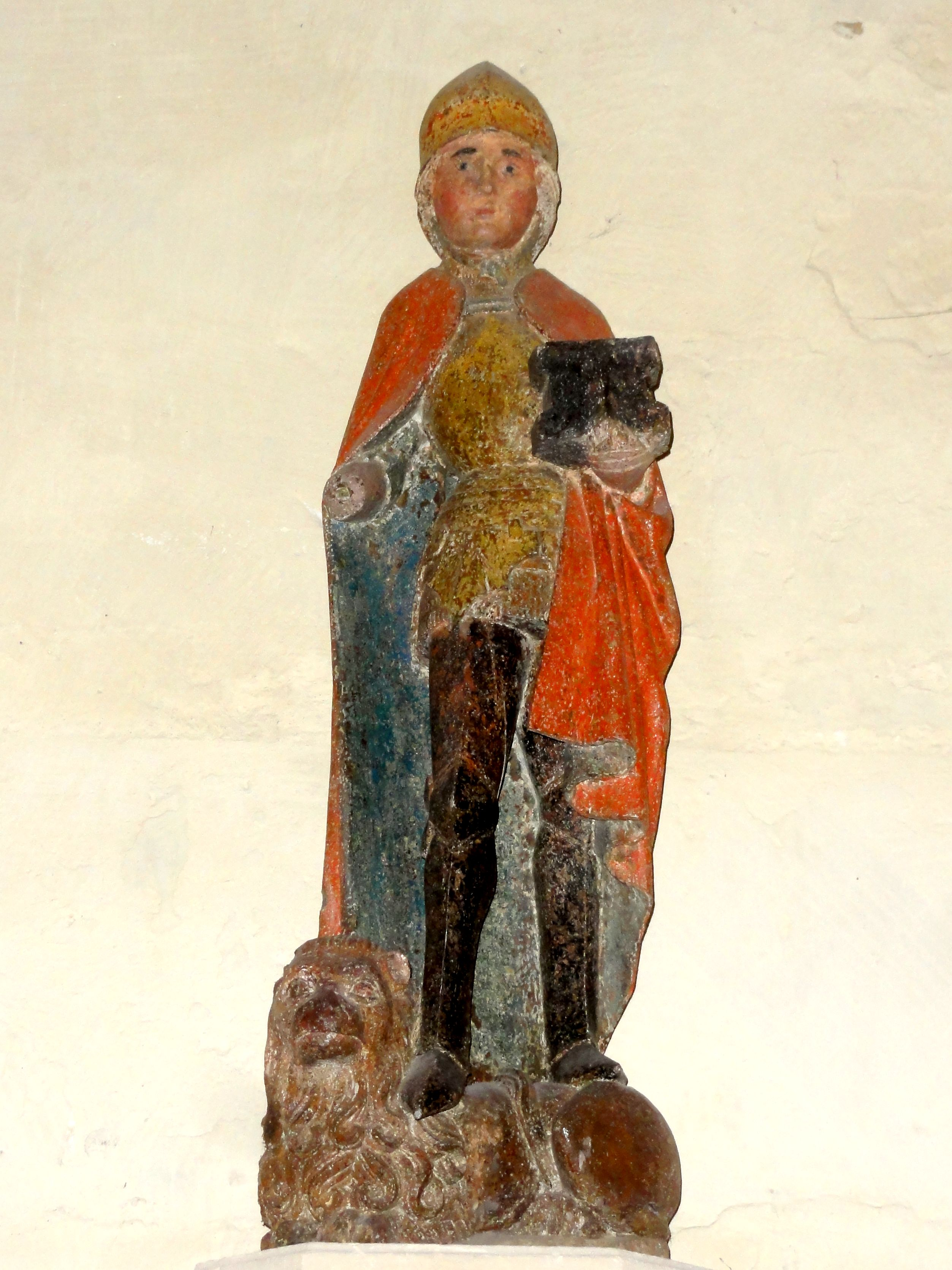
Saint Adrien.
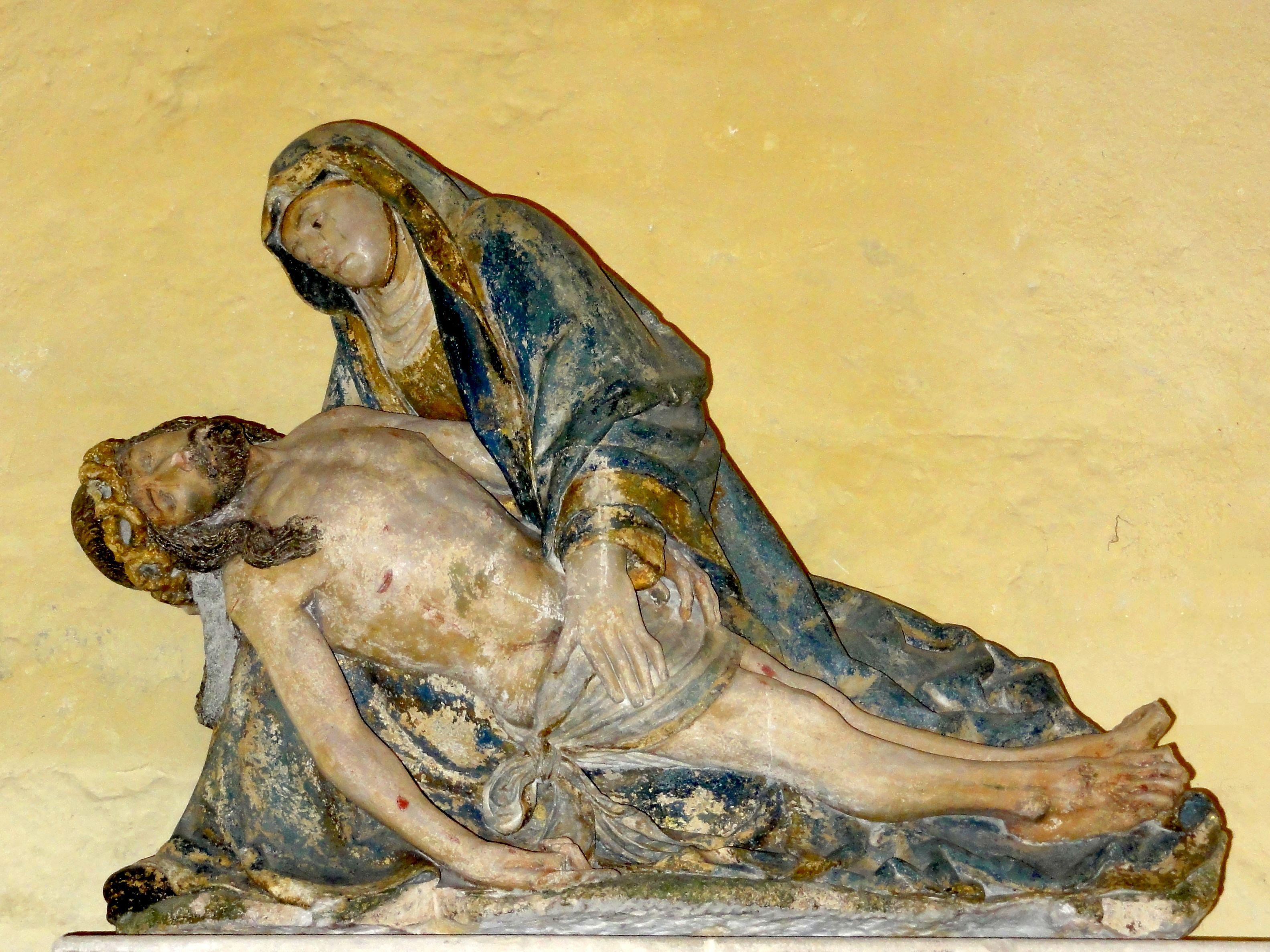
Pietà.

### Vitraux

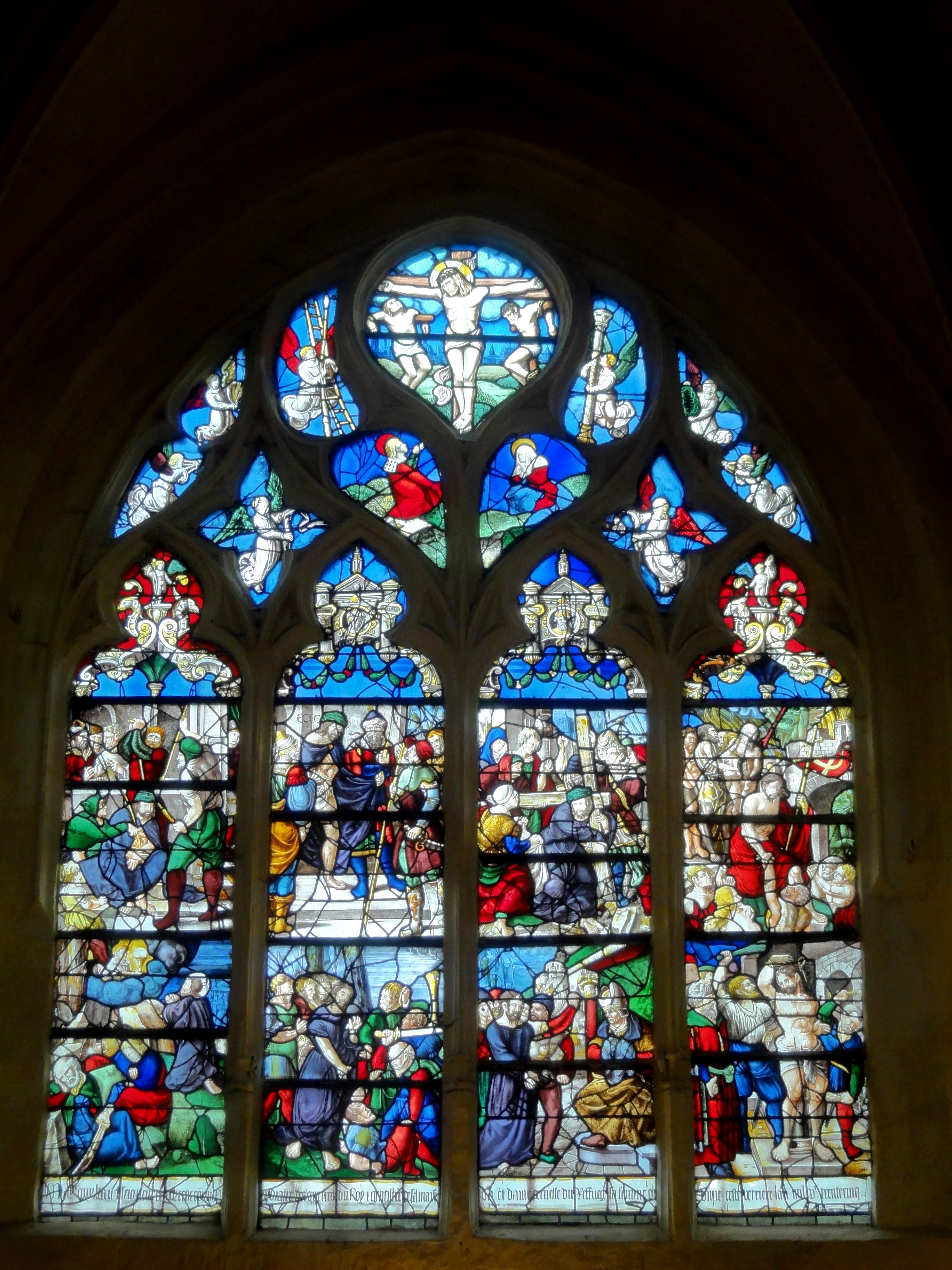
Vitrail de la Passion.

Seule est classée la verrière de la Passion du Christ dans la baie d'axe du chevet, confectionné probablement par l'atelier d'Engrand Leprince à Beauvais, offert en 1535 par Guy Karvel et sa femme. La verrière a été très restaurée en 1860 par la générosité de Charlotte de Sancy, dame d'honneur de l'Impératrice, et elle a beaucoup souffert pendant la Seconde Guerre mondiale. Une étude de 1926 mentionne deux panneaux que l'on cherche aujourd'hui en vain : la Présentation de Jésus au Temple et Jésus devant sainte Véronique, qui lui essuie le visage lors de la montée au Calvaire (sixième station du Chemin de croix traditionnel). Le Christ aux outrages et le Portement de croix, qui sont des scènes centrales de la Passion, sont omises par l'étude. L'on a pensé que ces panneaux proviennent d'autres vitraux de l'église, aujourd'hui disparus, mais une photographie de la période 1870-1900 dans le fonds de la bibliothèque municipale de Senlis montre le vitrail dans sa composition actuelle. En 1899, Eugène Müller avait déjà attiré l'attention sur la présence de sainte Véronique sur le panneau du Portement de croix : on la voit de dos, en bas à gauche, en proposant le suaire au Seigneur. Du reste, le schéma du vitrail que le chanoine publie est tout à fait cohérent avec la configuration actuelle. L'auteur donne l'appréciation suivante de l'œuvre : « le dessin est lourd ; les physionomies tendent au trivial ; la couleur manque de transparence. Bref le peintre cède trop au désir de frapper les yeux par le réalisme ». Joseph Depoin et Jean Vergnet objectent que l'ancienneté du vitrail excuse la médiocrité de certains détails, et estiment que la verrière séduit par son étrange facture et la belle tenue de son ensemble.
La verrière se compose de deux grandes lancettes, recoupées en deux petites lancettes chacune, dont chacune comporte un registre inférieur et un registre supérieur. Il convient de lire de la gauche vers la droite, en commençant par le registre inférieur. Il présente l'agonie au Jardin des oliviers ; l'arrestation du Christ en la compagnie de saint Pierre et Malchus ; Jésus devant Caïphe ; et la Flagellation du Christ. Le registre supérieur montre le Christ aux outrages ; un Ecce homo ; le Portement de croix ; et la Descente aux limbes. Le réseau flamboyant avec de multiples soufflets et mouchettes contient neuf petits vitraux, dont en haut, le tympan avec le Christ en croix entre les deux larrons. En dessous, saint Jean (à gauche) et la Vierge Marie (à droite) déplorent le Christ. Les autres compartiments contiennent des anges avec les instruments de la Passion : la lance et l'échelle, la colonne, les clous et la couronne d'épines.
Les verrières au chevet des deux chapelles latérales ne datent que du XIXe siècle, mais imitent le style des vitraux historiés de la Renaissance. La verrière de la chapelle du nord est consacrée à la vie de saint Vaast, patron de la paroisse, et représente les scènes suivantes : saint Vaast guérit un aveugle, saint Vaast au baptême de Clovis, saint Vaast chasse un ours. Au tympan, des moines, des prêtres et un évêque veillent saint Vaast sur son lit de mort. Ce vitrail a été offert par le gouvernement de Napoléon III sur l'insistance de Mme de Sancy. La verrière de la chapelle du sud relate deux épisodes de première importance pour le Christianisme, à savoir l'Annonciation et la Nativité du Christ, ainsi qu'un événement tiré des évangiles apocryphes, la Présentation de Marie au Temple. Elle a été offerte par Madame de Sancy de Parabère (une comtesse de Parabère avait acquise la seigneurie de Boran en 1719). Les autres vitraux ne sont pas figurés, à l'exception toutefois de certains tympans au nord.

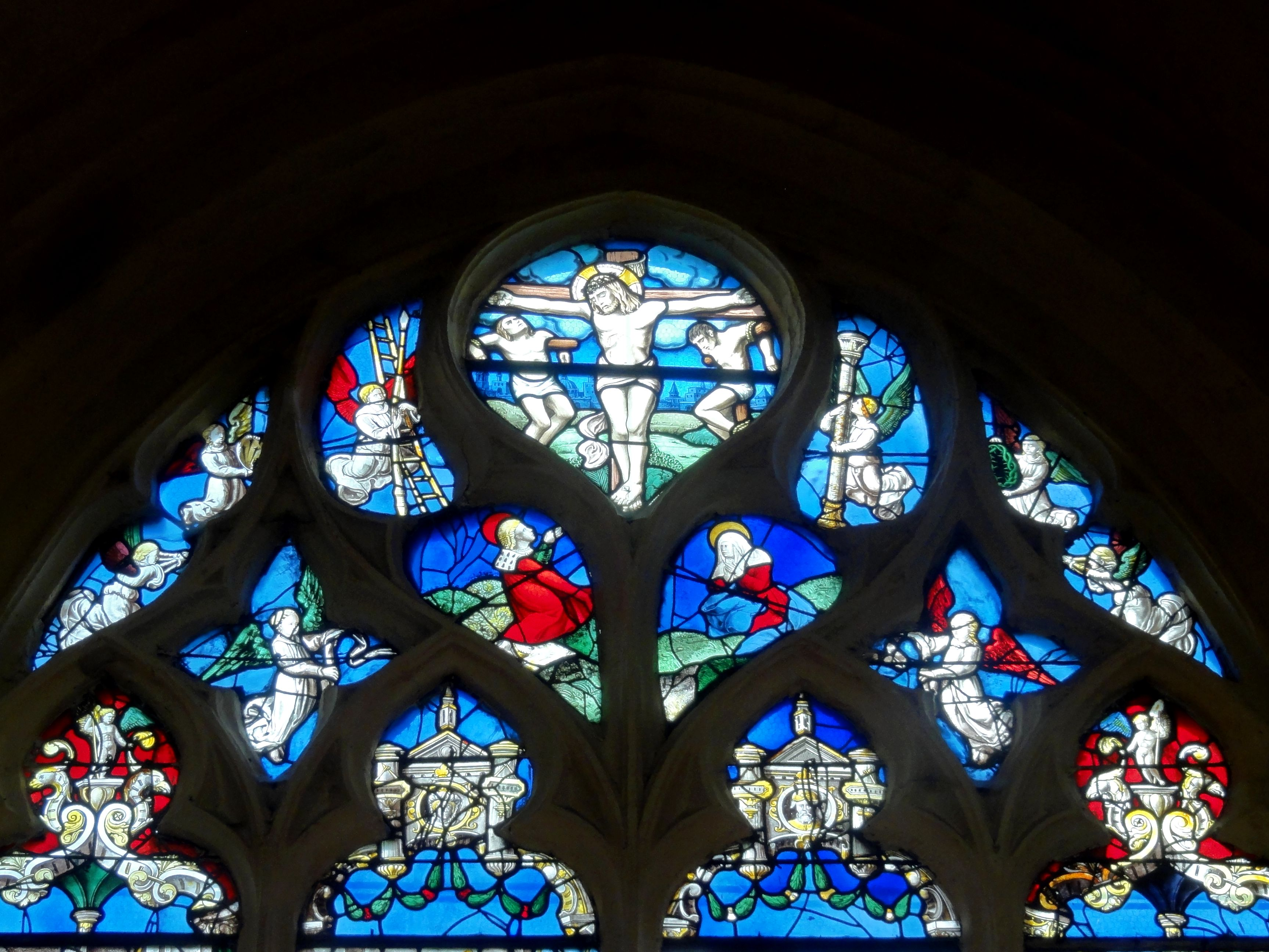
Vitrail de la Passion, tympan.
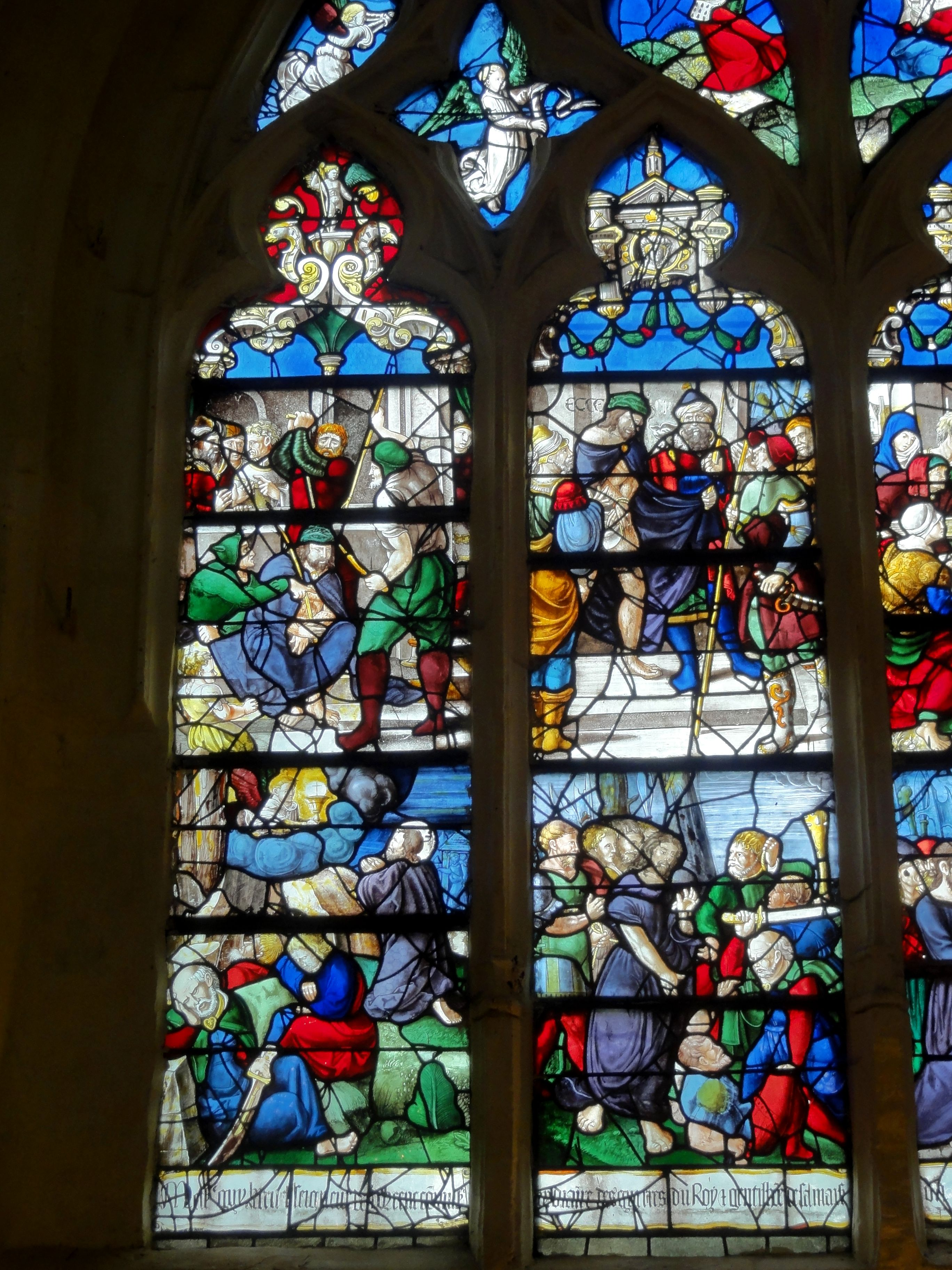
Vitrail de la Passion, lancettes de gauche.
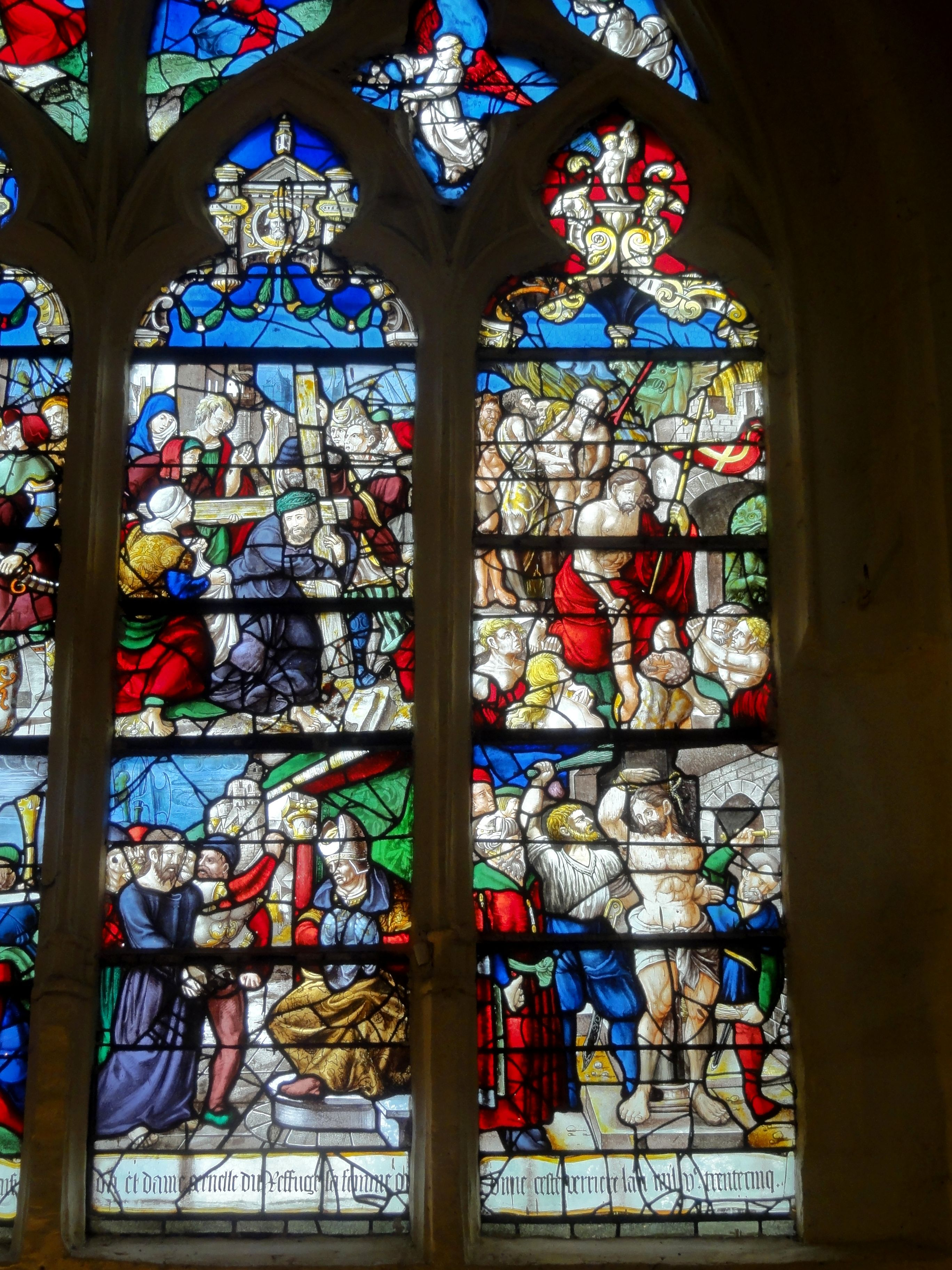
Vitrail de la Passion, lancettes de droite.
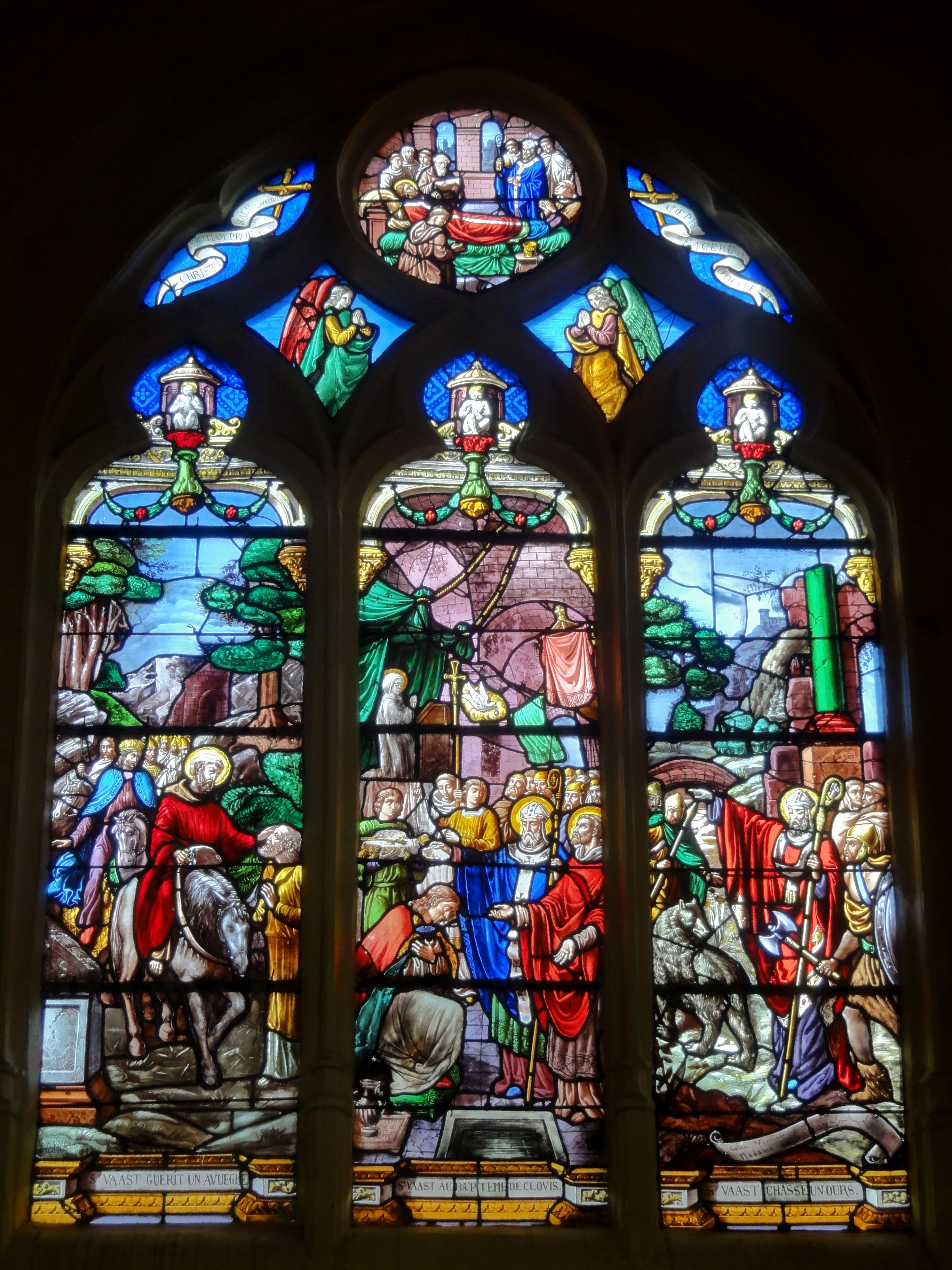
Vitrail de saint Vaast.
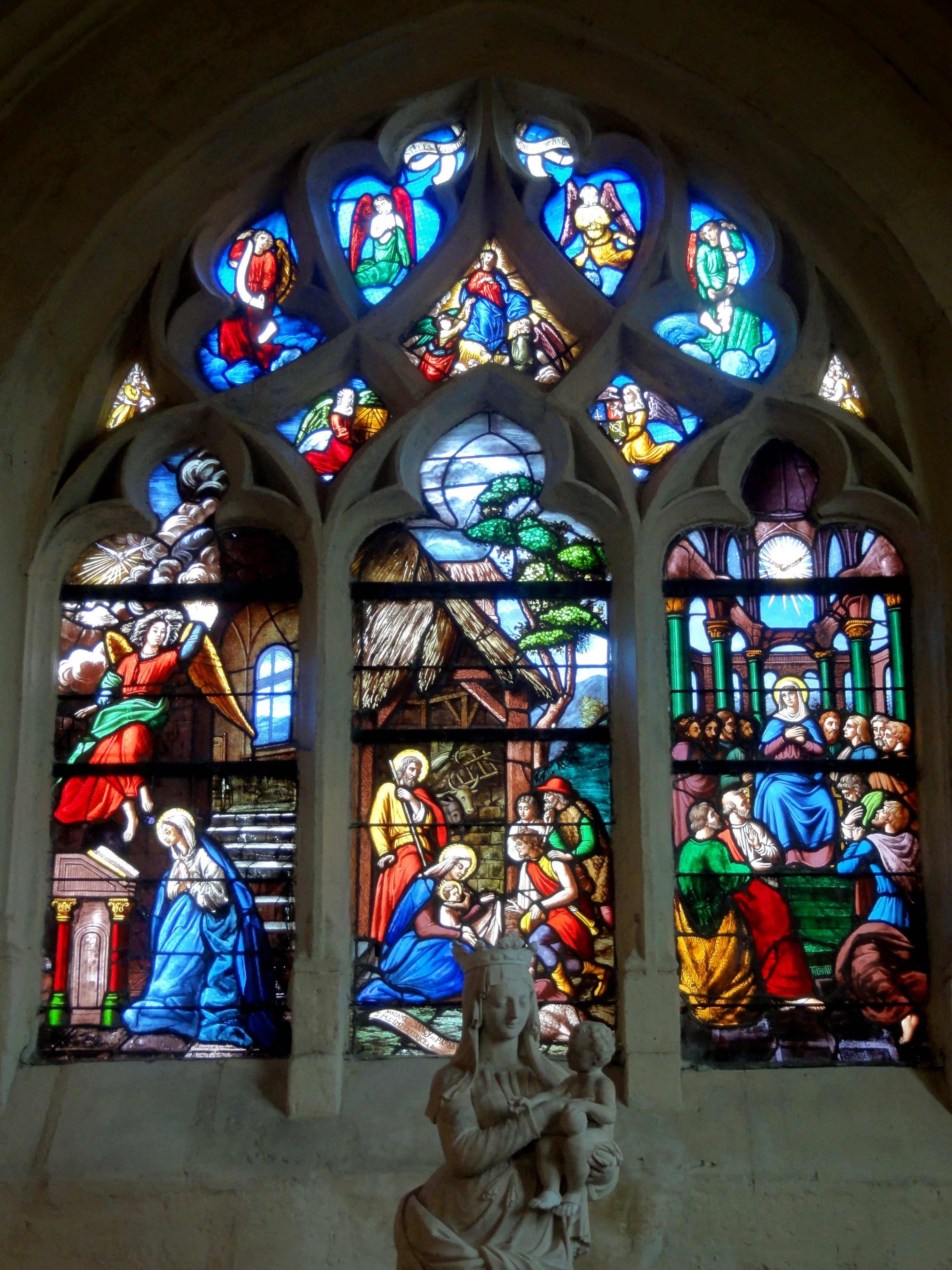
Vitrail de la vie du Christ.
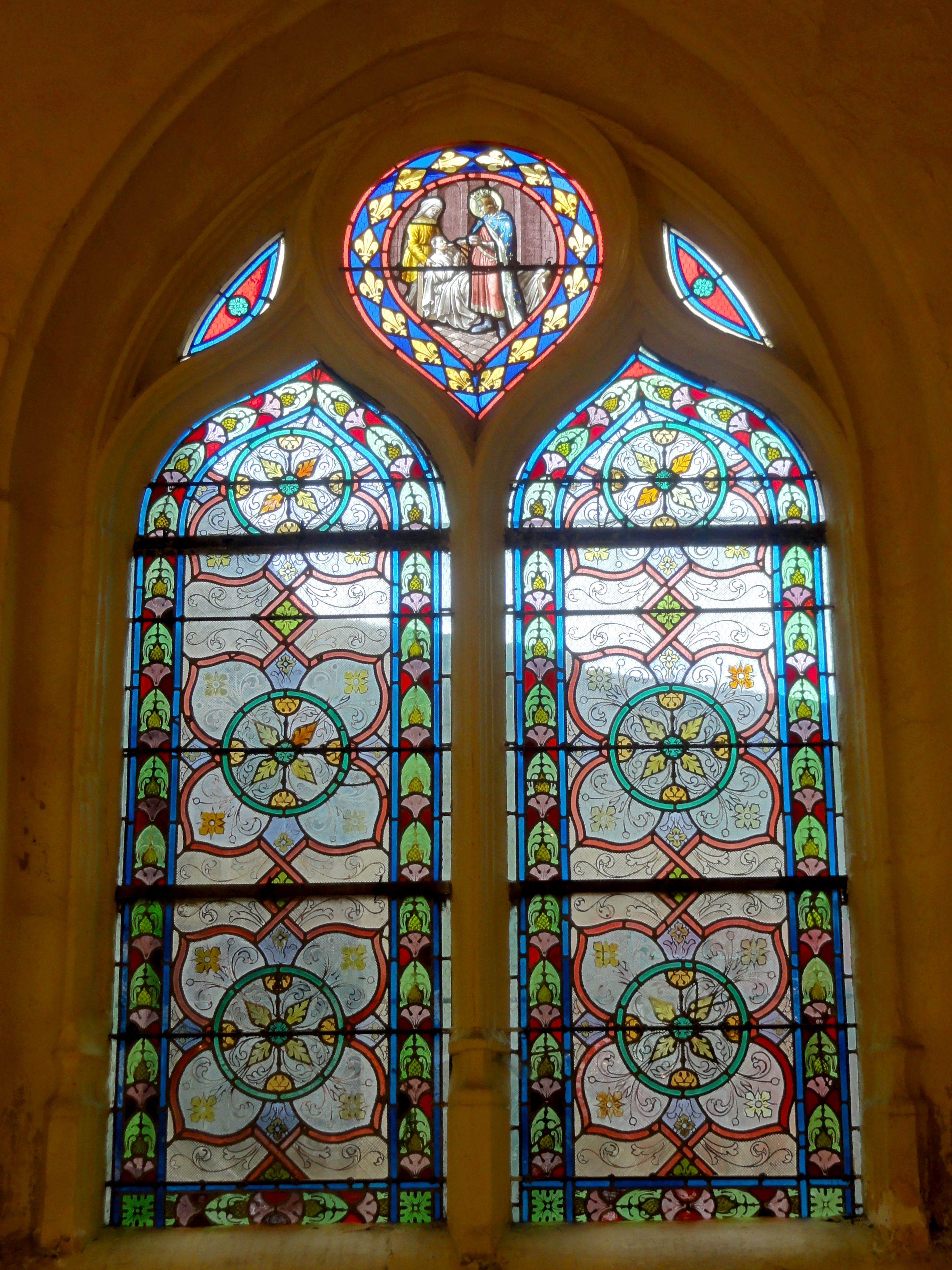
Vitrail du bas-côté nord.

### Pierres tombales et inscriptions
Dix-sept pierres tombales sont scellées dans le sol de l'église. Elles ont été usées sous les pas des fidèles au cours des siècles, mais Joseph Depoin et Jean Vergnet sont encore parvenus à déchiffrer les inscriptions de dix d'entre elles, avec seulement de courtes lacunes. La dalle funéraire la plus ancienne demeurant en grande partie lisible est de 1569 ; la plus jeune est de 1747. Les plus anciennes dalles sont à effigies gravées et montrent des seigneurs et leurs époux dans les costumes de leur temps sous des arcatures décoratives. D'autres dalles funéraires sont plus récentes (XVIIe / XVIIIe siècle) et sont entièrement recouvertes d'inscriptions. Certaines sont en même temps des plaques de fondation de messes, qui reprennent les vœux testamentaires des défunts, et rappellent les legs laissés à la paroisse. Une plaque de fondation était scellée dans un support sculpté monté sur un pilier, mais seul reste le support décoré de deux têtes de chérubin. Au XVIIIe siècle, l'on se contente parfois de petites dalles carrées, avec les inscriptions gravées en diagonal. Onze pierres tombales proviennent du prieuré Saint-Martin de Boran. Ce fut un prieuré de bénédictines, dont l'église a été démolie à la Révolution. Les pierres tombales du prieuré sont concentrées dans le bas-côté sud, et se caractérisent généralement par la sobriété qui est de mise pour les membres des ordres religieux. Celle de Marguerite de Bryois dite de Saint-Maur, remarquée par Eugène Müller, est néanmoins ornée des armes de cette sous-prieure. Aucune des dalles funéraires n'est classée,,.

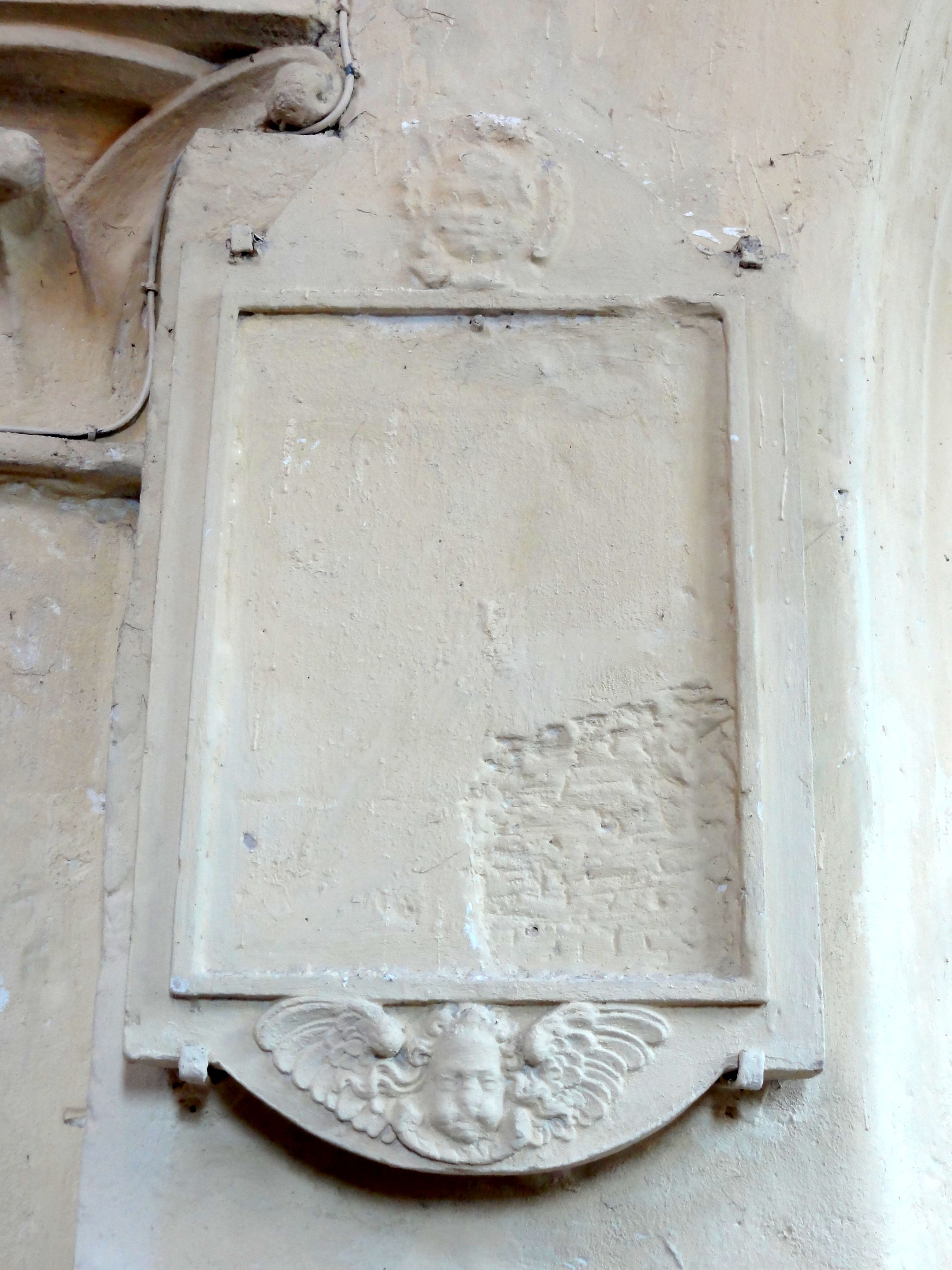
Support d'une plaque de fondation disparue.
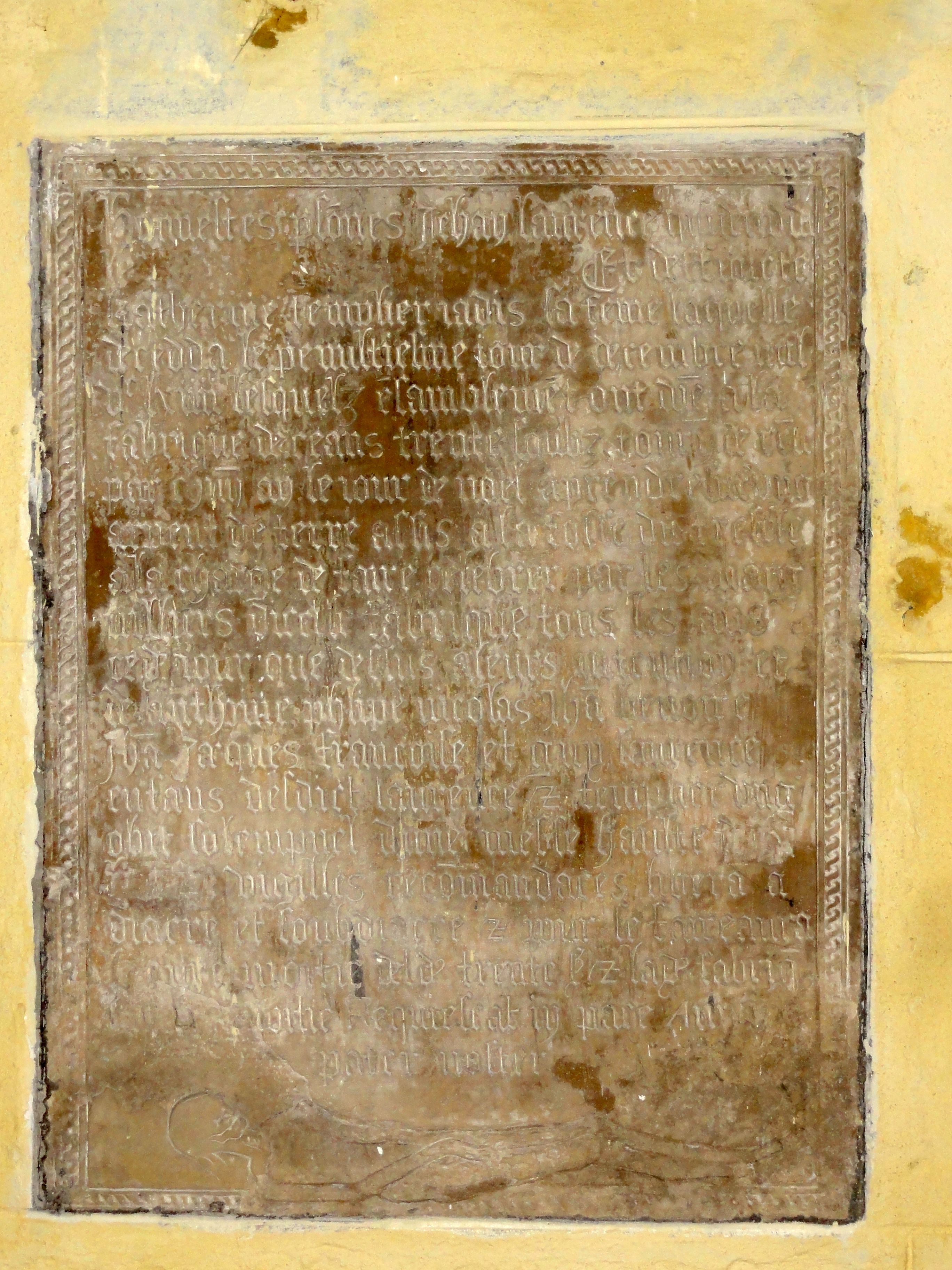
Plaque de fondation.
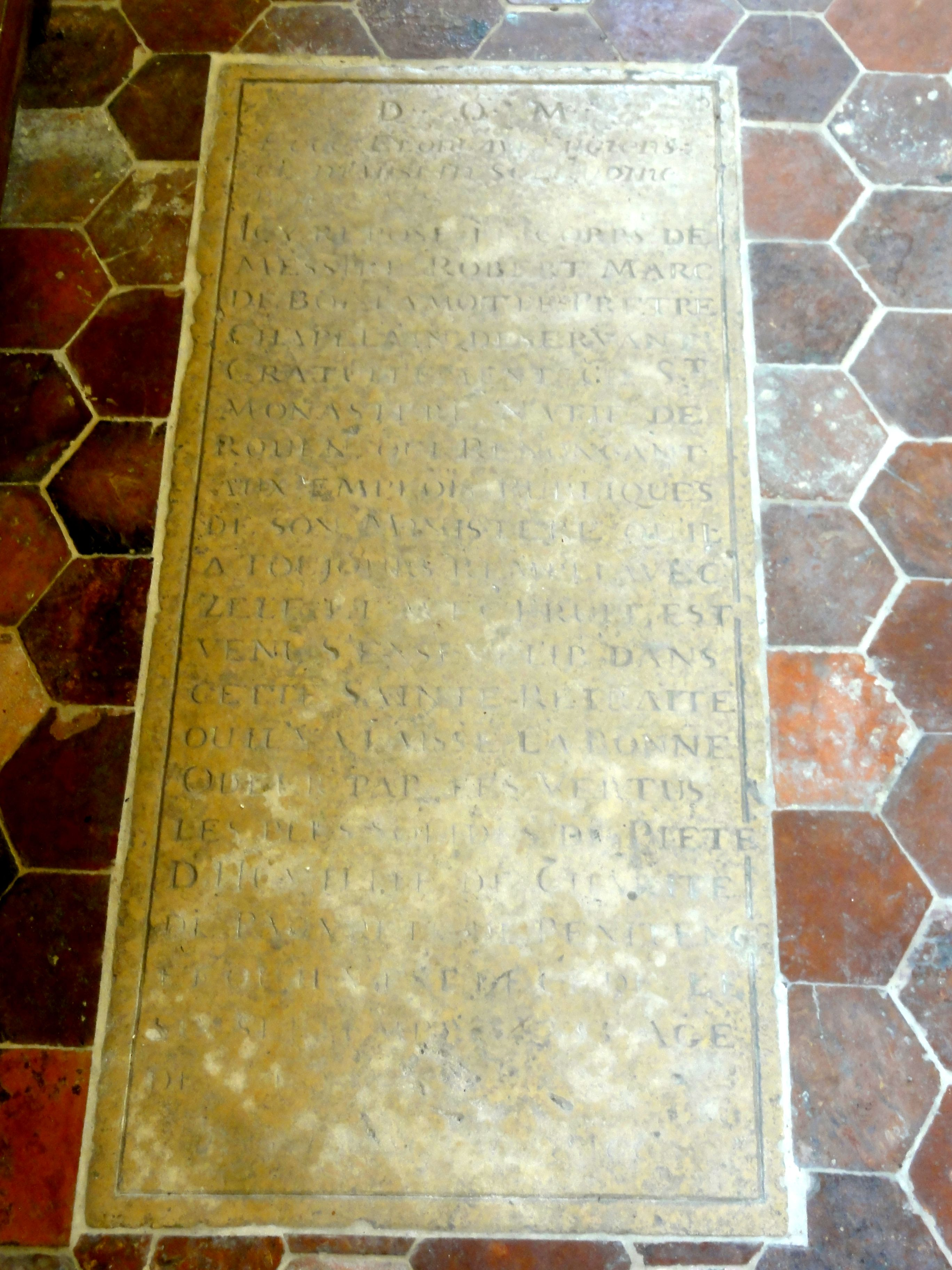
Pierre tombale d'un curé.
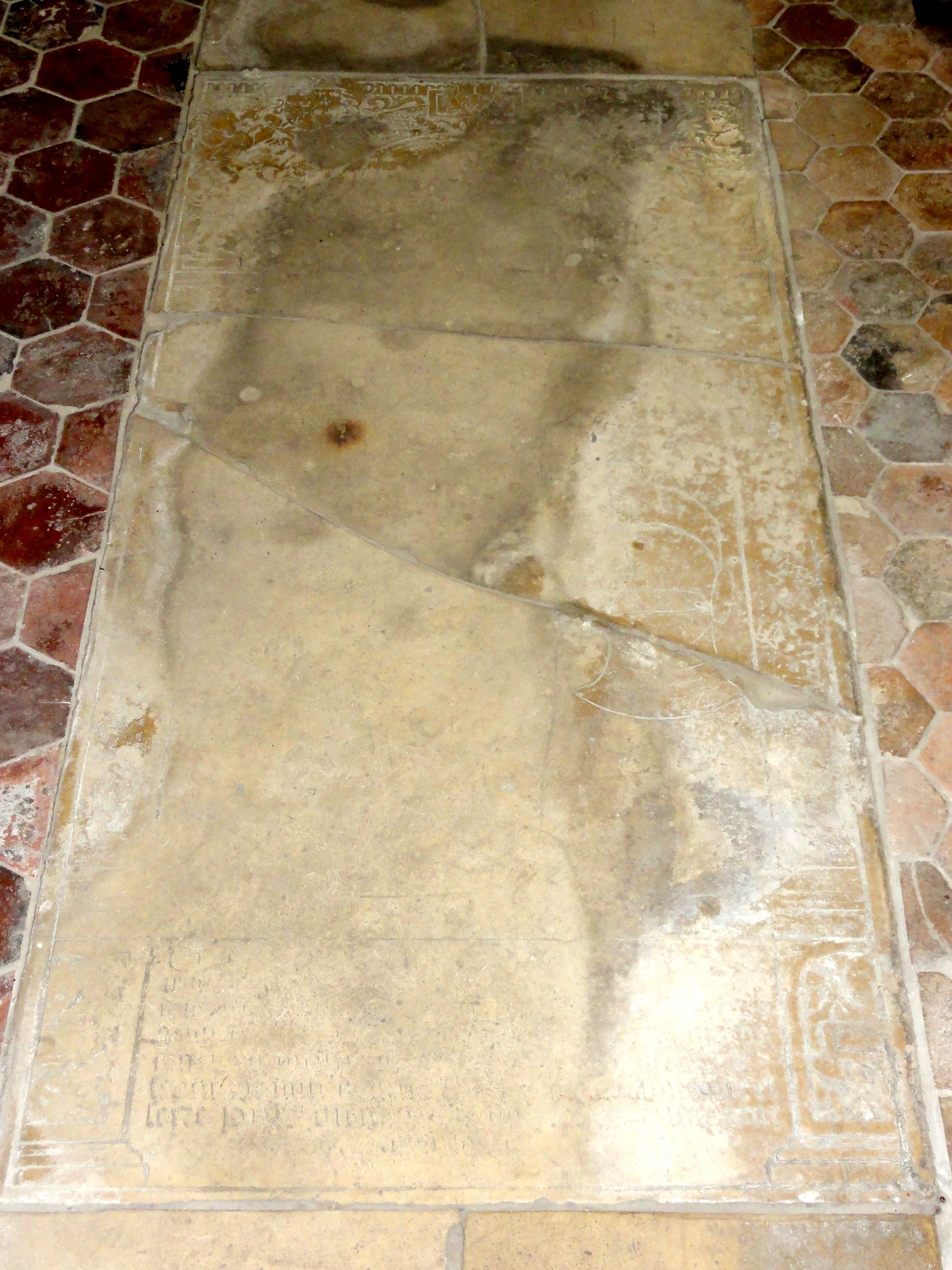
Dalle funéraire effacée d'un couple de seigneurs.
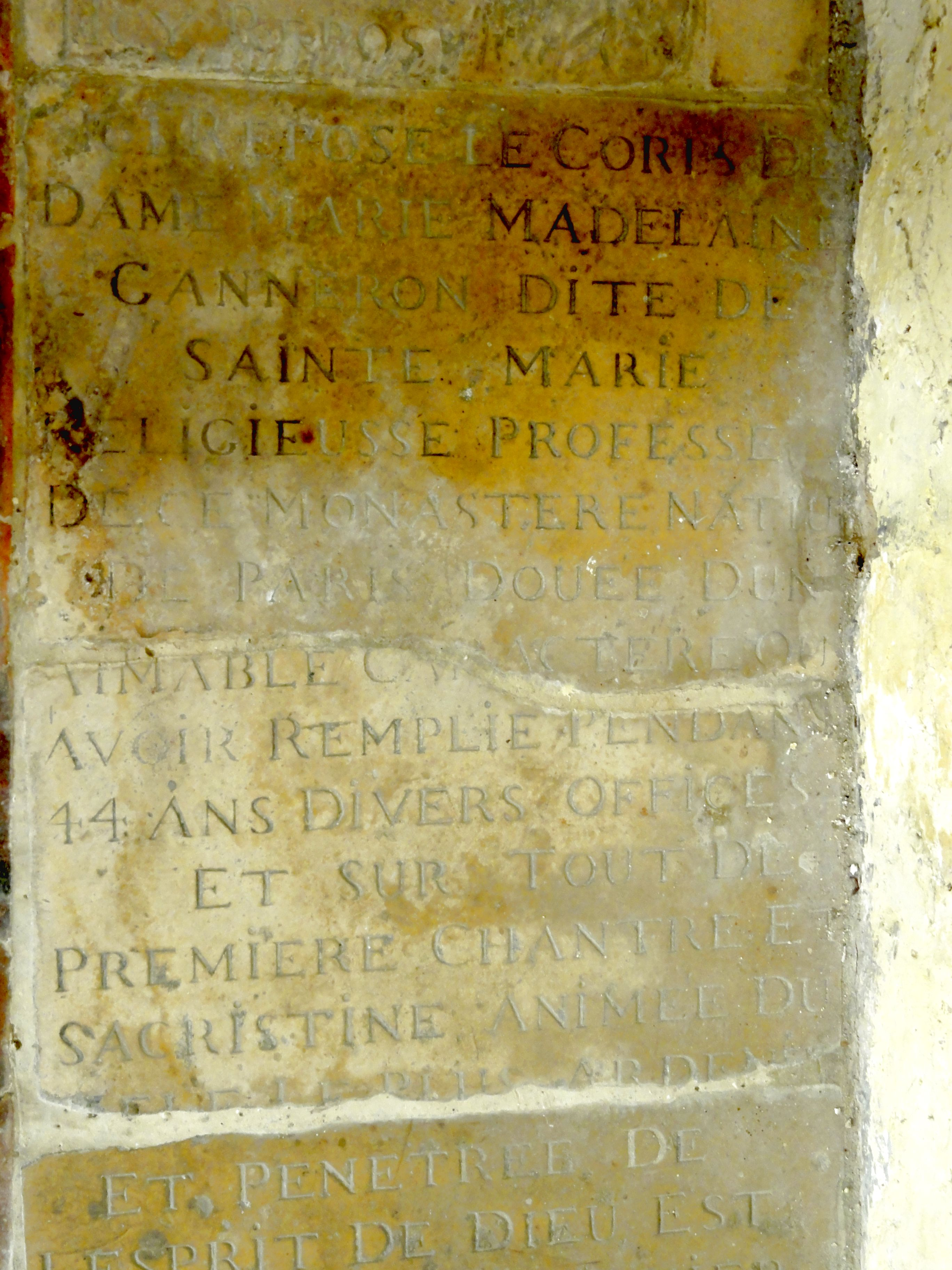
Pierre tombale d'une religieuse.
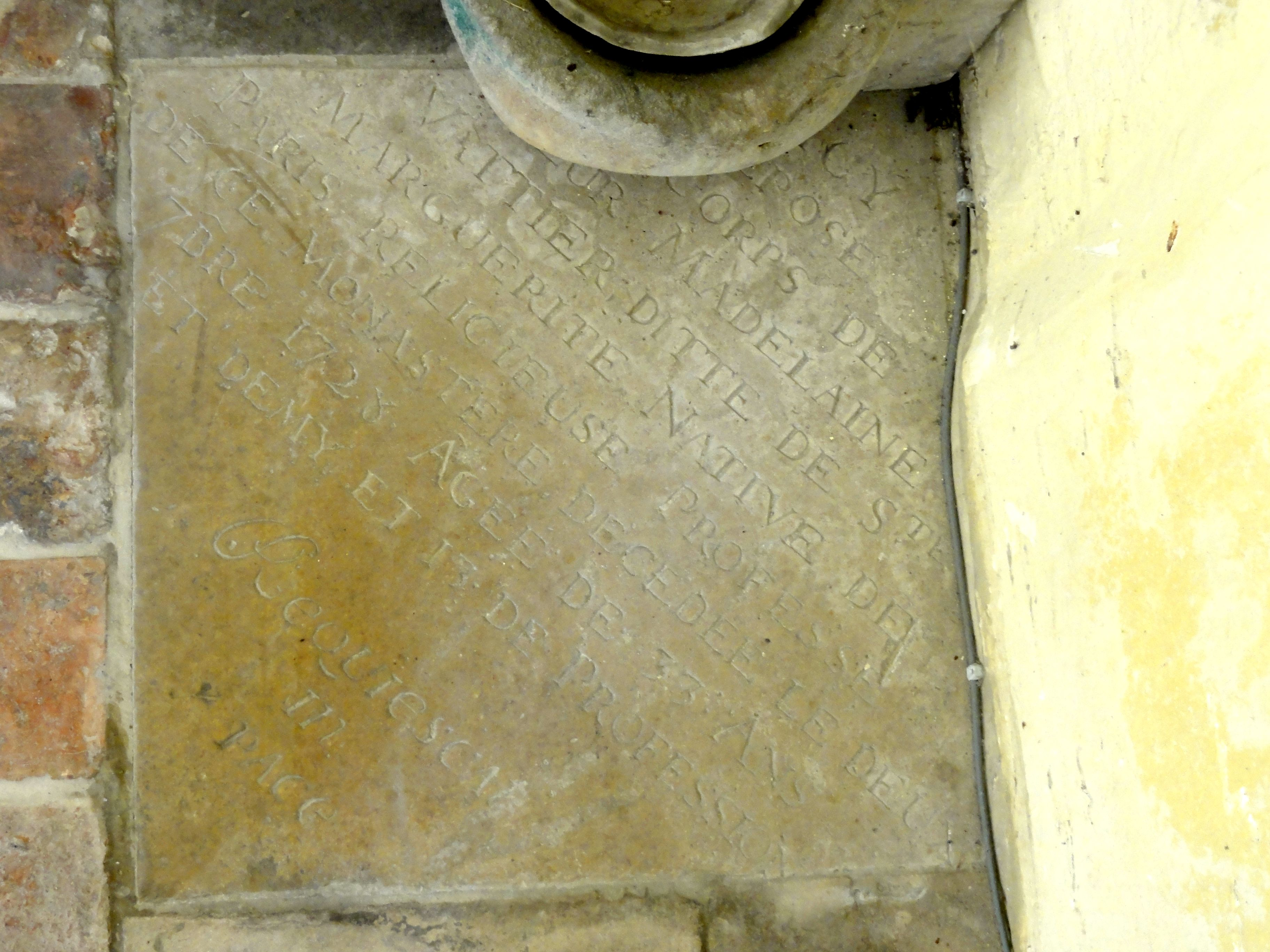
Pierre tombale d'une religieuse.